# Hamburger SV
Der Hamburger Sport-Verein e. V., kurz Hamburger SV oder einfach nur HSV, ist ein Sportverein aus der Freien und Hansestadt Hamburg. Er entstand am 2. Juni 1919 durch den Zusammenschluss der drei Vereine SC Germania von 1887, Hamburger FC von 1888 und FC Falke 06. Als traditionelles Gründungsdatum gilt laut Satzung der 29. September 1887, das Gründungsdatum des SC Germania. Mit 126.995 Mitgliedern (Stand: 21. Juni 2025) in mehr als 30 Abteilungen ist der HSV der achtgrößte Sportverein in Deutschland und weltweit auf Rang 13. Der HSV ist in erster Linie ein Breitensportverein, dessen Zweck die „Förderung des Sports“ ist. Die Vereinsfarben sind „Blau, Weiß, Schwarz.“ Die Spielkleidung besteht – soweit es die betriebene Sportart zulässt – aus „weißem Hemd mit dem Vereinsabzeichen, roter Hose und blauen Stutzen mit senkrecht gestreiftem schwarzweißem Rand.“ Der HSV stammt aus dem Stadtteil Rotherbaum im Bezirk Eimsbüttel. Mittlerweile befindet sich sein Sitz in den Räumen des Volksparkstadions in Bahrenfeld (Bezirk Altona). Darüber hinaus verfügt der HSV über Sportanlagen im schleswig-holsteinischen Norderstedt.
Bekannt wurde der HSV durch seine professionelle Fußballabteilung, die seit 2014 in die HSV Fußball AG ausgegliedert ist. Er war seit seiner Gründung 1919 bis zur Saison 2017/18 durchgehend in der jeweils höchsten Spielklasse vertreten. Zudem war er von den 16 Bundesliga-Gründungsmitgliedern der Verein, der – bis zum Abstieg am 12. Mai 2018 – am längsten ununterbrochen an der höchsten deutschen Spielklasse teilnahm, knapp 55 Jahre lang. Dies brachte dem Klub in diesem Jahrtausend den Spitznamen „Bundesliga-Dino“ ein. In der Ewigen Tabelle belegt der HSV den sechsten Platz (Stand 33. Spieltag 2024/25). Von 2018 bis 2025 spielte der HSV in der 2. Bundesliga.
Auf nationaler Ebene sind die Hamburger mit dem Gewinn von sechs deutschen Meisterschaften, drei DFB-Pokal- und zwei Ligapokalsiegen einer der erfolgreichsten Fußballvereine. International gewann der Verein in der Saison 1976/77 den Europapokal der Pokalsieger und in 1982/83 den der Landesmeister und erreichte außerdem drei weitere europäische Endspiele. Die erste Mannschaft trägt ihre Heimspiele im Volksparkstadion aus und spielte in der Saison 2018/19 erstmals zweitklassig. In der Saison 2024/25 gelang der Wiederaufstieg in die Bundesliga.
Ein weiteres Aushängeschild des Vereins ist die Beachvolleyballerin Laura Ludwig, die 2016 gemeinsam mit ihrer Partnerin Kira Walkenhorst die Goldmedaille bei den Olympischen Spielen in Rio de Janeiro und 2017 den Weltmeistertitel bei den Beachvolleyball-Weltmeisterschaften in Wien gewannen. Seit 2022 geht Laura Ludwig mit Louisa Lippmann für den HSV an den Start.

## Geschichte

### Vereinsgründung

#### Vorgängervereine
Der Hamburger SV selbst nennt offiziell den 29. September 1887 als sein Gründungsdatum. Jedoch fand die eigentliche Gründung des HSV erst am 2. Juni 1919 statt. An diesem Tag kam es zum Zusammenschluss der drei Vereine SC Germania von 1887, Hamburger FC 1888 (der seit dem 26. Februar 1914 Hamburger SV 1888 hieß) und FC Falke 1906 aus Eppendorf (zuletzt Stellingen), wobei es sich jedoch genaugenommen um einen Beitritt der anderen beiden Vereine zum Hamburger FC 1888 handelte, der bereits am 30. Juni 1909 beim Amtsgericht Hamburg in das Vereinsregister eingetragen worden war. Da der HSV jedoch explizit die Tradition seiner drei Vorgängervereine fortsetzt, ist in der Satzung unter § 1, Absatz 2, Satz 2, festgelegt: „Als Gründungstag gilt der 29. September 1887.“
Der SC Germania von 1887 ging am 29. September 1887 aus dem Zusammenschluss der 1884 gegründeten Leichtathletikvereine Hohenfelder SC und Wandsbek-Marienthaler SC hervor. Bei Germania wurde ab 1891 auch Fußball gespielt. 1896 gewann der Verein die erste Hamburg-Altonaer Meisterschaft. Vier weitere Titel folgten. 1904 nahm Germania an der Endrunde um die deutsche Meisterschaft teil und schied im Halbfinale gegen Britannia 92 Berlin aus. Im Jahre 1917 bildete Germania mit dem SV Uhlenhorst-Hertha von 1911 eine Kriegsvereinigung. Ein Jahr später kam es zu einer Kriegsvereinigung mit dem SC Concordia aus Wandsbek.
Lange vorher hatten Hans Nobiling und Hermann Friese, die zu Anfang des 20. Jahrhunderts bedeutende Pioniere des Fußballs in Brasilien waren, dem Verein angehört. Nobiling gründete in São Paulo den SC Internacional, aus dem der spätere Weltpokalsieger FC São Paulo hervorging, und den SC Germânia, der sich seither als EC Pinheiros zum größten Sportverein der südlichen Hemisphäre entwickelt hat. Friese, erster Fußballstar Brasiliens, war 1902 auch deutscher Meister im 1500-Meter-Lauf.
Zweiter Stammverein war der Hamburger FC von 1888, der am 1. Juni 1888 von Schülern des Wilhelm-Gymnasiums gegründet wurde. Zwischen 1895 und 1898 schloss sich der FC Victoria 95 dem HFC als Jugendabteilung an. Der Hamburger FC änderte am 3. Februar 1914 seinen Namen in Hamburger Sportverein 1888, bevor er sich am 27. Juli 1918 mit dem SC Victoria zur Kriegsvereinigung Victoria-Hamburg 88 zusammenschloss. Die Vereinigung war erfolgreich und wurde 1919 sowohl Hamburger als auch norddeutscher Meister. Die Endrunde um die deutsche Meisterschaft entfiel nach dem Ende des Ersten Weltkrieges, sodass sich die Kriegsvereinigung bereits einen Tag nach der norddeutschen Meisterschaft wieder auflöste.
Dritter Stammverein war der FC Falke 06, der am 5. März 1906 von Schülern der Oberrealschule in Eppendorf gegründet wurde. Der FC Falke 06 errang keine nennenswerten Erfolge und spielte zumeist in unteren Ligen. Am 12. Mai 1919 trat der FC Falke 06 dem Hamburger Sportverein 1888 bei, der sich von nun an Hamburger SV von 1888 nannte. Am 2. Juni 1919 folgte schließlich die Vereinigung des SC Germania von 1887 und des Hamburger SV von 1888 zum Hamburger Sport-Verein e. V. (Hamburg 88-Germania-Falke), der am 12. Juli 1919 beim Amtsgericht ins Vereinsregister eingetragen wurde.
Der SC Germania und der HFC 88 gehörten zu den Gründungsmitgliedern des Deutschen Fußball-Bundes.

Die Farben der Hansestadt finden sich auf Trikot und Hose wieder

Signalflagge „Blauer Peter“

#### Vereinsfarben
Als Trikotfarben wurden zu Ehren der Freien und Hansestadt Hamburg die Hansefarben Rot und Weiß bestimmt.

#### Vereinslogo
Blau und Schwarz, die Farben des SC Germania, wurden diesem zu Ehren in das Logo des Vereins übernommen. Es zeigt auf blauem Grund ein weißes auf der Spitze stehendes Quadrat mit breitem schwarzen und weißen Rand. Weil das Quadrat auf der Spitze steht, wird es im Volksmund üblicherweise Raute genannt.
Entworfen hat das Logo nach jahrzehntelang übernommenen (auch eigenen) Darstellungen der spätere Werbegrafiker und HSV-Spieler Otto Sommer. Im Jahr 1996 kam jedoch auch der Name Henry Lütjens als Erfinder ins Spiel. Letztlich ist die Urheberschaft also nicht mit Gewissheit zu klären. Die Raute ist einem oft verwendeten Symbol der Hamburger Handelsschifffahrt entliehen; Pate gestanden haben soll dabei auch der Blaue Peter, das Flaggensignal für „Alle Mann an Bord“.
Das Vereinslogo des HSV ist als einziges eines Bundesligisten mit Stand Mai 2025 im Wesentlichen seit 105 Jahren unverändert, lediglich die Breite des Quadrates variierte in der Vergangenheit.

### Geschichte der Fußballabteilung

#### 1919–1933: Gründung und erste Erfolge
| Saison | Platz | Tore   | Punkte |
| --- | ----- | ------ | ------ |
| 1919/20 | 2     | 65:22  | 25:9   |
| 1920/21 | 1     | 65:19  | 34:2   |
| 1921/22 | 3     | 60:15  | 19:9   |
| 1922/23 | 1     | 93:14  | 26:2   |
| 1923/24 | 1     | 61:11  | 26:2   |
| 1924/25 | 1     | 76:12  | 26:2   |
| 1925/26 | 1     | 72:12  | 26:2   |
| 1926/27 | 1     | 79:17  | 26:2   |
| 1927/28 | 1     | 101:22 | 29:3   |
| 1928/29 | 1     | 50:16  | 17:1   |
| 1929/30 | 1     | 70:20  | 33:3   |
| 1930/31 | 1     | 58:22  | 27:9   |
| 1931/32 | 1     | 87:27  | 34:2   |
| 1932/33 | 2     | 52:27  | 26:10  |
| grün unterlegt: Deutscher Meister gelb unterlegt: Norddeutscher Meister Weitere Einzelheiten siehe Saisonbilanzen des Hamburger SV |       |        |        |

Mit einem 8:0-Sieg über den SC Concordia begann der HSV seine erste Saison in der Hamburger Liga. Nachdem sich die Mannschaft die Herbstmeisterschaft gesichert hatte, geriet der Verein mit dem Verband in Konflikt, da der Neuzugang Hans Popp keine formelle Freigabe gehabt haben soll. Den „Rothosen“ wurden zunächst fünf Punkte abgezogen, jedoch revidierte der Verband das Urteil nach Saisonende wieder. Meister blieb dennoch der SC Victoria mit einem Punkt Vorsprung. Zur Saison 1920/21 richtete der Norddeutsche Fußball-Verband mit der Nord- und Südkreisliga zwei höchste Spielklassen ein. Der HSV wurde ungeschlagen Meister der Nordgruppe und gewann durch zwei deutliche Siege über Hannover 96 erstmals die norddeutsche Meisterschaft. In der Endrunde um die deutsche Meisterschaft war jedoch bereits im Viertelfinale Endstation, nachdem die Mannschaft beim Duisburger SpV mit 2:1 nach Verlängerung unterlegen war.
Verstärkt durch den norwegischen Nationalspieler Asbjørn Halvorsen ging der HSV in seine dritte Spielzeit, in der die „Rothosen“ in der Alsterkreisliga antraten. Obwohl die Mannschaft nach einer verkorksten Saison nur Dritter wurde, durfte sie als Titelverteidiger an der Endrunde um die norddeutsche Meisterschaft teilnehmen. Hier verteidigte der HSV seinen Titel und zog nach Siegen über Titania Stettin und Wacker München in das Endspiel um die deutsche Meisterschaft ein. Der HSV traf auf den 1. FC Nürnberg. Beim Stande von 2:2 musste das Spiel im Berliner Grunewaldstadion nach 189 gespielten Minuten wegen Dunkelheit abgebrochen werden. Das Wiederholungsspiel im Leipziger VfB-Stadion endete mit 1:1 nach Abschluss der regulären Spielzeit. Durch einen Platzverweis, dem in der Verlängerung ein weiterer folgte, und einen verletzt ausgeschiedenen Spieler war die Nürnberger Mannschaft auf acht Mann dezimiert worden. Als mit Luitpold Popp ein weiterer Nürnberger verletzt wurde und nicht weitermachen konnte, brach Schiedsrichter Peco Bauwens die Partie ab.
Der DFB erklärte daraufhin den HSV wegen des „unsportlichen Verhaltens“ der Nürnberger zum deutschen Meister. Nürnberg protestierte gegen die Entscheidung, weil der Spielabbruch regelwidrig erfolgt sei (was formal auch stimmte). Im November 1922 erklärte der DFB den HSV bei seinem Bundestag in Jena zunächst zum deutschen Meister. Wenige Minuten später erklärte das Hamburger Vorstandsmitglied Henry Barrelet, dass der HSV „keinen Anspruch auf die diesjährige Meisterschaft erhebt“. Somit gab es 1922 keinen deutschen Fußballmeister.
→ Spieldaten der Meisterschaftsendspiele 1922
Ein Jahr später sollte sich der HSV den ersten Meistertitel auf sportlichem Weg sichern. Überlegen gewann die Mannschaft sowohl die Alsterkreis- als auch die norddeutsche Meisterschaft. Nach Siegen über Guts Muts Dresden und den VfB Königsberg erreichten die „Rothosen“ das Endspiel um die deutsche Meisterschaft. Durch Tore von Otto Harder, Ludwig Breuel und Karl Schneider besiegte der HSV den SC Union Oberschöneweide und gewann den ersten Meistertitel.
→ Spieldaten des Meisterschaftsendspiels 1923
Auch 1924 standen die Spieler des HSV im Endspiel um die deutsche Meisterschaft. Erneut dominierte die Mannschaft die Konkurrenz auf lokaler und regionaler Ebene nach Belieben. In der Endrunde um die deutsche Meisterschaft setzte sich der HSV zunächst gegen die Vereinigten Breslauer Sportfreunde und die SpVgg Leipzig-Lindenau durch und traf im Endspiel auf den 1. FC Nürnberg. Durch Tore von Georg Hochgesang und Wolfgang Strobel ging die Victoria nach Franken.
→ Spieldaten des Meisterschaftsendspiels 1924
In den folgenden Jahren konnte der Verein nicht mehr an die großen Erfolge anknüpfen. Zwar erreichten die „Rothosen“ jedes Jahr die Endrunde um die deutsche Meisterschaft, jedoch schied die Mannschaft bis auf die Halbfinalniederlage 1926 gegen Hertha BSC immer frühzeitig aus. Gleichzeitig wuchs die Unzufriedenheit über den Meisterschaftsmodus auf lokaler Ebene. Zu selten war der HSV in der Alsterkreisliga gefordert, weswegen er regelmäßig zu Freundschaftsspielen gegen namhafte ausländische Vereine antrat. Erst 1928 erreichte die Mannschaft wieder das Endspiel um die deutsche Meisterschaft, in dem der Gegner Hertha BSC hieß. Bereits nach 20 Minuten führten die Hamburger mit 3:0 und siegten schließlich deutlich mit 5:2.
→ Spieldaten des Meisterschaftsendspiels 1928
Die folgende Saison brachte die „Hamburger Fußballrevolution“ mit sich. Neun Hamburger Spitzenvereine und Holstein Kiel sagten sich vom Verband los und spielten mit der „Runde der Zehn“ ihre eigene Meisterschaft aus, die der HSV ungeschlagen gewann. Nach zähen Verhandlungen gab der Verband schließlich nach und reduzierte die Anzahl der ersten Ligen von elf auf sechs. Zwar konnte der HSV seinen norddeutschen Meistertitel verteidigen, jedoch war auf DFB-Ebene bereits im Viertelfinale nach einer 0:2-Niederlage gegen die SpVgg Fürth Endstation. Nachdem der HSV die Meisterschaftsendrunde 1930 verpasst hatte, wurde die Mannschaft verjüngt. Langjährige Leistungsträger, wie Otto Harder, Walter Kolzen und Hans Rave, verließen den Verein.
Ein Jahr später wurden die „Rothosen“ wieder Nordmeister und schieden bei der deutschen Meisterschaft 1931 erst im Halbfinale mit 2:3 nach Verlängerung gegen Hertha BSC aus. Eine weitere Verjüngung der Mannschaft brachte Talente wie Richard Dörfel und den erst 18-jährigen Rudolf Noack in die Mannschaft. Alleine Noack erzielte in der Saison 1931/32 43 Pflichtspieltore. Die einzige Pflichtspielniederlage des Jahres sorgte im Viertelfinale der deutschen Meisterschaft für das Aus, als der HSV dem FC Schalke 04 mit 2:4 unterlag. Ein Jahr später war bereits im Achtelfinale nach einer 1:4-Niederlage gegen Eintracht Frankfurt Endstation.

#### 1933–1945: Der HSV im Dritten Reich
| Saison | Platz | Tore   | Punkte |
| --- | ----- | ------ | ------ |
| 1933/34 | 2     | 91:35  | 29:7   |
| 1934/35 | 2     | 55:32  | 26:10  |
| 1935/36 | 3     | 49:38  | 23:13  |
| 1936/37 | 1     | 71:22  | 31:5   |
| 1937/38 | 1     | 103:26 | 41:3   |
| 1938/39 | 1     | 87:20  | 35:5   |
| 1939/40 | 1     | 39:9   | 18:2   |
| 1940/41 | 1     | 104:25 | 44:0   |
| 1941/42 | 2     | 74:29  | 28:8   |
| 1942/43 | 2     | 73:19  | 26:10  |
| 1943/44 | 2     | 65:20  | 28:8   |
| 1944/45 | 1     | 100:21 | 34:2   |
| grün unterlegt: Vierter Platz bei der Deutschen Meisterschaft Weitere Einzelheiten siehe Saisonbilanzen des Hamburger SV |       |        |        |

Die Machtübernahme der Nationalsozialisten brachte erhebliche Veränderungen im deutschen Ligafußball mit sich. Es wurden 16 Gauligen eingeführt, die von nun an die höchste deutsche Spielklasse waren. Der HSV gehörte zu den Gründungsmitgliedern der Gauliga Nordmark, deren Einzugsgebiet sich auf Hamburg, die Provinz Schleswig-Holstein und Mecklenburg erstreckte. In den ersten drei Spielzeiten blieb der HSV im Schatten des Lokalrivalen Eimsbütteler TV (ETV), der sich jeweils die Gaumeisterschaft sicherte. 1934 und 1935 wurden die „Rothosen“ Vizemeister, ein Jahr später nur Dritter. Mit dem Tschammerpokal wurde 1935 der Vorläufer des heutigen DFB-Pokals eingeführt. Nach einem 5:4-Erstrundensieg bei Werder Bremen schieden die Hamburger bereits eine Runde später gegen Fortuna Düsseldorf aus.
Erst in der Saison 1936/37 errang der HSV seine erste Gaumeisterschaft und erreichte die Endrunde um die deutsche Meisterschaft. In der Vorrunde trafen die „Rothosen“ auf den BC Hartha, Hindenburg Allenstein und Beuthener SuSV 09 und gewannen alle Spiele. Im Halbfinale, welches im Berliner Olympiastadion gespielt wurde, erwies sich der 1. FC Nürnberg als zu stark und der HSV verlor mit 2:3. Das Spiel um Platz drei verlor der HSV gegen den VfB Stuttgart mit 0:1. Ein Jahr später sicherte der bessere Torquotient den „Rothosen“ das Weiterkommen. Die Gauligasaison beendeten der HSV und der ETV punktgleich und ungeschlagen, jedoch war der HSV um 0,66 Tore besser. Auch in der Endrunde um die deutsche Meisterschaft sicherte der bessere Torquotient gegenüber Eintracht Frankfurt den Einzug ins Halbfinale. Gegner im Dresdner Stadion am Ostragehege war Hannover 96. Zur Halbzeit führte der HSV mit 2:0. Doch die Niedersachsen glichen in der zweiten Hälfte aus und erzielten in der Verlängerung trotz Unterzahl den Siegtreffer. Wie schon im Vorjahr unterlag der HSV im Spiel um Platz drei, dieses Mal erst im Wiederholungsspiel mit 2:4 gegen Fortuna Düsseldorf.
Den dritten vierten Platz in Folge sicherte sich der HSV 1939. Nach der erneuten Gaumeisterschaft setzte sich die Mannschaft in der Gruppenphase durch und traf im Halbfinale auf Admira Wien. Die Partie in Frankfurt ging für die Hamburger mit 1:4 verloren, und auch im Spiel um Platz drei unterlagen die „Rothosen“, dieses Mal mit 2:3 gegen den Dresdner SC. Negativer Höhepunkt der Saison war das Erstrundenaus im Pokal gegen den VfB Peine. Der Ausbruch des Zweiten Weltkriegs blieb für den Fußballsport in Hamburg nicht ohne Folgen. Zunächst wurde eine „Hamburger Kriegsmeisterschaft“ ausgespielt, bevor ab Ende November 1939 wieder um Gauligapunkte gespielt wurde. Ungeschlagen gewann der HSV seine Staffel, bezog aber im Finale gegen den Eimsbütteler TV zwei herbe Niederlagen. Dafür lief es im Tschammerpokal besser. Als erste Hamburger Mannschaft erreichte der HSV das Viertelfinale, wo jedoch nach einer 2:6-Niederlage beim SV 07 Waldhof das Aus folgte.
Kurios verlief die Gauligasaison 1940/41. Die „Rothosen“ gewannen alle 21 ausgetragenen Ligaspiele und wurden zum vierten Mal Gaumeister. Die noch fehlende Partie bei der Barmbecker SG wurde erst nach Ende der Saison 1941/42 ausgetragen. Auf Reichsebene kamen die Hamburger jedoch nicht über die Gruppenphase hinaus, nachdem sie im Gruppenfinale gegen den FC Schalke 04 unterlegen waren. Nach einer erneuten Vizemeisterschaft des HSV 1942 wurde die Gauliga Nordmark aufgelöst und durch die Gauligen Hamburg, Schleswig-Holstein und Mecklenburg ersetzt. 1943 ging der Titel an die Victoria, ein Jahr später an den Neuling Luftwaffen SV. Zu dieser Zeit diktierte der Krieg die Mannschaftsaufstellung, in der sich zwischenzeitlich der damalige Rekordnationalspieler Paul Janes befand, so dass häufig erst am Spieltag klar war, mit welcher Aufstellung der HSV aufläuft. Während fast überall in Deutschland die Gauligasaison 1944/45 abgebrochen werden musste oder gar nicht erst begann, wurde in Hamburg 1945 noch ein Gaumeister gekürt. Ungeschlagen sicherten sich die „Rothosen“ die letzte Gaumeisterschaft.
Unmittelbar nach der Machtübernahme der Nationalsozialisten ordnete sich der HSV dem Regime bedingungslos unter. Zahlreiche Funktionäre und Spieler wurden Mitglied der NSDAP, der SA und der SS. Die Vorstandsvorsitzenden wurden zwischen 1933 und 1945 als „Vereinsführer“ bezeichnet. Mitglieder jüdischen Glaubens durften zunächst dem Verein nicht mehr beitreten und wurden später systematisch ausgeschlossen. Dabei hatten einige jüdische Mitglieder 1935 durch Spenden den Verein vor dem Bankrott gerettet. Doch auch nichtjüdische Mitglieder durchlebten während der Zeit des Nationalsozialismus schwierige Zeiten. Der spätere Ehrenpräsident Emil Martens wurde wegen Homosexualität inhaftiert und musste sich später einer Kastration unterziehen.

#### 1945–1963: Dominanz in der Oberliga Nord
| Saison | Platz | Tore   | Punkte |
| --- | ----- | ------ | ------ |
| 1945/46 | 01    | 75:11  | 22:2   |
| 1946/47 | 02    | 101:33 | 34:10  |
| 1947/48 | 01    | 66:17  | 37:7   |
| 1948/49 | 01    | 61:31  | 32:12  |
| 1949/50 | 01    | 101:39 | 48:12  |
| 1950/51 | 01    | 113:54 | 49:15  |
| 1951/52 | 01    | 96:48  | 45:15  |
| 1952/53 | 01    | 78:57  | 43:17  |
| 1953/54 | 11    | 77:58  | 27:29  |
| 1954/55 | 01    | 108:41 | 47:13  |
| 1955/56 | 01    | 89:35  | 41:19  |
| 1956/57 | 01    | 86:34  | 41:19  |
| 1957/58 | 01    | 78:35  | 43:17  |
| 1958/59 | 01    | 98:29  | 52:8   |
| 1959/60 | 01    | 96:38  | 45:15  |
| 1960/61 | 01    | 101:29 | 50:10  |
| 1961/62 | 01    | 100:34 | 50:10  |
| 1962/63 | 01    | 100:40 | 49:11  |
| grün unterlegt: Deutscher Meister gelb unterlegt: Deutscher Vizemeister Weitere Einzelheiten siehe Saisonbilanzen des Hamburger SV |       |        |        |

Während in Süddeutschland bereits im Herbst 1945 mit der Oberliga Süd eine großräumige Spielklasse eingerichtet worden war, wurde im Norden nur auf lokaler Ebene um Punkte gespielt. In Hamburg wurde die Hamburger Liga eingeführt, die der HSV ungeschlagen gewann. Eine norddeutsche Meisterschaft wurde auf Geheiß der britischen Militärregierung schon nach der ersten Runde abgebrochen. Ein Jahr später wurde der HSV Vizemeister hinter dem FC St. Pauli. Erstmals wurde eine Britische Zonenmeisterschaft ausgespielt. Über die Stationen VfB Lübeck, Schalke 04 und Rot-Weiß Oberhausen erreichten die „Rothosen“ das Endspiel im Düsseldorfer Rheinstadion. Durch ein Tor von Alfred Boller gewannen die Hamburger die Partie und sicherten sich ihren ersten Nachkriegstitel.
Im Sommer 1947 nahm schließlich die Oberliga Nord ihren Spielbetrieb mit zwölf Vereinen auf. Punktgleich beendeten der HSV und St. Pauli die Runde, so dass ein Entscheidungsspiel notwendig wurde. Hier behielten die „Rothosen“ mit 2:1 die Oberhand. Im Finale um die Britische Zonenmeisterschaft trafen sich beide Mannschaften wieder. Durch einen 6:1-Sieg verteidigte der HSV seinen Titel. Bei der ersten deutschen Nachkriegsmeisterschaft schieden die Hamburger allerdings bereits im Viertelfinale gegen die SpVgg Neuendorf aus. Auch 1949 war im Viertelfinale der deutschen Meisterschaft Endstation, dieses Mal unterlagen die „Rothosen“ dem späteren Meister VfR Mannheim deutlich mit 0:5.
Zur Saison 1949/50 wurde das Vertragsspielerstatut eingeführt, das die Bezahlung der Spieler legalisierte. In den folgenden Jahren wurde die Dominanz des HSV immer deutlicher, und die „Rothosen“ wurden teilweise mit großem Vorsprung Meister der Oberliga. Doch während die Mannschaft der regionalen Konkurrenz überlegen war, konnte sie bei den Endrunden um die deutsche Meisterschaft nur bedingt Erfolge feiern. 1950 vergab der HSV im Viertelfinale eine 2:0-Halbzeitführung gegen Kickers Offenbach und verlor noch mit 2:3. Ein Jahr später stellten die Mannschaft mit 113 erzielten Toren und Stürmer Herbert Wojtkowiak mit 40 Saisontoren zwei Ligarekorde auf. In der Endrunde verspielten die „Rothosen“ den Finaleinzug nach einer 1:4-Niederlage beim 1. FC Nürnberg. Auch 1952 waren es die Nürnberger, die durch einen 4:0-Heimsieg die Endspielträume des HSV zunichtemachten.
Ein Spiel der besonderen Art absolvierten die Hamburger in der Vorbereitung auf die Saison 1952/53, als die „Rothosen“ in einem Freundschaftsspiel gegen die indische Nationalmannschaft antraten. Obwohl die Partie auf einem Grandplatz ausgetragen wurde, spielten die Inder barfuß und unterlagen mit 3:5. Nach einer weiteren Meisterschaft in der Oberliga Nord war die Mannschaft in der Endrunde wiederum chancenlos und gewann nur gegen den SC Union 06 Berlin. Dafür gewann der HSV den erstmals seit 1927 wieder ausgespielten NFV-Pokal durch ein 3:2 gegen Holstein Kiel. Auch der DFB-Pokal wurde wieder eingeführt; die Hamburger erreichten das Viertelfinale, mussten sich aber nach einem 1:6 Rot-Weiss Essen beugen.
Völlig verkorkst verlief die Saison 1953/54. Streitigkeiten innerhalb der Mannschaft und ein Vier-Punkte-Abzug wegen verbotener Handgeldzahlungen an den aus Bremen verpflichteten Willi Schröder bedeuteten, dass der HSV nur Platz 11 erreichte, kurzzeitig sogar rechnerisch abstiegsgefährdet war. Die 2:10-Niederlage bei Arminia Hannover war die einzige zweistellige Pflichtspielniederlage der HSV-Geschichte. Nach der Saison gewannen mit Jupp Posipal und Fritz Laband zwei Hamburger Spieler mit der deutschen Nationalmannschaft die Weltmeisterschaft in der Schweiz.
Martin Wilke und Günter Mahlmann übernahmen zur Saison 1954/55 das Traineramt und bauten mit Uwe Seeler, Klaus Stürmer und anderen mehrere talentierte Nachwuchskräfte in die Mannschaft ein. Seeler und Günter Schlegel wurden mit jeweils 28 Toren Torschützenkönige der Oberliga Nord und sicherten ihrer Mannschaft die siebte Nordmeisterschaft in acht Jahren. Für die Endrunde um die deutsche Meisterschaft zog der HSV in das Volksparkstadion um. Hier belegten die Hamburger Platz zwei ihrer Gruppe hinter dem 1. FC Kaiserslautern.
Die Meisterschaft in der Oberliga Nord ging auch in der Saison 1955/56 an den HSV, jedoch hatten die Rothosen mit drei Punkten Vorsprung auf Hannover 96 den knappsten Vorsprung seit fünf Jahren zu verzeichnen. In der Endrunde um die deutsche Meisterschaft schlossen die Hamburger die Gruppenphase punktgleich, aber mit dem schlechteren Torquotienten gegenüber Borussia Dortmund als Zweiter ab. Im DFB-Pokal erreichten die „Rothosen“ nach einem Halbfinalsieg über Fortuna Düsseldorf das Endspiel. Uwe Seeler brachte den HSV in Führung, bevor zwei Tore von Bernhard Termath sowie Antoine Kohn den Karlsruher SC zum Pokalsieg schossen.
→ Spieldaten des DFB-Pokalfinals 1956
Die Mannschaft wurde weiter verjüngt und gewann in der Saison 1956/57 zum neunten Mal die Oberliga Nord. In der Endrunde gelang dem HSV durch einen 2:1-Sieg über den 1. FC Saarbrücken der Einzug in das Endspiel. Dabei profitierten die Hamburger davon, dass der Duisburger SpV gleichzeitig nicht über ein 2:2 beim 1. FC Nürnberg hinauskam. Im Endspiel zeigte Borussia Dortmund der jungen HSV-Elf ihre Grenzen auf. Durch je zwei Treffer von Alfred Kelbassa und Alfred Niepieklo verteidigten die Westfalen ihren Meistertitel. Den Ehrentreffer für Hamburg erzielte Gerd Krug.
→ Spieldaten des Meisterschaftsfinals 1957
Während der gesamten Oberligasaison 1957/58 belegte der HSV den ersten Tabellenplatz. Zu Tumulten auf dem Sportplatz am Rothenbaum kam es am 1. Dezember 1957 beim Heimspiel gegen den TuS Bremerhaven 93, als Uwe Seeler nach einer Tätlichkeit den einzigen Feldverweis seiner Karriere hinnehmen musste. Der Schiedsrichter musste inkognito und auf Schleichwegen das Stadion verlassen. Der Verein erhielt daraufhin eine Platzsperre und musste sein Heimspiel gegen Eintracht Braunschweig im Bremer Weserstadion austragen. Nachdem der HSV zur Halbzeit gegen die Eintracht bereits 0:4 zurückgelegen hatte, drehte er das Spiel noch und gewann 6:4. Erneut zogen die „Rothosen“ in das Meisterschaftsendspiel ein, wo die Mannschaft auf Schalke 04 traf. Durch zwei Treffer von Bernhard Klodt und ein Tor von Manfred Kreuz musste sich der HSV mit 0:3 geschlagen geben.
→ Spieldaten des Meisterschaftsfinals 1958
Am 25. Juni 1960 holte der Hamburger SV nach einem 3:2-Sieg gegen den 1. FC Köln die dritte deutsche Meisterschaft der Vereinsgeschichte.
→ Spieldaten des Meisterschaftsfinals 1960
Zudem erreichte der HSV 1961 erstmals das Halbfinale im Europapokal der Landesmeister. Nach dem Hin- und Rückspiel gegen den CF Barcelona (heute FC Barcelona) stand es unentschieden, im Entscheidungsspiel am 3. Mai 1961 verlor der Hamburger SV dann 1:0.

#### 1963–1973: Mittelmaß in der neu geschaffenen Bundesliga, erster Höhepunkt in Europa
| Saison                                                     | Platz | Tore  | Punkte | BL-Kader |
| ---------------------------------------------------------- | ----- | ----- | ------ | -------- |
| 1963/64                                                    | 06    | 69:60 | 32:28  | BL-Kader |
| 1964/65                                                    | 11    | 46:56 | 27:33  | BL-Kader |
| 1965/66                                                    | 09    | 64:52 | 34:34  | BL-Kader |
| 1966/67                                                    | 14    | 37:53 | 30:38  | BL-Kader |
| 1967/68                                                    | 13    | 51:54 | 33:35  | BL-Kader |
| 1968/69                                                    | 06    | 55:55 | 36:32  | BL-Kader |
| 1969/70                                                    | 06    | 57:54 | 35:33  | BL-Kader |
| 1970/71                                                    | 05    | 54:63 | 37:31  | BL-Kader |
| 1971/72                                                    | 10    | 52:52 | 33:35  | BL-Kader |
| 1972/73                                                    | 14    | 53:59 | 28:40  | BL-Kader |
| Weitere Einzelheiten siehe Saisonbilanzen des Hamburger SV |       |       |        |          |

In der zur Saison 1963/64 gegründeten Bundesliga konnte sich der HSV vorerst keine weiteren Meistertitel mehr sichern. Auch mit seiner Dominanz im Norden war es zunächst vorbei, als Werder Bremen 1965 die Meisterschaft gewann und Eintracht Braunschweig dies zwei Jahre später ebenfalls gelang. Am 22. Spieltag der Saison 1965/66 erreichte der HSV mit 8:0 gegen den Karlsruher SC den bis heute höchsten Heimsieg. In der darauffolgenden Saison verlor der HSV das Pokalendspiel gegen den FC Bayern München, wiederum ein Jahr später das Europapokal-Endspiel gegen die AC Mailand. Uwe Seeler wurde 1964 und 1970 noch zwei weitere Male „Fußballer des Jahres“ und beendete 1972 seine aktive Fußballer-Karriere beim HSV.
Trotz eher mittelmäßiger Platzierungen in der Bundesliga (mit dem jeweils 14. Platz 1966/67 und 1972/73 als schlechteste Platzierung) wurde Anfang der 1970er Jahre durch die Verpflichtung junger Spieler, die später dauerhaft Stammspieler und teils auch Nationalspieler wurden, einer der Grundstöcke für die Erfolge in der zweiten Hälfte der 1970er und der ersten Hälfte der 1980er Jahre gelegt.
Das erste Bundesliga-Tor für den HSV schoss Charly Dörfel beim Auswärtsspiel des HSV bei Preußen Münster zum 1:1-Ausgleich am ersten Spieltag. Der HSV wurde in der Premierensaison Sechster, Uwe Seeler gewann mit 30 Treffern in 30 Spielen die erste Torjägerkanone – eine gleiche oder bessere Trefferquote in der Bundesliga erreichten nur Gerd Müller (sechsmal), Robert Lewandowski (dreimal), Dieter Müller, Grafite und Harry Kane (je einmal). Im DFB-Pokal hingegen verlor der Hamburger SV bereits in der ersten Runde gegen die SpVgg Fürth, im Europapokal der Pokalsieger unterlag der deutsche Vertreter im Viertelfinale gegen Olympique Lyon.
In der darauffolgenden Saison belegte der HSV am Ende lediglich den neunten Platz und schied bereits in der zweiten Runde (Achtelfinale) im Pokal gegen den 1. FC Nürnberg aus. Nur unwesentlich besser verlief die Spielzeit 1965/66: erneut Neunter des Klassements, Viertelfinale im Pokal (1:2 gegen den FC Bayern München).
Einen Teilerfolg, der im darauffolgenden Jahr die erneute Teilnahme an einem europäischen Wettbewerb brachte, gelang in der Spielzeit 1966/67 – zwar nicht in der Meisterschaft (14. Platz) – dafür im Pokal: Die „Rothosen“ schafften es bis ins Endspiel und unterlagen in Stuttgart dem FC Bayern deutlich mit 0:4. Da der FC Bayern jedoch bereits im Vorjahr den deutschen Pokal und hernach auch den Europapokal der Pokalsieger gewann, mithin europäischer Titelverteidiger war, durfte der HSV als „Vize“ neben dem FC Bayern in der Folgesaison im internationalen Wettbewerb teilnehmen.
→ Spieldaten des Pokalfinals 1967
Im Pokalsieger-Cup 1967/68 setzte sich der HSV nacheinander gegen den dänischen Verein Randers Freja, Wisła Krakau aus Polen, Olympique Lyon aus Frankreich und den walisischen Verein Cardiff City, der allerdings in England mitspielt, durch und traf im Endspiel auf die AC Mailand. Gegen die Italiener waren die Hanseaten im Finale von Rotterdam jedoch chancenlos und verloren 0:2. In der Liga belegte der HSV am Ende den 13. Rang, im DFB-Pokal war bereits in der ersten Runde „Endstation“ (0:1 bei Hertha BSC).
→ Spieldaten des Finals im Europapokal der Pokalsieger 1968
In der Saison 1968/69 erreichten die Hamburger einen sechsten Rang in der Tabelle. Im DFB-Pokal schieden die Hanseaten im Viertelfinale aus – zum dritten Mal innerhalb von vier Jahren unterlagen sie im Pokal dem FC Bayern München. Der HSV kam im Messepokal, dem Vorläufer des UEFA-Cups, bis ins Viertelfinale, verzichtete aber auf die Austragung des Spiels bei Göztepe Izmir, da die Verantwortlichen befürchteten, nicht rechtzeitig zum Wochenende wieder in Deutschland zu sein, wo das als wichtiger erachtete Auswärtsspiel bei Kickers Offenbach anstand. Hamburg schied somit kampflos aus dem Wettbewerb aus.
Zu Beginn der Saison 1969/70 stieß der spätere Leistungsträger Peter Nogly zum HSV, der das Klassement als Sechster abschloss. Im DFB-Pokal schieden die Hanseaten im Achtelfinale (zweite Runde) gegen Eintracht Frankfurt aus. In der darauffolgenden Saison stießen die Hamburger auf den fünften Rang in der Tabelle und im DFB-Pokal bis ins Viertelfinale (0:2 gegen den 1. FC Köln) vor.
Die Saison 1971/72 war die letzte, in der Uwe Seeler für den HSV aktiv war. Am 1. Mai 1972 fand das Abschiedsspiel vor 62.000 Zuschauern im ausverkauften Volksparkstadion statt. Seeler trat mit dem HSV gegen eine von ihm zusammengestellte Weltauswahl an; der HSV verlor das Spiel mit 3:7. In der Abschiedssaison von Seeler kamen mehrere, später bedeutende Spieler zum Verein: Manfred Kaltz (TuS Altrip), Rudi Kargus (Wormatia Worms), Caspar Memering und Ole Bjørnmose (beide Werder Bremen) und Georg Volkert (FC Zürich). In jener Saison erreichte der HSV am Ende den zehnten Rang, verlor im Achtelfinale des DFB-Pokals gegen Werder Bremen und schied im UEFA-Cup bereits in der ersten Runde gegen den schottischen Vertreter FC St. Johnstone aus.
In der Spielzeit 1972/73 befand sich der HSV über weite Strecken im Abstiegskampf und wurde am Ende 14. Im Pokal schied der HSV im Achtelfinale (zweite Runde) gegen den 1. FC Köln aus. Sportlicher „Lichtblick“ war der Gewinn des erstmals (zwecks Überbrückung der Olympiapause) ausgetragenen DFB-Ligapokals. Im Endspiel bezwangen die Hanseaten Borussia Mönchengladbach mit 4:0. Mit Willi Schulz beendete ein weiterer langjähriger Spieler seine Karriere nach dieser Saison.

#### 1973–1987: Die größten Erfolge
| Saison | Platz | Tore  | Punkte | BL-Kader |
| --- | ----- | ----- | ------ | -------- |
| 1973/74 | 12    | 53:62 | 31:37  | BL-Kader |
| 1974/75 | 04    | 55:38 | 43:25  | BL-Kader |
| 1975/76 | 02    | 59:32 | 41:27  | BL-Kader |
| 1976/77 | 06    | 67:56 | 38:30  | BL-Kader |
| 1977/78 | 10    | 61:67 | 34:34  | BL-Kader |
| 1978/79 | 01    | 78:32 | 49:19  | BL-Kader |
| 1979/80 | 02    | 86:35 | 48:20  | BL-Kader |
| 1980/81 | 02    | 73:43 | 49:19  | BL-Kader |
| 1981/82 | 01    | 95:45 | 48:20  | BL-Kader |
| 1982/83 | 01    | 79:33 | 52:16  | BL-Kader |
| 1983/84 | 02    | 75:36 | 48:20  | BL-Kader |
| 1984/85 | 05    | 58:49 | 37:31  | BL-Kader |
| 1985/86 | 07    | 52:35 | 39:29  | BL-Kader |
| 1986/87 | 02    | 69:37 | 47:21  | BL-Kader |
| grün unterlegt: Deutscher Meister gelb unterlegt: Qualifikation für UEFA-Cup (1976 und 1987 für EC-Pokalsieger) Weitere Einzelheiten siehe Saisonbilanzen des Hamburger SV |       |       |        |          |

Der am 26. November 1973 als neuer HSV-Präsident gewählte Peter Krohn (Sohn des Angehörigen der Meistermannschaft von 1923, Hans Krohn) führte beim HSV eine Reihe von Neuerungen ein, die dem Club einen bislang nicht gekannten wirtschaftlichen Erfolg brachten und so nach und nach Investitionen in neue Spieler ermöglichten. So lief der HSV ab der Saison 1974/75 als fünfter Club der Bundesliga (nach Eintracht Braunschweig, dem FC Bayern München, Eintracht Frankfurt und dem MSV Duisburg) mit Trikot-Werbung für Unternehmen auf der Brust auf. Sponsor war der Getränkehersteller Campari. Rund um die Spiele fanden erstmals Veranstaltungen statt, um allein dadurch mehr Zuschauer anzulocken – was in der Tat von Erfolg gekrönt war. Dies stieß jedoch nicht immer auf Gegenliebe – besonders umstritten waren etwa Trikotdesigns in den Farben Rosa und Himmelblau, da, so Krohn, „diese Farben Frauen gefallen“. Bereits in der ersten Saison unter Krohn erwirtschaftete der HSV bei einem Umsatz von 5,7 Mio. DM einen Gewinn von 250.000 DM – eine Saison zuvor war bei einem Umsatz von 2,9 Mio. DM noch ein Verlust von 250.000 DM aufgelaufen. Krohn blieb bis 1975 Präsident und war danach noch zwei Jahre als Generalmanager des Vereins tätig. Sein Nachfolger als Präsident wurde 1975 Paul Benthien, unter dessen Präsidentschaft Günter Netzer als Manager verpflichtet und die erste Bundesliga-Meisterschaft gewonnen wurde (1979). Benthien wiederum wurde 1979 von Wolfgang Klein (bis 1987) abgelöst. Unter Kleins Ägide wurden die größten Triumphe der bisherigen Vereinsgeschichte (zweimal Deutscher Meister, einmal Pokalsieger und der Europapokalsieg im Landesmeister-Cup 1983) errungen.
Unter Trainer Kuno Klötzer (1973 bis 1977) holte der HSV einen Pokalsieg (1976), den Europapokal der Pokalsieger (1977) und wurde in der Bundesliga einmal Vizemeister (1976) und Vizepokalsieger. Klötzers Nachfolger Rudi Gutendorf blieb eine kurze Episode. Außer von „Riegel-Rudi“ trennte sich der Verein auch vom „Generalmanager“ Peter Krohn. Gutendorfs Nachfolger Arkoc Özcan, ehemaliger HSV-Torwart, galt als „zu weich“ gegenüber seinen Spielern – ein Europapokalplatz wurde verpasst – er musste seinen Platz ebenfalls nach wenigen Monaten räumen. In Erinnerung geblieben ist er als Trainer vor allem, weil er in einem Pressegespräch mit einer verblüffenden Diagnose des Zustands von Stürmer Georg Volkert aufwartete: „Volkert hat eine Leistungszerrung.“
Manager Netzer holte den als sehr autoritär geltenden Branko Zebec an die Elbe, unter dessen Führung gewann die Mannschaft die Meisterschaft 1979. Bei der Siegesfeier im Volksparkstadion kam es trotz des Einsatzes von 500 Ordnern und 340 Polizisten zu Ausschreitungen und einer Panik. 71 Menschen wurden mit Verletzungen in Krankenhäuser eingeliefert. Aufgrund Zebec’ Alkoholkrankheit entließ der Verein den Trainer. Vorübergehend übernahm der vormalige Co-Trainer Aleksandar Ristić das Traineramt, 1981 schließlich verpflichtete der HSV Ernst Happel. Er ist bis heute der erfolgreichste Trainer der HSV-Geschichte.
Von den 14 Spielzeiten dieser Ära spielte der HSV in elf Saisons in einem europäischen Wettbewerb, davon dreimal bei den Landesmeistern, zweimal im Pokalsieger-Cup und sechsmal im UEFA-Cup. Neben drei deutschen Meisterschaften erreichte der HSV in dieser Phase fünfmal den zweiten Platz in der Abschlusstabelle. In der Zeit vom 16. Januar 1982 bis zum 29. Januar 1983 blieben die Hanseaten in 36 Spielen hintereinander ungeschlagen – ein bis Ende 2013 ungebrochener Bundesliga-Rekord.
Der HSV erreichte in der Saison 1973/74 in der Liga lediglich einen zwölften Rang, zog in jenem Jahr aber nach Siegen über SV Darmstadt 98, Borussia Mönchengladbach, SG Wattenscheid 09 und Kickers Offenbach ins Pokalfinale gegen Eintracht Frankfurt ein. Die Hessen siegten vor 53.000 Zuschauern im Düsseldorfer Rheinstadion mit 3:1 n. V.
→ Spieldaten des Pokalfinals 1974
Zur Saison 1974/75 verpflichtete der Verein die Stürmer Horst Bertl (von Borussia Dortmund, blieb bis 1979) und Willi Reimann (von Hannover 96, blieb bis 1981), die in den folgenden Jahren ihren Beitrag zu den Titelgewinnen leisteten. Um Bertls Dienste einkaufen zu können, hatte Präsident Krohn die Aktion „Fans kaufen Spieler“ ins Leben gerufen, bei der zusätzlich zum Ticket-Preis noch ein Extra-Obolus zu entrichten war. Der HSV startete 1974/75 im UEFA-Cup, wo es im Achtelfinale zur deutsch-deutschen Begegnung mit Dynamo Dresden kam. Das Hinspiel gewann der HSV zu Hause mit 4:1, das Rückspiel endete 2:2, wobei Rudi Kargus zwei Elfmeter parierte. Im Viertelfinale musste sich der HSV schließlich Juventus Turin beugen. In der Liga endete diese Spielzeit mit einem vierten Rang, im DFB-Pokal hingegen verlor der HSV überraschenderweise bereits in der zweiten Runde gegen die Amateure des VfB Eppingen.
Besser lief es in der Saison 1975/76: Nachdem der HSV im DFB-Pokal gegen unterklassige Mannschaften (1. FC Köln Amateure, Union Salzgitter, SC Jülich 1910, Bayern Hof und den FC Homburg) gewonnen hatte, kam es im Halbfinale zu einem denkwürdigen Aufeinandertreffen mit dem FC Bayern München. Das Spiel fand vor 53.000 Zuschauern im heimischen Volksparkstadion statt. Nach der regulären Spielzeit stand es 1:1 durch Tore von Ole Björnmose und Karl-Heinz Rummenigge. In der Verlängerung ging Bayern durch Franz Beckenbauer mit 2:1 in Führung, Peter Nogly glich in der 115. Minute jedoch noch aus. Beim Wiederholungsspiel in München fielen lange keine Treffer. In der 82. Minute trat Gerd Müller zu einem Foulelfmeter an (das Foul war an ihm selbst begangen worden), aber Rudi Kargus parierte den Elfmeter. In der Nachspielzeit schließlich gelang Kurt Eigl der 1:0-Siegtreffer für den HSV. Das Pokalfinale vor 61.000 Zuschauern in Frankfurt gewann der HSV mit 2:0 gegen den 1. FC Kaiserslautern. In der Bundesliga spielte der HSV ebenfalls lange Zeit oben mit und wurde letztlich Vizemeister hinter Borussia Mönchengladbach – bis dahin die beste Bundesliga-Platzierung. Im UEFA-Cup setzte sich der HSV nacheinander gegen Young Boys Bern, Roter Stern Belgrad, den FC Porto und FKS Stal Mielec durch und scheiterte erst im Halbfinale am FC Brügge, der seinerzeit noch vom späteren HSV-Übungsleiter Ernst Happel trainiert wurde. Zu Beginn der Saison waren Horst Blankenburg von Ajax Amsterdam, der seinerzeit als zweitbester deutscher Libero nach Franz Beckenbauer galt, und Hans „Buffy“ Ettmayer vom VfB Stuttgart gekommen.
→ Spieldaten des Pokalfinals 1976
Die Saison 1976/77, zu deren Beginn Felix Magath vom 1. FC Saarbrücken verpflichtet wurde, brachte in der Liga einen sechsten Platz und im DFB-Pokal das Aus in der zweiten Runde. Wieder einmal hieß der Gegner Bayern München. Im Europapokal der Pokalsieger hingegen setzten sich die Hanseaten nacheinander gegen Keflavík ÍF, Heart of Midlothian (Edinburgh), MTK Budapest FC und im Halbfinale gegen Atlético Madrid durch. Dadurch erreichte der HSV das Endspiel gegen den RSC Anderlecht. Das Finale am 11. Mai 1977 in Amsterdam gewann der HSV mit 2:0 und erzielte damit den bis dahin größten Erfolg der Vereinsgeschichte. Trainer Kuno Klötzer hatte bereits vor dem Finale gewusst, dass er zur neuen Saison durch Rudi Gutendorf ersetzt werden würde; für ihn war der Europacup-Sieg also die Krönung seiner vierjährigen Amtszeit.
→ Spieldaten des Endspiels im Europapokal der Pokalsieger 1977
Zum Saisonstart 1977/78 kamen von Hajduk Split der offensive Verteidiger Ivan Buljan und vom FC Liverpool dessen Star Kevin Keegan. Als Europacup-Sieger der Pokalsieger spielte der HSV zu Beginn der Saison 1977/78 um den Europäischen Supercup und unterlag dort Keegans Ex-Verein. Als Titelverteidiger startete der HSV zudem erneut im Europapokal der Pokalsieger, schied aber in der zweiten Runde aus – ausgerechnet gegen den RSC Anderlecht. Daraufhin wurde Trainer Rudi Gutendorf entlassen, Nachfolger wurde Arkoc Özcan. Im DFB-Pokal war der FC Schalke 04 im Achtelfinale (bereits unter Özcan) zu stark und siegte mit 4:2. In der Liga erreichten die Hanseaten lediglich den zehnten Rang. Manager Netzer entschied daraufhin, dass die Mannschaft einen Trainer brauche, der hohe Autorität mitbringt, und verpflichtete Branko Zebec.
Der Hamburger SV holte zu Beginn der Saison 1978/79 frische Kräfte. Während Georg Volkert (zum VfB Stuttgart) aussortiert wurde, da er von Netzer als „Unruhestifter“ innerhalb der Mannschaft identifiziert wurde und auch Klaus Zaczyk (zu KSV Hessen Kassel) wechselte, holten die Hamburger den Zweitligatorjäger (41 Tore) der vorangegangenen Saison, Horst Hrubesch von Rot-Weiss Essen. Außerdem wurden „Jimmy“ Hartwig vom TSV 1860 München und Bernd Wehmeyer von Hannover 96 verpflichtet. Alle drei wurden zu Stammspielern und hatten maßgeblichen Anteil an den Erfolgen der kommenden Jahre. Diese begannen in jener Saison, in der der HSV erstmals Meister der Bundesliga wurde und den insgesamt vierten deutschen Titel an die Elbe holte. Die Meisterfeier am letzten Spieltag (9. Juni 1979) im heimischen Stadion geriet außer Kontrolle, als Fans die Umzäunung überwanden und auf das Spielfeld stürmten. Dabei verletzten sich 71 Personen teilweise schwer. Das Spielergebnis (1:2 gegen Bayern München) war dabei irrelevant. Der HSV hatte sich durch ein 0:0 bei Arminia Bielefeld am vorletzten Spieltag die Meisterschaft bereits gesichert, weil Konkurrent VfB Stuttgart zeitgleich zu Hause gegen den 1. FC Köln verloren hatte. Bielefeld brachte den Hanseaten in jener Saison allerdings auch eine 2:1-Niederlage in der ersten DFB-Pokalrunde bei.
In der Saison 1979/80 schied der HSV im DFB-Pokal in der dritten Runde aus – erneut verloren die Hanseaten gegen einen unterklassigen Gegner, in diesem Fall Kickers Offenbach. In der Bundesliga führte der HSV bis zum vorletzten Spieltag die Tabelle an, verlor jedoch beim Aufsteiger Bayer 04 Leverkusen mit 2:1 und musste den FC Bayern an sich vorbeiziehen lassen. Die Bayern gaben den Zwei-Punkte-Vorsprung am letzten Spieltag (31. Mai 1980) nicht mehr ab und holten sich die Meisterschaft, für den HSV blieb der zweite Platz. Dies war die zweite Enttäuschung innerhalb von nur wenigen Tagen, denn bereits am 28. Mai hatte der HSV das Endspiel im Europapokal der Landesmeister gegen Nottingham Forest verloren. Für das Finale qualifiziert hatten sich die „Rothosen“ durch Siege über Valur Reykjavík, Dinamo Tiflis, Hajduk Split und Real Madrid. Besonders das Halbfinale gegen die Madrilenen blieb lange in Erinnerung. Das Hinspiel hatten die Hamburger vor 110.000 Zuschauern im Estadio Santiago Bernabéu mit 0:2 verloren. Vor 61.500 Zuschauern im Volksparkstadion bot die Heimmannschaft allerdings „das Tollste und Beste, was ich je vom HSV gesehen habe“ (Manager Netzer) und warfen die Madrilenen mit 5:1 aus dem Wettbewerb. Für den HSV trafen Kaltz (10., FE), Hrubesch (17.), erneut Kaltz (40.), wiederum Hrubesch (45.) sowie Memering (89.), das zwischenzeitliche 2:1 hatte Cunningham (31.) erzielt. Nach Spielende traf beim HSV ein Glückwunsch-Telegramm ein: „Ihr treuer Anhänger, Helmut Schmidt, Bundeskanzler“. Im Endspiel, das in Madrid stattfand, schoss John Robertson in der 20. Minute den Siegtreffer für Nottingham, den die englische Mannschaft in den folgenden 70 Minuten über die Zeit rettete.
→ Spieldaten des Finals im Europapokal der Landesmeister 1980
Als Zweiter der Abschlusstabelle 1979/80 trat der HSV im UEFA-Cup an und erreichte das Achtelfinale. Eine 0:5-Heimniederlage gegen AS Saint-Étienne machte allerdings schon nach dem Hinspiel deutlich, dass hier „Endstation“ sein würde; die 0:1-Niederlage im Rückspiel bedeutete das endgültige Aus. Trotz der zuvor errungenen Herbstmeisterschaft trennten sich die „Rothosen“ im Dezember 1980 von Trainer Branko Zebec. Wegen seines Alkoholproblems hatte ihm der Verein im Dezember 1980 gekündigt, Nachfolger wurde bis zum Ende der Saison der bisherige Co-Trainer Aleksandar Ristić. In der Liga hatten am Ende erneut die Bayern die Nase vorn: Sie wurden mit vier Punkten Vorsprung vor dem HSV Meister. Im DFB-Pokal kamen die Hamburger über das Viertelfinale nicht hinaus: Eintracht Braunschweig siegte 4:3 n. V.
In der Folgesaison erreichte der HSV im DFB-Pokal das Halbfinale und kam damit so weit wie seit 1976 nicht mehr. Der 1. FC Nürnberg jedoch behielt im Halbfinale die Oberhand (2:0). Im UEFA-Cup schlug der HSV nacheinander den FC Utrecht, Girondins Bordeaux, FC Aberdeen, Neuchâtel Xamax sowie Radnicki Nis und zog damit ins Finale ein. Das Hinspiel beim IFK Göteborg wurde mit 0:1 verloren, die Hoffnungen lagen damit auf dem Rückspiel im Volksparkstadion. Dort allerdings verlor der Gastgeber mit 0:3, womit der Cup in die schwedische Hafenstadt ging. In der Bundesliga hingegen lief es besser für den HSV. Letztmals verloren die „Rothosen“ während der Saison am 16. Januar mit 1:2 bei Eintracht Braunschweig, danach kein Spiel mehr. Dies war der Auftakt zur längsten Serie ohne Niederlagen eines Bundesligaclubs: Sie währte bis zum Januar 1983. Dieser Rekord hielt 30 Jahre und wurde erst in der Saison 2012/13 vom FC Bayern München übertroffen. Der HSV gewann in der ersten Saison unter Trainer Ernst Happel die fünfte deutsche Meisterschaft.
→ Spieldaten der Endspiele im UEFA-Cup 1982
Unter Ernst Happel gewann der HSV schließlich den Europapokal der Landesmeister mit 1:0 gegen Juventus Turin. In der ersten Runde setzten sich die Hamburger in einem deutsch-deutschen Duell gegen den BFC Dynamo aus Berlin durch (1:1 in Berlin, 2:0 zu Hause). Es folgten Siege über Olympiakos Piräus, Dynamo Kiew und Real Sociedad San Sebastián, ehe die Mannschaft am 25. Mai 1983 auf Juventus Turin traf, in deren Reihen gleich mehrere italienische Nationalspieler standen, die ungefähr ein Jahr zuvor in Spanien den Weltmeistertitel geholt hatten und die darüber hinaus über das französische Mittelfeld-Genie Michel Platini und den starken polnischen Stürmer Zbigniew Boniek verfügten. Durch ein Tor von Felix Magath in der achten Minute ging der HSV in Führung und gab diese bis zum Spielende nicht mehr ab. Der Erfolg im Olympiastadion Athen ist bis heute der größte der bisherigen Vereinsgeschichte. In der Bundesliga wurde der HSV erneut Deutscher Meister und schaffte damit erstmals in der Vereinsgeschichte die Wiederholung eines Meistertitels. Im DFB-Pokal verlor der HSV im Achtelfinale bei Hertha BSC mit 1:2.
→ Spieldaten des Finals im Europapokal der Landesmeister 1983
Als Nachfolger für den zu Standard Lüttich gewechselten Torjäger Horst Hrubesch wurde im Sommer 1983 Dieter Schatzschneider vom SC Fortuna Köln verpflichtet, der in 31 Spielen 15 Treffer machte. Außerdem kam vom FC Schalke 04 Mittelfeldspieler Wolfram Wuttke (1961–2015). In der Saison 1983/84 spielte der Titelverteidiger HSV bis zum vorletzten Spieltag um die Meisterschaft mit, verlor jedoch zu Hause gegen Eintracht Frankfurt mit 0:2, während Konkurrent VfB Stuttgart in Bremen gewann und dank der deutlich besseren Tordifferenz nur noch theoretisch abzufangen war. Der 1:0-Sieg des HSV in Stuttgart am letzten Spieltag blieb wertlos. Auch im DFB-Pokal bedeutete der VfB Stuttgart die Endstation für den HSV: Im Wiederholungsspiel (nach 1:1) siegten die Schwaben mit 4:3 n. V. Im Landesmeister-Cup hatte der HSV in der ersten Runde ein Freilos und scheiterte danach an Dinamo Bukarest (0:3, 3:2). Ebenfalls in dieser Saison spielte der HSV als 1983er-Sieger des Landesmeister-Cups um den Weltpokal und um den europäischen Supercup. Auch diese Spiele wurden verloren (1:2 n. V. gegen Grêmio Porto Alegre und 0:0 sowie 0:2 gegen den FC Aberdeen). Der HSV hatte also um fünf Titel mitgespielt, aber keinen gewonnen, so dass Trainer Ernst Happel von einem „verlorenen Jahr“ sprach. Schatzschneider, der mit Happel und den Mannschaftskollegen menschliche Schwierigkeiten hatte, verließ den Verein bereits nach der Saison wieder (zum FC Schalke). Wuttke, der dieselben Probleme hatte, ging ein Jahr später zum 1. FC Kaiserslautern. Am Ende der Saison verließ auch Publikumsliebling Jimmy Hartwig den Club in Richtung 1. FC Köln.
→ Spieldaten des Spiels um den Weltpokal 1983
1987 wurde der HSV in der Liga Vizemeister und holte sich durch ein 3:1 über die Stuttgarter Kickers den DFB-Pokal. Es ist bis heute der letzte „große Titel“ (Meisterschaft, Pokal, Europapokale) geblieben.
→ Spieldaten des DFB-Pokalfinals 1987

#### 1987–1999: Jahre der Tristesse
| Saison | Platz | Tore  | Punkte | BL-Kader |
| --- | ----- | ----- | ------ | -------- |
| 1987/88                                                                                                   | 06    | 63:68 | 37:31  | BL-Kader |
| 1988/89                                                                                                   | 04    | 60:36 | 43:25  | BL-Kader |
| 1989/90                                                                                                   | 11    | 39:46 | 31:37  | BL-Kader |
| 1990/91                                                                                                   | 05    | 60:38 | 40:28  | BL-Kader |
| 1991/92                                                                                                   | 12    | 32:43 | 34:42  | BL-Kader |
| 1992/93                                                                                                   | 11    | 42:44 | 31:37  | BL-Kader |
| 1993/94                                                                                                   | 12    | 48:52 | 34:34  | BL-Kader |
| 1994/95                                                                                                   | 13    | 43:50 | 29:39  | BL-Kader |
| 1995/96                                                                                                   | 05    | 52:47 | 50     | BL-Kader |
| 1996/97                                                                                                   | 13    | 46:60 | 41     | BL-Kader |
| 1997/98                                                                                                   | 09    | 38:46 | 44     | BL-Kader |
| 1998/99                                                                                                   | 07    | 47:46 | 50     | BL-Kader |
| gelb unterlegt: Qualifikation für den UEFA-Cup Weitere Einzelheiten siehe Saisonbilanzen des Hamburger SV |       |       |        |          |

Die folgenden Jahre waren geprägt durch einen Abstieg der Mannschaft ins Mittelmaß der Liga. Zwischen 1989/90 und 1996/97 erreichte der Club lediglich zweimal UEFA-Cup-Plätze, sonst ausschließlich zweistellige Tabellenplätze. In einigen Spielzeiten spielte der Verein bis spät in der Saison gegen den Abstieg. Anfang der 1990er Jahre musste der HSV zudem aufgrund einer hohen Verschuldung um seine Existenz fürchten. Gerettet wurde er aus seiner finanziellen Misere vor allem durch den lukrativen Transfer des wertvollsten Spielers Thomas Doll zu Lazio Rom. Weder an der Spitze, also im Präsidium, noch auf der Trainerbank gab es Kontinuität. Hohe Fluktuation herrschte ebenfalls im Kader. An der Vereinsspitze folgten auf Klein Ernst Naumann (1987–1990), Horst Becker (der 1990 nur zehn Monate im Amt blieb) und Jürgen Hunke. Erst unter Hunke gelang die finanzielle Sanierung des Vereins, als Doll für die damalige Rekord-Ablösesumme von 17 Millionen DM nach Rom verkauft wurde. Hunke blieb bis 1993 im Amt, in den folgenden sechs Jahren folgten Ronald Wulff (1993–1995), Uwe Seeler (bis 1998), Werner Hackmann (1998) und Rolf Mares (1998–1999). Zwischen 1987 und 1999 standen also sieben Präsidenten dem HSV vor. Im selben Zeitraum beschäftigte der HSV acht verschiedene Trainer.
Einen Vorgeschmack auf die hohe Fluktuation im Kader ergab bereits die erste Hälfte der Saison 1987/88. Trainer Josip Skoblar, als Nachfolger für Happel verpflichtet, musste bereits am 10. November 1987 gehen – mit ihm Torhüter Mladen Pralija, der erst zu Saisonbeginn als Ersatz für den suspendierten Uli Stein geholt wurde (Stein hatte im Supercup 1987 dem Bayern-Spieler Jürgen Wegmann einen Faustschlag versetzt). Nach teilweise hohen Niederlagen, darunter ein 0:6 bei Bayern München, ein 0:4 zu Hause gegen den Karlsruher SC und ein 2:8 bei Borussia Mönchengladbach, musste Pralija ebenfalls gehen. Skoblars Nachfolger an der Seitenlinie wurde Willi Reimann, im Tor stand fortan „Jupp“ Koitka, der bereits von 1980 bis 1982 Ersatztorhüter beim HSV war und von der SG Wattenscheid 09 verpflichtet wurde. Eine Verstärkung war Uwe Bein, der mit Thomas von Heesen ein gutes Mittelfeld-Duo bildete. Die Saison schloss der HSV als Sechster ab, im DFB-Pokal erreichten die Hanseaten das Halbfinale und schieden beim VfL Bochum aus. Im Europapokal der Pokalsieger scheiterte der Verein im Achtelfinale (zweite Runde) an Ajax Amsterdam.
Im Sommer 1988 verzeichnete der HSV nicht weniger als elf Neuzugänge, von denen allerdings lediglich Stürmer Jan Furtok den Club deutlich voranbrachte (59 Tore in 156 Spielen innerhalb von fünf Jahren). In der Saison 1988/89 erreichte der HSV erneut einen UEFA-Cup-Platz (Rang vier). Im DFB-Pokal bedeutete eine 0:1-Heimniederlage gegen Werder Bremen das Aus im Viertelfinale. In der folgenden Saison erreichten die Hamburger nur noch den elften Platz und damit erstmals seit der Saison 1978/79 keinen einstelligen Tabellenplatz mehr. Eine 0:1-Niederlage zu Hause in der ersten Runde gegen den MSV Duisburg bedeutete das frühe Aus im DFB-Pokal. Das Spiel fand am Rothenbaum statt. Nach der Niederlage kam es zu Tumulten, so dass die erste Mannschaft des HSV dort nie wieder spielte – die Niederlage gegen Duisburg war also das letzte Spiel an der Traditionsstätte. Im UEFA-Cup gelang dem HSV noch der Einzug ins Viertelfinale, dort allerdings scheiterten die Hanseaten an Juventus Turin – mindestens genauso weit kam der HSV im UEFA-Cup erst wieder in der Saison 2008/09, als er im Halbfinale gegen Werder Bremen unterlag. Im April 1990 entließ der HSV-Trainer Reimann, Nachfolger wurde Gerd-Volker Schock, der zuvor Reimanns Assistent war.
In die Saison 1990/91 startete der HSV mit einigen spektakulären Neuverpflichtungen: Vom BFC Dynamo kamen Thomas Doll und Frank Rohde, außerdem kam Manfred Kaltz zurück nach Hamburg. Die Saison brachte für die „Rothosen“ einen fünften Platz im Klassement. Im DFB-Pokal hingegen war im Achtelfinale Schluss: Eine 1:2-Niederlage gegen die SG Wattenscheid 09 bedeutete das Aus. Im Sommer 1991, nach nur einer Saison bei den „Rothosen“, wechselte Thomas Doll für die Ablösesumme von 17 Millionen DM zu Lazio Rom. Auch wenn den Hanseaten davon nur sieben bis acht Millionen DM übrig blieben, reichte es, um sich finanziell zu sanieren. Manfred Kaltz beendete seine Profi-Laufbahn nach 20 Jahren, davon war er die meiste Zeit bei den Hamburgern aktiv. Am Ende der Saison landete der HSV auf Rang zwölf, im DFB-Pokal siegte Werder Bremen in der zweiten Runde (in der ersten Runde hatten alle Bundesligisten Freilos) mit 3:1 im Weserstadion. Im UEFA-Cup unterlag der HSV im Achtelfinale Sigma Olmütz. Trainer Gerd-Volker Schock wurde im April 1992 durch Egon Coordes ersetzt. Präsident Hunke versuchte, den Verein in eine Breitensportabteilung und eine Profi-Fußball-Abteilung zu gliedern, wie es später Borussia Dortmund umsetzte. Sein Plan scheiterte jedoch, da sich für die „Aktien“ der HSV Sport AG nicht genügend Abnehmer fanden. Mehrere prominente HSVer, darunter die ehemaligen Präsidenten Peter Krohn, Wolfgang Klein und Horst Becker, sprachen sich gegen die Teilung des Vereins aus. Die Pläne wurden nicht weiter verfolgt.
Die darauffolgende Saison brachte dem HSV erneut einen schlechten Saisonstart. Im DFB-Pokal erreichten die Hamburger die zweite Runde (2:4 beim Karlsruher SC). Trainer Coordes wurde entlassen und durch Benno Möhlmann ersetzt. Die Saison schlossen die Hamburger mit dem elften Tabellenplatz ab. Die Saison 1993/94 brachte dem HSV einen zwölften Tabellenplatz sowie das Aus im DFB-Pokal-Viertelfinale gegen Werder Bremen (2:4 im Weserstadion). In der folgenden Spielzeit sprang für die Hanseaten der 13. Platz in der Tabelle heraus, im Pokal war in der zweiten Runde Schluss gegen den FC Schalke 04.
Der HSV schied in der Saison 1995/96 im DFB-Pokal in der ersten Runde bei Arminia Bielefeld aus. Im Oktober wurde Möhlmann entlassen, als Nachfolger kam Felix Magath. Die Hanseaten eroberten in der Liga Rang fünf und damit erstmals seit Jahren wieder einen Platz, der in der Folgesaison zum Start im UEFA-Cup berechtigte. Im Herbst 1995 erhielt der HSV einen neuen Präsidenten: Uwe Seeler hatte sich beworben und wurde mit seinem neuen Team von den Mitgliedern mit großer Mehrheit gewählt. Finanziell übernahm das Seeler-Team einen inzwischen gesundeten Verein – ohne Schulden, stattdessen mit rund fünf Millionen DM in der Rücklage. Im UEFA-Cup 1996/97 musste sich der HSV im Achtelfinale dem AS Monaco beugen. Im DFB-Pokal unterlagen die Hanseaten im Halbfinale dem VfB Stuttgart. In der Liga hingegen erreichten die Hamburger erneut nur einen 13. Platz. Noch im Mai 1997 kündigte der Verein dem Trainer, Interimstrainer bis zum Saisonende wurde Ralf Schehr.
Zur Saison 1997/98 verpflichtete der HSV nicht nur Trainer Frank Pagelsdorf, der etwas mehr als vier Jahre lang blieb (und damit so lange wie kein Trainer seit Ernst Happel), sondern auch den Torhüter Hans Jörg Butt vom VfB Oldenburg, der in den darauffolgenden Saisons zum neuen Stammtorhüter und auch zum erfolgreichsten Elfmeterschützen unter den deutschen Torhütern wurde. Außerdem wurde der bis dato nur von Werder Bremen ausgeliehene Rodolfo Cardoso endgültig verpflichtet. Hinzu kamen im Laufe der Saison noch Anthony Yeboah (von Leeds United), Ingo Hertzsch (vom Chemnitzer FC) und Thomas Gravesen (von Vejle BK). Auch wenn mit diesen Neuverpflichtungen in jener Saison nur der neunte Platz heraussprang, wurden alle jedoch zu Stammspielern und in den folgenden Jahren zu Leistungsträgern. Jedoch hatte der HSV in der Saison 1997/98 nach dem 21. Spieltag mit nur 20 Punkten auf dem letzten Tabellenplatz gestanden und rettete sich im Endspurt mit nur noch einer Niederlage vor dem Abstieg. Im DFB-Pokal endete die Bewerbung des HSV um den Titel in der zweiten Runde bei Bayer 04 Leverkusen (1:2 n. V.).
Die Saison 1998/99 war die letzte im „alten“ Volksparkstadion. Am 2. Juni 1998, kurz nach Saisonende 1997/98, begannen die Abrissarbeiten. Durch den Umbau bei laufendem Fußballbetrieb sank die Kapazität des Stadions in der Folge deutlich; das Spiel gegen den FC Bayern München am 13. März 1999 war mit 28.600 Zuschauern ausverkauft. Zu Beginn jener Saison kam Thomas Doll zurück zum HSV, außerdem verpflichteten die Hanseaten Nico-Jan Hoogma. Der HSV wurde am Ende der Saison Siebter und schied nach Elfmeterschießen im Achtelfinale des DFB-Pokals bei Rot-Weiß Oberhausen aus.

#### 1999–2010: Mit neuem Stadion zurück in Deutschlands Spitze sowie zwei europäische Halbfinals
| Saison | Platz | Tore  | Punkte | BL-Kader |
| --- | ----- | ----- | ------ | -------- |
| 1999/00 | 03    | 63:39 | 59     | BL-Kader |
| 2000/01 | 13    | 58:58 | 41     | BL-Kader |
| 2001/02 | 11    | 51:57 | 40     | BL-Kader |
| 2002/03 | 04    | 46:36 | 56     | BL-Kader |
| 2003/04 | 08    | 47:60 | 49     | BL-Kader |
| 2004/05 | 08    | 55:50 | 51     | BL-Kader |
| 2005/06 | 03    | 53:30 | 68     | BL-Kader |
| 2006/07 | 07    | 43:37 | 45     | BL-Kader |
| 2007/08 | 04    | 47:26 | 54     | BL-Kader |
| 2008/09 | 05    | 49:47 | 61     | BL-Kader |
| 2009/10 | 07    | 56:41 | 52     | BL-Kader |
| grün unterlegt: Qualifikation für die Champions League gelb unterlegt: Qualifikation für den UEFA-Cup Weitere Einzelheiten siehe Saisonbilanzen des Hamburger SV |       |       |        |          |

Zeitgleich mit der Fertigstellung des neuen Stadions erzielte der HSV auch wieder sportliche Erfolge. Das neue Volksparkstadion wurde am 21. August 1999 beim Spiel gegen den VfB Stuttgart eröffnet – allerdings war das Stadion noch nicht komplett überdacht. In der Saison 1999/2000 belegte der HSV den dritten Tabellenplatz und qualifizierte sich erstmals für die UEFA Champions League. Im ersten Spiel am 13. September 2000 gegen den meist als favorisiert geltenden italienischen Club Juventus Turin kam es beim 4:4 zum so genannten Jahrhundertspiel. In Turin gewann der HSV mit 3:1. Der HSV wurde schließlich Dritter in der Gruppe und spielte im UEFA-Cup weiter. Dort scheiterte der Verein am AS Rom.
Endgültig fertiggestellt wurde die neue Arena zu Beginn der Saison 2000/01. Sportlich war diese gegenüber der Vorsaison ein Rückschlag, der HSV wurde 13. der Abschlusstabelle und schied im DFB-Pokal in der zweiten Runde (Achtelfinale) gegen den Karlsruher SC aus. In der Folgesaison belegten die Hanseaten den elften Rang und schieden wiederum in der zweiten Runde des DFB-Pokals aus, diesmal gegen den VfB Stuttgart. Im September 2002 wurde Dietmar Beiersdorfer als neuer Sportvorstand verpflichtet. In der Saison 2002/03 wies der HSV ein Rekorddefizit von 14,3 Millionen Euro in der Bilanz aus.
Im Juli 2003 folgte der Gewinn des DFB-Ligapokals durch einen 4:2-Sieg im Finale gegen Borussia Dortmund. Die Saison 2002/03 endete für den HSV mit dem vierten Rang und damit der Qualifikation für den UEFA-Cup. Im DFB-Pokal scheiterte der HSV durch ein 0:1 zu Hause gegen den VfL Bochum. Am 1. Februar 2003 wurde Bernd Hoffmann als Vorstandsvorsitzender verpflichtet. Dieses Amt bekleidete er bis zum 16. März 2011. Die Saison 2003/04 endete mit einem achten Tabellenplatz. Im DFB-Pokal waren die „Rothosen“ durch ein 0:3 beim FC Bayern München, im UEFA-Cup 2003/04 in der ersten Runde gegen Dnipro Dnipropetrowsk ausgeschieden.
Mit den Neuverpflichtungen Daniel Van Buyten (von Olympique Marseille) und Khalid Boulahrouz (vom RKC Waalwijk) verstärkte sich der HSV zu Beginn der Saison 2004/05. In der Liga sprang ein achter Platz heraus, im DFB-Pokal schied der HSV durch ein 2:4 beim SC Paderborn 07 aus (für Details siehe hier). Später stellte sich heraus, dass das Spiel von Schiedsrichter Robert Hoyzer manipuliert worden war. Gegen eine Entschädigung von 500.000 Euro vom DFB und die Zusage, ein Länderspiel in Hamburg zu veranstalten, verzichtete der HSV auf das weitere Vorgehen gegen das „Skandalspiel“. Im UI-Cup erreichte der HSV im Sommer 2004 das Halbfinale, verlor aber gegen den FC Villarreal und qualifizierte sich damit nicht für den UEFA-Cup in der laufenden Saison.
Mit dem Niederländer Rafael van der Vaart (von Ajax Amsterdam) sowie dem von Borussia Dortmund verpflichteten Guy Demel verstärkte sich der HSV zu Beginn der Spielzeit 2005/06 abermals, gewann zudem im Sommer den UI-Cup und zog damit in den UEFA-Cup ein. Im Achtelfinale verloren die Hanseaten gegen Rapid Bukarest. Im DFB-Pokal behielt der FC Bayern München im Achtelfinale mit einem 1:0 n. V. die Oberhand. In der Liga erreichte der HSV den dritten Rang und qualifizierte sich anschließend für die Champions League.
Zu Beginn der Saison 2006/07 erfolgte ein personeller Umbruch. Wichtige Spieler wie Sergej Barbarez, Daniel Van Buyten und Khalid Boulahrouz verließen den Verein. Die Mannschaft qualifizierte sich gegen den CA Osasuna (0:0, 1:1) für die Gruppenphase der Champions League. In der Champions League wurde der HSV mit fünf Niederlagen und nur einem Sieg Gruppenletzter. In der Bundesliga belegte die Mannschaft nach dem 20. Spieltag den letzten Tabellenplatz. Am 1. Februar 2007 reagierte der Hamburger SV auf den anhaltenden Misserfolg und trennte sich vorzeitig von Cheftrainer Thomas Doll. Einen Tag später wurde Huub Stevens als neuer Trainer verpflichtet. Stevens schaffte mit dem HSV den Klassenerhalt am 33. Spieltag beim Auswärtsspiel in Nürnberg: Der HSV holte aus den letzten 14 Spielen der Saison neun Siege und drei Unentschieden und belegte letztlich Platz sieben. Die Hamburger nahmen somit in der darauf folgenden Saison am UI-Cup teil.
Über die dritte Runde des UI-Cups erreichte der HSV die Qualifikationsrunde des UEFA-Cups. Durch Siege gegen FC Dacia Chișinău (Hinspiel 1:1, Rückspiel 4:0) und Honvéd Budapest (Hinspiel 0:0, Rückspiel 4:0) qualifizierte sich der HSV für den UEFA-Cup. Nach zwei Siegen (1:0 auswärts und 3:1 zuhause) gegen Litex Lowetsch (Bulgarien) wurde die Gruppenphase erreicht. Am 22. Februar 2008 wurde der HSV als letzter verbliebener UI-Cup-Teilnehmer zum Sieger des Wettbewerbs erklärt. Damit wurde zum zweiten Mal nach 2005 der UI-Pokal gewonnen, aber aufgrund des geänderten Spielmodus und der Vergabe des Sieges an die am längsten im UEFA-Cup verbleibende Mannschaft geht der Pokal diesmal allein an den HSV. In der Liga spielte der HSV stabiler als im Vorjahr und war praktisch in der gesamten Spielzeit 2007/08 in der Spitzengruppe der Liga platziert. Lediglich nach der Bekanntgabe von Trainer Stevens, den Verein zum Saisonende zu verlassen, folgte eine Phase relativen Misserfolgs. Dennoch gelang dem Verein dank eines 7:0 am letzten Spieltag gegen den Karlsruher SC der Einzug in den UEFA-Cup.
Am 1. Juli 2008 übernahm der Niederländer Martin Jol als Nachfolger von Huub Stevens das Amt des Cheftrainers. Unter Jol spielte der Hamburger SV die beste Saison seit 26 Jahren. Der Verein zog in das Halbfinale des DFB-Pokals und in das Halbfinale des UEFA-Cups ein. In beiden Wettbewerben schied der Hamburger SV jedoch gegen den Erzrivalen Werder Bremen aus. Am Saisonende belegte der HSV den fünften Platz und qualifizierte sich für die UEFA Europa League. Der Verein erwirtschaftete im Jahr 2008/09 einen Gewinn von 13,4 Millionen Euro.
Martin Jol löste nach Saisonende im Mai 2009 seinen Vertrag vorzeitig auf, um zu Ajax Amsterdam zu gehen. Als sein Nachfolger wurde Bruno Labbadia verpflichtet. Nachdem es zwischen Bernd Hoffmann und Dietmar Beiersdorfer zu Streitigkeiten um Kompetenzen gekommen war, wurde der Vertrag von Dietmar Beiersdorfer im gegenseitigen Einvernehmen aufgelöst. Seit der Saison 2009/10 war das Amt des Sportchefs vakant. Der HSV startete stark in die Saison und stand am 7. Spieltag u. a. nach Siegen gegen Borussia Dortmund, den amtierenden Meister VfL Wolfsburg und den FC Bayern München auf dem ersten Tabellenplatz. Die Hinrunde wurde schließlich auf dem vierten Platz beendet. In der Rückrunde baute das Team kontinuierlich ab. Nach einer 1:5-Niederlage am 32. Spieltag gegen die TSG 1899 Hoffenheim wurde Labbadia entlassen und durch den Techniktrainer Ricardo Moniz ersetzt. Mit ihm schied der HSV nach einer 1:2-Niederlage gegen den englischen Außenseiter FC Fulham – wie in der Vorsaison gegen den Nordrivalen aus Bremen – im Halbfinale der UEFA Europa League aus und verpasste das Finale im eigenen Stadion, nachdem noch unter Labbadia ein 0:0 im Hinspiel erzielt worden war. Die Saison beendete der HSV auf dem siebten Tabellenplatz, womit man sich erstmals seit sechs Jahren nicht für das internationale Geschäft qualifizieren konnte. Das Halbfinalrückspiel in der Europa League gegen den FC Fulham ist bis heute – Stand 2. Juli 2023 – das letzte Spiel des HSV in einem europäischen Vereinswettbewerb. Nach dem Saisonende zogen Joris Mathijsen und Eljero Elia als Spieler des Hamburger SV mit der niederländischen Nationalmannschaft bei der Fußball-Weltmeisterschaft 2010 in Südafrika ins Endspiel ein; Mathijsen spielte durch und Elia wurde in der Verlängerung eingewechselt.

#### 2010–2018: Niedergang, Ausgliederung und Abstieg nach erfolgreichen Rettungen
| Saison | Platz | Tore  | Punkte | BL-Kader |
| --- | ----- | ----- | ------ | -------- |
| 2010/11 | 08    | 46:52 | 45     | BL-Kader |
| 2011/12 | 15    | 35:57 | 36     | BL-Kader |
| 2012/13 | 07    | 42:53 | 48     | BL-Kader |
| 2013/14 | 16*   | 51:75 | 27     | BL-Kader |
| 2014/15 | 16*   | 25:50 | 35     | BL-Kader |
| 2015/16 | 10    | 40:46 | 41     | BL-Kader |
| 2016/17 | 14    | 33:61 | 38     | BL-Kader |
| 2017/18 | 17    | 29:53 | 31     | BL-Kader |
| Rot unterlegt: Abstieg in die 2. Bundesliga. * Klassenerhalt in der Relegation Weitere Einzelheiten siehe Saisonbilanzen des Hamburger SV |       |       |        |          |

Saison 2010/11
Seit Beginn der Saison 2010/11 betreute der frühere Stuttgarter Meistertrainer Armin Veh zusammen mit Co-Trainer Michael Oenning die Mannschaft. Zu den Abgängen gehörten unter anderem Jérôme Boateng und Bastian Reinhardt. Letzterer übernahm den Posten des Sportchefs. Neuzugänge waren unter anderem Jaroslav Drobný und der neue Kapitän Heiko Westermann. Die Hinrunde verlief für die Hamburger durchwachsen und man ging auf dem neunten Tabellenplatz in die Winterpause. Die zweite Saisonhälfte verlief ebenso wenig erfolgreich. Der erste sportliche Tiefpunkt war die 0:1-Derbyniederlage im Heimspiel gegen den FC St. Pauli am 21. Spieltag. Nachdem die Mannschaft am 26. Spieltag beim FC Bayern München mit 0:6 verloren hatte, wurde Veh am 13. März 2011 beurlaubt und durch den bisherigen Co-Trainer Michael Oenning ersetzt. Drei Tage später trennte sich der Verein vom bisherigen Vorstandsvorsitzenden Bernd Hoffmann und Marketingvorstand Katja Kraus. Neuer Vorstandsvorsitzender wurde zunächst vorübergehend Carl-Edgar Jarchow, der bereits von 2001 bis 2004 Aufsichtsratsmitglied gewesen war. Neuer Marketingvorstand wurde Joachim Hilke. Der HSV schloss die Saison auf dem achten Tabellenplatz ab und verpasste wieder die Qualifikation für das internationale Geschäft.
Saison 2011/12
Zur Saison 2011/12 fand ein größerer personeller Umbruch statt. Neuer Sportchef wurde Frank Arnesen. Es verließen unter anderem verdiente Spieler wie Piotr Trochowski, Joris Mathijsen, Ruud van Nistelrooy, Frank Rost und Collin Benjamin den Verein. Für Aufsehen sorgten die ersten Transfers Arnesens, der Jacopo Sala, Jeffrey Bruma, Michael Mancienne, Slobodan Rajković und Gökhan Töre von seinem Ex-Klub FC Chelsea verpflichtete. Am 19. September 2011 wurde Oenning nach saisonübergreifend 13 Punktspielen ohne Sieg beurlaubt. Seine Nachfolge trat der zuvor als Betreuer der U-23 beschäftigte Rodolfo Cardoso als Interimstrainer an. Da dieser nicht die notwendige Fußballlehrer-Lizenz hatte und der DFB keine Ausnahmegenehmigung erteilte, übernahm nach zwei Spielen Sportchef Frank Arnesen zusätzlich interimsweise das Traineramt. Arnesen absolvierte eine Partie an der Seitenlinie, nachdem er bereits Thorsten Fink als neuen Trainer vom FC Basel für den HSV verpflichtet hatte. Am Ende belegte der Verein mit dem 15. Tabellenplatz, die bis dahin schlechteste Abschlussplatzierung seiner 49-jährigen Bundesliga-Zugehörigkeit.
Saison 2012/13
In der Sommerpause verließen mit Mladen Petrić und Paolo Guerrero zwei Leistungsträger den Verein. Neu zum HSV stieß hingegen René Adler von Bayer 04 Leverkusen. Im ersten Pflichtspiel der Saison 2012/13 verlor man in der ersten Runde des DFB-Pokal gegen den Drittligisten Karlsruher SC. Nachdem auch das erste Ligaspiel verloren worden war, kehrte Rafael van der Vaart von Tottenham Hotspur zum HSV zurück. Nach einer Leistungssteigerung konnte die Hinrunde auf dem 10. Tabellenplatz abgeschlossen werden. Am 30. März 2013 wurde dem HSV vom FC Bayern München mit einer 2:9-Niederlage eine der bis dahin höchsten Vereinsniederlagen der HSV-Bundesligageschichte zugefügt (zuvor verlor der HSV dreimal mit sieben Toren Differenz). Die Saison schloss man nach einer wechselhaften Rückrunde mit 48 Punkten auf dem siebten Tabellenplatz ab, womit man die Qualifikation für die Europa-League-Play-offs – und zwar am letzten Spieltag – verpasste.
Saison 2013/14
Als bisher punktetechnisch schlechteste Spielzeit geht die Saison 2013/14 in die HSV-Geschichte ein. Bereits wenige Tage nach dem Ende der Vorsaison trennte sich der Verein vom Sportchef Frank Arnesen und verpflichtete Oliver Kreuzer vom Karlsruher SC als seinen Nachfolger. Mit dem Ziel in die Saison gegangen, sich im Vergleich zum Vorjahr zu verbessern, um in die UEFA Europa League einzuziehen, verpatzte die Mannschaft den Saisonstart. Nach dem fünften Spieltag wurde Thorsten Fink nach einer 2:6-Niederlage bei Borussia Dortmund von seinen Aufgaben entbunden. Nachdem Rodolfo Cardoso das auf dem 15. Platz stehende Team für zwei Spiele als Interimstrainer übernommen hatte, wurde am 25. September 2013 Bert van Marwijk als neuer Cheftrainer verpflichtet. Unter ihm konnte sich der HSV anfangs steigern und die Hinrunde auf dem 14. Tabellenplatz abschließen. Nachdem die ersten drei Rückrundenspiele mit jeweils 0:3 verloren worden waren, sorgte der Aufsichtsrat für Aufsehen, da er – obwohl er nicht ins operative Geschäft eingreifen kann – eine Absetzung des Vorstandes und des Trainers und eine Installierung von Felix Magath diskutierte. Dieser sagte dem HSV allerdings später ab und alle Positionen blieben zunächst unverändert. Unterdessen schied man mit 0:5 im Viertelfinale des DFB-Pokals gegen den FC Bayern München aus, was die höchste HSV-Heimniederlage in diesem Wettbewerb bedeutete. Als auch das folgende Bundesligaspiel gegen den Tabellenletzten Eintracht Braunschweig mit 2:4 verloren worden war, wurde Bert van Marwijk freigestellt und durch Mirko Slomka ersetzt. Diese Entwicklung wurde von den Medien als bis dahin schlimmste Krise der Vereinsgeschichte bezeichnet. Unter Slomka erreichte der HSV mit u. a. zwei Siegen gegen die Spitzenteams Borussia Dortmund und Bayer 04 Leverkusen trotz einer Schlussserie von fünf Niederlagen mit 27 Punkten den Relegationsplatz. Mit einem 0:0 im Hin- und einem 1:1 im Rückspiel gegen die SpVgg Greuther Fürth wurde der erste Abstieg des HSV aus der Bundesliga aufgrund der Auswärtstorregel verhindert.
Saison 2014/15
Vor der Saison 2014/15 fand im Verein eine Strukturreform statt. Nachdem der Vorstand bereits am 19. Januar 2014 von den Mitgliedern beauftragt worden war, die Ausgliederung der Lizenzspielerabteilung – nach dem Reformmodell HSVPlus – in eine Aktiengesellschaft vorzubereiten, wurde am 25. Mai 2014 auf einer ordentlichen Mitgliederversammlung über die Umsetzung abgestimmt. Für eine Ausgliederung stimmten 86,9 Prozent der anwesenden 9702 stimmberechtigten Mitglieder auf der bisher größten Mitgliederversammlung. Als Vorstandsvorsitzender der HSV Fußball AG wurde Dietmar Beiersdorfer, der schon von 2002 bis 2009 Sportchef gewesen war, von Zenit St. Petersburg verpflichtet. Zudem wurde Oliver Kreuzer als Sportchef freigestellt und ab dem 1. Oktober 2014 durch Peter Knäbel als „Direktor Profifußball“ ersetzt. Bernhard Peters übernahm den neuen Posten des „Direktor Sport“ ab dem 1. August 2014. Als neuer Präsident des e. V. wurde Ende Januar 2015 Jens Meier als Nachfolger von Jarchow gewählt.
Auch in sportlicher Hinsicht fand ein Umbruch statt. Es verließen mehr als zehn Spieler den Verein, von denen der Abgang von Hakan Çalhanoğlu, der nach einem Transfertheater zu Bayer 04 Leverkusen wechselte, explizit zu nennen ist. Trotz der anfänglichen Euphorie durch die Strukturreform startete der HSV schlecht in die Saison. Nach zwei Niederlagen in den ersten drei Ligaspielen wurde Mirko Slomka entlassen und durch den bisherigen U23-Trainer Josef Zinnbauer, der die ersten acht Spiele der Regionalliga-Saison gewonnen hatte, ersetzt. Am 6. Spieltag stellte die Mannschaft einen neuen Negativrekord auf, da sie erst nach 507 Spielminuten das erste Saisontor erzielte. Zur Winterpause stand der HSV trotz nur neun erzielter Tore mit 17 Punkten auf dem 14. Tabellenplatz. In der Winterpause rüstete der Verein nach und verpflichtete den einstigen Publikumsliebling Ivica Olić aus Wolfsburg sowie den Chilenen Marcelo Díaz aus Basel. In der Rückrunde setzte sich die sportliche Talfahrt allerdings weiter fort. Nachdem man im Februar 2015 erstmals seit April 2013 zwei Bundesliga-Siege in Folge eingefahren hatte, kassierte man am 14. Februar 2015 beim FC Bayern München mit einem 0:8 seine höchste Bundesliganiederlage überhaupt. Nach sechs sieglosen Spielen in Folge wurde Trainer Josef Zinnbauer durch den Sportdirektor Peter Knäbel ersetzt, der die auf dem 16. Tabellenplatz stehende Mannschaft als Interimstrainer für die restlichen acht Spiele übernehmen sollte. Nachdem Knäbel seine ersten beiden Spiele verloren hatte und der HSV auf den letzten Tabellenplatz abgestürzt war, wechselte der Verein erstmals zum dritten Mal in einer Saison den Trainer und verpflichtete sechs Spieltage vor Saisonende Bruno Labbadia, der den HSV in der Saison 2009/10 ins Halbfinale der Europa League geführt hatte. Unter Labbadia holte der HSV zehn von 18 möglichen Punkten. Während die Mannschaft die Vorsaison mit halb so vielen Toren deutlich unterboten hatte, war es im Saisonendspurt dennoch gelungen, die Saison mit 35 Punkten abzuschließen, womit am letzten Spieltag der Relegationsplatz erreicht wurde. Nachdem das Hinspiel der Relegation gegen den Karlsruher SC im Volkspark 1:1 ausgegangen war, sicherte sich der HSV im Rückspiel den Klassenerhalt: Nach dem 0:1-Rückstand erzielte Marcelo Díaz erst in der Nachspielzeit mit einem direkt verwandelten Freistoß, der wegen eines Handspiels verhängt worden war, den Ausgleich und rettete den HSV in die Verlängerung, in der Nicolai Müller in der 115. Spielminute letztlich das entscheidende 2:1 erzielte.
Saison 2015/16
Zur Saison 2015/16 wurden die Verträge der altgedienten Spieler Marcell Jansen, Heiko Westermann und Rafael van der Vaart nicht verlängert; neuer Kapitän wurde der Schweizer Johan Djourou. Neben ihnen verließen wieder mehr als zehn Spieler den Verein. Verstärkt wurde das Team etwa mit dem langjährigen Bremer Aaron Hunt, der vom damaligen Vizemeister und amtierenden Pokalsieger VfL Wolfsburg verpflichtet wurde. Nachdem der Start in die Saison mit dem Ausscheiden aus dem DFB-Pokal nach einem 2:3 nach Verlängerung gegen den Viertligisten FC Carl Zeiss Jena und einer 0:5-Niederlage im Bundesliga-Auftaktspiel bei Meister Bayern München misslungen war, spielte der HSV seine beste Hinrunde seit drei Jahren und stand vor der Winterpause mit 22 Punkten auf dem zehnten Tabellenplatz. In der Rückrunde kam der HSV den Abstiegsrängen wieder näher, sicherte sich aber am 33. Spieltag den Klassenerhalt. Noch vor dem Saisonfinale trennte sich der Verein vom „Direktor Profifußball“ Peter Knäbel, dessen Aufgaben Dietmar Beiersdorfer zusätzlich zu seinen Aufgaben als Vorstandsvorsitzender übernahm. Die Saison schloss der HSV schließlich mit 41 Punkten auf dem zehnten Tabellenplatz ab.
Saison 2016/17
Vor der Saison 2016/17 investierte der HSV mit Hilfe des AG-Aktionärs Klaus-Michael Kühne rund 38 Millionen Euro in den Kader. Verpflichtet wurden u. a. Bobby Wood vom Zweitligisten 1. FC Union Berlin, der amtierende Olympiasieger Douglas Santos (Atlético Mineiro), Luca Waldschmidt (Eintracht Frankfurt), Alen Halilović, der den Verein im Winter wieder verließ, für fünf Millionen Euro vom FC Barcelona sowie Filip Kostić, der für eine vereinsinterne Rekordablösesumme in Höhe von 14 Millionen Euro vom Absteiger VfB Stuttgart verpflichtet wurde. Dennoch startete der HSV schwach in die Saison. Als man mit nur einem Punkt aus den ersten fünf Spielen auf dem 16. Tabellenplatz stand, wurde Bruno Labbadia entlassen und durch Markus Gisdol ersetzt. Auch unter Gisdol, der Gōtoku Sakai zum neuen Mannschaftskapitän bestimmte, konnte sich die Mannschaft nicht steigern, die mit zwei Punkten nach zehn Spielen den schwächsten Saisonstart der Vereinsgeschichte hinlegte. Nachdem am 13. Spieltag der erste Sieg gelungen war, konnte sich die Mannschaft steigern und die Hinrunde mit 13 Punkten auf dem Relegationsplatz beenden. Aufgrund der Entwicklungen ersetzte der Aufsichtsrat den Vorstandsvorsitzenden Dietmar Beiersdorfer Ende Dezember 2016 durch Heribert Bruchhagen. Dieser besetzte den Posten des „Direktor Profifußball“ in der Winterpause mit Jens Todt. In der Wintertransferperiode wurde der Kader – vor allem in der Defensive – mit Kyriakos Papadopoulos (zuletzt RB Leipzig), Mergim Mavraj (1. FC Köln) und Walace (Grêmio Porto Alegre) verstärkt. In der Rückrunde konnte sich der HSV stabilisieren und belegte in der Rückrundentabelle mit 25 Punkten den siebten Platz. Negativhöhepunkte waren die 0:8-Niederlage beim FC Bayern München am 22. Spieltag, mit der die höchste Niederlage der Vereinsgeschichte aus der Saison 2014/15 wiederholt wurde, sowie drei Niederlagen in Folge zwischen dem 29. und 31. Spieltag, die den HSV wieder in akute Abstiegsgefahr brachten. Am letzten Spieltag konnte man – auf dem Relegationsplatz stehend – mit einem 2:1-Sieg gegen den Tabellen-15. VfL Wolfsburg den Klassenerhalt sichern und die Saison mit 38 Punkten auf dem 14. Tabellenplatz beenden. Dabei drehte der HSV einen 0:1-Rückstand spät durch die Tore von Kostić (32.) und Waldschmidt (88.). Besser als in den letzten Jahren lief es hingegen im DFB-Pokal: Nach Siegen gegen die Drittligisten FSV Zwickau und den Halleschen FC sowie den 1. FC Köln schied der HSV im Viertelfinale gegen Borussia Mönchengladbach aus.
Saison 2017/18
Zur Saison 2017/18 verließen u. a. René Adler (1. FSV Mainz 05) und Michael Gregoritsch (FC Augsburg) den Verein. Neu verpflichtet wurden u. a. André Hahn (Borussia Mönchengladbach), Rick van Drongelen (Sparta Rotterdam) und der amtierende U-21-Europameister Julian Pollersbeck (1. FC Kaiserslautern). Zudem wurde der bisher ausgeliehene Kyriakos Papadopoulos fest verpflichtet. In der ersten Pokalrunde schied der HSV nach einer 1:3-Niederlage gegen den Drittligisten VfL Osnabrück aus. Nach zwei Auftaktsiegen folgte eine Negativserie. Bis zum Ende der Hinrunde konnte der HSV noch zwei weitere Spiele gewinnen und überwinterte nach 17 Spieltagen mit 15 Punkten auf dem 17. Tabellenplatz. Während der Winterpause wurden keine Veränderungen am Kader vorgenommen. Nachdem der HSV auch die ersten beiden Rückrundenspiele verloren hatte, wurde Trainer Markus Gisdol durch Bernd Hollerbach ersetzt. In den sieben Spielen unter Hollerbach holte der HSV durch drei Unentschieden drei Punkte und rangierte nach 26 Spieltagen mit sieben Punkten Abstand auf den Relegationsplatz auf dem 17. Tabellenplatz. Aufgrund dieser Entwicklungen wurde im Februar 2018 der Vorstandsvorsitzende Heribert Bruchhagen vom neuen Aufsichtsrat um den Vorsitzenden Bernd Hoffmann, der auf der Mitgliederversammlung des e. V. zum neuen Vereinspräsidenten gewählt worden war, von seinen Aufgaben entbunden. Der fortan alleinige Vorstand Frank Wettstein beurlaubte zudem den Direktor Profifußball Jens Todt und nach einer 0:6-Niederlage beim FC Bayern München Trainer Bernd Hollerbach und ersetzte ihn vor dem 27. Spieltag durch den bisherigen U-21-Trainer Christian Titz. Titz konnte die Leistung und Spielweise der Mannschaft deutlich steigern. Durch zehn Punkte aus sieben Spielen kam der HSV vor dem letzten Spieltag auf zwei Punkte an den Relegationsplatz heran. Trotz eines 2:1-Heimsieges gegen Borussia Mönchengladbach am letzten Spieltag stieg der HSV am 12. Mai 2018 als letztes Bundesliga-Gründungsmitglied nach 55 Spielzeiten Ligazugehörigkeit aus der Bundesliga ab.

#### 2018–2025: Sieben Jahre Zweitklassigkeit
| Saison | Platz | Tore  | Punkte | Kader |
| --- | ----- | ----- | ------ | ----- |
| 2018/19 | 4     | 45:42 | 56     | Kader |
| 2019/20 | 4     | 62:46 | 54     | Kader |
| 2020/21 | 4     | 71:44 | 58     | Kader |
| 2021/22 | 3*    | 67:35 | 60     | Kader |
| 2022/23 | 3*    | 70:45 | 66     | Kader |
| 2023/24 | 4     | 64:44 | 58     | Kader |
| 2024/25 | 2     | 78:44 | 59     | Kader |
| Grün unterlegt: Aufstieg in die Bundesliga * Niederlage in der Relegation Weitere Einzelheiten siehe Saisonbilanzen des Hamburger SV |       |       |        |       |

Saison 2018/19
In der Saison 2018/19 spielte der HSV erstmals in seiner Vereinsgeschichte in der Zweitklassigkeit. Nach dem Abstieg wurde die Umstrukturierung der HSV Fußball AG, die nach der Wahl von Bernd Hoffmann zum Vereinspräsidenten und Aufsichtsratsvorsitzenden der AG im Februar 2018 begonnen hatte, weiter fortgeführt. Ende Mai 2018 berief der Aufsichtsrat Bernd Hoffmann – zunächst übergangsweise für ein Jahr, wodurch sein Sitz im Aufsichtsrat ruhte – zum Vorstandsvorsitzenden der AG und verpflichtete mit Ralf Becker vom Ligakonkurrenten und Vorjahresdritten Holstein Kiel einen Sportvorstand. Im September 2018 wurde Hoffmann endgültig zum Vorstandsvorsitzenden bestellt, wofür er sein Amt als Vereinspräsident und den Aufsichtsratssitz dauerhaft aufgab. Im Januar 2019 wurde der Ex-Spieler Marcell Jansen zum neuen Vereinspräsidenten gewählt.
In der Sommertransferperiode verließen zahlreiche Spieler den Verein, deren Verträge nicht verlängert worden waren. Dem Kader hinzugefügt wurden unter anderem der Leihrückkehrer Pierre-Michel Lasogga sowie die Leihspieler Orel Mangala und Hee-Chan Hwang. Einzig für Khaled Narey wurde eine Ablöse gezahlt. Lewis Holtby, Gōtoku Sakai und Aaron Hunt, der Sakai als Kapitän ablöste, verlängerten ihre auslaufenden Verträge. Nach dem 10. Spieltag wurde Titz durch Hannes Wolf ersetzt. Der HSV stand zu diesem Zeitpunkt zwar mit nur 2 Punkten Rückstand auf den Tabellenführer auf dem 5. Platz, musste mit einem 0:3 im Auftaktspiel gegen Holstein Kiel und einem 0:5 gegen den SSV Jahn Regensburg, was die höchste Heimniederlage der Vereinsgeschichte bedeutete, jedoch bereits hohe Heimniederlagen hinnehmen und spielte 3-mal 0:0. Unter Wolf gewann der HSV – bei einem Unentschieden – 6 der letzten 7 Hinrundenspiele und schloss die Hinrunde mit 37 Punkten als Herbstmeister ab. In einer desaströsen Rückrunde, in der man in der Rückrundentabelle mit 19 Punkten den 15. Platz belegte, verspielte der HSV den direkten Wiederaufstieg. Die einzigen Höhepunkte der Rückserie waren das erste Erreichen des DFB-Pokal-Halbfinals seit 2009, in dem man gegen den Erstligisten RB Leipzig ausschied, sowie der 4:0-Sieg im Stadtderby beim FC St. Pauli am 25. Spieltag, nach dem der HSV nur noch das bedeutungslose Spiel am letzten Spieltag gewann. Bereits vor dem letzten Spieltag wurde die Trennung von Hannes Wolf zum Saisonende bekannt gegeben. Der HSV schloss seine erste Spielzeit in der Zweitklassigkeit mit 56 Punkten auf dem 4. Platz ab. Durch das Verpassen des Wiederaufstiegs verlor der HSV den Rekord für die meisten Bundesligateilnahmen, der fortan vom Nordrivalen Werder Bremen gehalten wurde, nach dessen Ab- und direktem Wiederaufstieg seit der Saison 2022/23 gemeinsam mit dem FC Bayern München.
Saison 2019/20
Vor der Saison 2019/20 wurde der Sportvorstand Ralf Becker durch Jonas Boldt ersetzt, der vom Erstligisten Bayer 04 Leverkusen verpflichtet wurde. Neuer Cheftrainer wurde Dieter Hecking, der in der Vorsaison Borussia Mönchengladbach in die Europa League geführt hatte und den Verein anschließend trotzdem verlassen musste. Der Kader wurde durch über 30 Zu- und Abgänge erneut stark verändert. Neben dem ehemaligen Kapitän Gōtoku Sakai verließen u. a. die langjährigen Spieler Pierre-Michel Lasogga und Lewis Holtby sowie Douglas Santos den HSV. Neu verpflichtet wurden hauptsächlich Spieler mit Erst- und Zweitligaerfahrung wie Adrian Fein, Martin Harnik, David Kinsombi, Sonny Kittel, Tim Leibold oder Lukas Hinterseer, der in der Vorsaison mit 18 Toren drittbester Torschütze der 2. Bundesliga war. Der HSV startete positiv in die Saison und stand ab dem 3. Spieltag bis zum Ende der Hinrunde stets auf einem direkten Aufstiegsplatz. Die Hinrunde schloss man mit 30 Punkten auf dem 2. Platz ab. Unterdessen war die Mannschaft im DFB-Pokal gegen den Ligakonkurrenten VfB Stuttgart in der 2. Hauptrunde ausgeschieden. In der Winterpause wurde der Kader erneut durch Spieler aus der Bundesliga ergänzt, u. a. kam Joel Pohjanpalo bis zum Saisonende auf Leihbasis von Bayer 04 Leverkusen. Wie im Vorjahr brachen die Leistungen in der Rückserie ein, sodass man in der Rückrundentabelle mit 24 Punkten nur noch den 7. Platz belegte. Mitte März musste die Saison aufgrund der COVID-19-Pandemie für 2 Monate unterbrochen werden. Zu diesem Zeitpunkt stand der HSV nach dem 25. Spieltag mit 44 Punkten auf dem 3. Platz. Nach einer rund zweimonatigen Unterbrechung, in der der Aufsichtsrat den Vorstandsvorsitzenden Bernd Hoffmann nach Differenzen mit den übrigen Vorständen Boldt und Wettstein freistellte, wurde der Spielbetrieb mit Geisterspielen wieder aufgenommen. In 4 der letzten 9 Spielen verspielte die Mannschaft insgesamt 6 Punkte in der Nachspielzeit. So auch am 33. Spieltag gegen den Viertplatzierten 1. FC Heidenheim, gegen den man nach einer 1:0-Führung noch mit 1:2 verlor und dadurch erstmals seit dem 2. Spieltag nicht mehr in den Top 3 stand. Am 34. Spieltag kassierte der HSV mit einer 1:5-Heimniederlage gegen den SV Sandhausen seine höchste Saisonniederlage, obwohl aufgrund der gleichzeitigen Niederlage der Heidenheimer beim Meister Arminia Bielefeld ein Unentschieden zum Erreichen der Relegation gereicht hätte. Der HSV schloss seine zweite Spielzeit in der Zweitklassigkeit schließlich mit 54 Punkten auf dem 4. Platz ab.
Saison 2020/21
Durch das erneute Verpassen des Aufstiegs verlängerte sich der Vertrag von Hecking nicht. Zur Saison 2020/21 wurde Daniel Thioune vom Ligakonkurrenten VfL Osnabrück als sein Nachfolger verpflichtet. In der Sommertransferperiode verließen diverse Spieler mit ihrem Leih- bzw. Vertragsende den Verein, die aber hauptsächlich nicht zum Stammpersonal gezählt hatten. Neben Amadou Onana (19) und Moritz Heyer (25) wurden u. a. mit Klaus Gjasula (30), Toni Leistner (30), dem dreimaligen Zweitligatorschützenkönig Simon Terodde (32) und Sven Ulreich (32), der in den vergangenen 5 Jahren der Ersatz von Manuel Neuer beim FC Bayern gewesen war, hauptsächlich erfahrene Spieler verpflichtet. Zudem wurde Tim Leibold als Nachfolger von Aaron Hunt neuer Mannschaftskapitän. Die Saison begann mit einem 1:4-Erstrundenaus im DFB-Pokal gegen den Drittligisten Dynamo Dresden. Trotz dieser erneut hohen Niederlage startete der HSV anschließend gut in die Saison und gewann die ersten 5 Spiele. Nach einer anschließenden Sieglosserie von 5 Spielen, von denen 3 Spiele in Folge verloren gingen, stabilisierte sich die Mannschaft ab dem 11. Spieltag wieder und musste bis zum Ende der Halbserie nur noch einen Punktverlust durch ein Unentschieden hinnehmen. Die Hinrunde, die aufgrund des späten Saisonstarts erst im Januar 2021 endete, schloss man somit mit 36 Punkten als Tabellenführer ab. In der Rückrunde brachen die Leistungen des HSV, der in der Rückrundentabelle mit 22 Punkten den 10. Platz belegte, wie in den beiden Vorjahren ein. Die Mannschaft blieb ab dem 20. Spieltag erneut 5 Spiele in Folge sieglos. Nach 2 siegreichen Spielen folgte ab dem 27. Spieltag erneut eine Sieglosserie von 5 Spielen, während der man u. a. nach einer 3:0-Führung gegen Hannover 96 noch 3:3 spielte oder gegen den Abstiegskandidaten SV Sandhausen verlor. Aufgrund dieser Entwicklung wurde Thioune drei Spieltage vor dem Saisonende übergangsweise durch Horst Hrubesch ersetzt, der vor der Saison nach 37 Jahren als Nachwuchsdirektor zum HSV zurückgekehrt war. Die Mannschaft holte noch 6 Punkte, jedoch war nach der Niederlage gegen den Abstiegskandidaten VfL Osnabrück am 33. Spieltag bereits vorzeitig klar, dass der Relegationsplatz nicht mehr erreichbar ist. Der HSV spielte mit 58 Punkten zwar seine bisher punktbeste Saison in der 2. Bundesliga und stellte mit 71 Toren die beste Offensive, dies reichte jedoch auch im dritten Jahr nur zum 4. Platz.
Saison 2021/22
Neuer Cheftrainer zur Saison 2021/22 wurde Tim Walter. Die im Vorjahr als „Säulenspieler“ verpflichteten Simon Terodde, Sven Ulreich, Klaus Gjasula und Toni Leistner verließen den HSV während der Sommertransferperiode. Zudem verabschiedeten sich u. a. auch der ehemalige Kapitän Aaron Hunt und der aufstrebende Amadou Onana. Anders als im Vorjahr wurden nun jüngere Spieler wie Ludovit Reis (21) oder Mario Vušković (19) verpflichtet, die durch die erfahreneren Robert Glatzel (27), Jonas Meffert und Sebastian Schonlau (beide 26), der neuer Kapitän wurde, ergänzt wurden. Der HSV stellte in der Folge, auch wegen Debüts von Eigengewächsen, das jüngste Team der Liga. Die Mannschaft startete zunächst mäßig in die neue Spielzeit und spielte bis zum 13. Spieltag acht Mal unentschieden. Da man bis dahin jedoch nur das Stadtderby gegen den FC St. Pauli verloren hatte, blieb der HSV in Schlagdistanz zu den Aufstiegsplätzen. Nach 3 Siegen aus den letzten 4 Spielen schloss der HSV, der die beste Defensive stellte und die wenigsten Niederlagen (2) hatte hinnehmen müssen, die Hinrunde mit 29 Punkten auf dem 3. Platz ab. In der Rückrunde erfolgte nach einigen Siegen gegen die direkte Aufstiegskonkurrenz wie in den Vorjahren ein Leistungseinbruch. Nach der 6. Saisonniederlage am 29. Spieltag war der Relegationsplatz 7 Punkte entfernt. Dieser Rückstand konnte jedoch durch 5 Siege aus den letzten 5 Spielen aufgeholt werden, sodass der HSV die Saison mit 60 Punkten auf dem 3. Platz abschloss und in die Relegation gegen Hertha BSC einzog. Das Hinspiel konnte man im Berliner Olympiastadion zwar mit 1:0 gewinnen, jedoch verlor man das Rückspiel mit 0:2 und verblieb daher in der 2. Bundesliga. Im DFB-Pokal zog der HSV wie 2019 als Zweitligist in das Halbfinale ein, schied dort aber gegen den SC Freiburg aus.
Saison 2022/23
Hamburg ging mit Trainer Walter in seine fünfte Zweitligasaison und konnte alle Leistungsträger halten. Ergänzt wurde die Mannschaft unter anderem durch László Bénes, der sich über weite Strecken der Saison neben Ludovit Reis einen Stammplatz im zentralen Mittelfeld erarbeitete und als fähiger Vorlagengeber glänzte. Eine der besten Offensivreihen der zweiten Liga wurde weiter durch den Franzosen Jean-Luc Dompé verstärkt, der letztendlich mannschaftsintern die meisten Tore auflegte. Auch im neuen Spieljahr ließ Walter, der als erster Hamburger Trainer seit dem Abstieg länger als eine Saison im Amt blieb, überwiegend in einem 4-3-3-System spielen. Nach Abschluss der Ligasaison hatte der HSV 70 Tore vorzuweisen und somit drei mehr als das offensiv zweitstärkste Team aus Heidenheim. Im Gegensatz zu den Heidenheimern, die die Meisterschaft holten und gemeinsam mit Darmstadt 98 direkt aufstiegen, mussten die Hamburger aber wie schon im Vorjahr die Relegation bestreiten. Einem 0:3 in der Stuttgarter Mercedes-Benz Arena folgte im Rückspiel ein 1:3 im heimischen Volksparkstadion. Zuvor hatte der HSV in der Hinrunde eine Serie von sechs Partien ohne Niederlage geschafft, in der Rückrunde gelang ihm dies sogar zwischen dem 17. und dem 23. Spieltag siebenmal in Folge. Niederlagen gegen Mannschaften aus dem unteren Tabellendrittel wie Fürth oder den zuvor aufgestiegenen 1. FC Magdeburg (zweimal) sowie den Stadtrivalen St. Pauli (in der Hinserie) kosteten aber im Saisonverlauf für den Aufstiegskampf essenzielle Zähler. Auf der anderen Seite trennte man sich beispielsweise von Hannover 96 mit 6:1 oder vom späteren Absteiger SSV Jahn Regensburg mit 5:1. Nach dem Sieg gegen Regensburg am 32. Spieltag gewannen die „Rothosen“ auch gegen Fürth sowie am finalen Spieltag gegen einen weiteren Absteiger, den SV Sandhausen. Während nach dem Abpfiff in Sandhausen bereits Hamburger Fans den Platz stürmten und sogar der heimische Stadionsprecher bereits Glückwünsche an den Gegner aussprach, geschah in der parallel stattfindenden Partie des 1. FC Heidenheim gegen Jahn Regensburg Kurioses. Der Aufstiegsaspirant lag nach Ende der jeweiligen regulären Spielzeit mit 1:2 im Rückstand, schoss aber dann erst noch das 2:2 und schließlich in der neunten Minute der Nachspielzeit das Siegtor. Somit rutschte der bis kurz vor Schluss vermeintliche Tabellenzweite HSV noch auf den Relegationsrang. Die Relegationsspiele gegen den VfB Stuttgart gingen, wie bereits erläutert, verloren.
Nach einem Sieg in der Verlängerung gegen den Drittligisten SpVgg Bayreuth schied man in der 2. Runde gegen den späteren Turniersieger RB Leipzig aus dem Pokal aus.
Im Anschluss an die Spielzeit resümierte T-Online, ein Faktor für das Scheitern der Mannschaft wäre Trainer Walter gewesen. Dieser habe den Klub durch das Äußern von „Aufstiegsparolen“ immer wieder angreifbar gemacht. So richtete Walter beispielsweise die Worte „Die, die sagen ‚HSV, immer 2. Liga‘, die wissen nicht, dass wir nächstes Jahr in der 1. Liga spielen“ an die Anhänger des Karlsruher SC, nachdem der Hamburger SV dort Mitte März 2023 mit 2:4 verloren hatte. Das Nachrichtenportal ging darüber hinaus auf die „Frühjahrsschwäche“ des HSV ein, an der dieser seit bereits fünf Jahren leiden würde. Beispielsweise blieb das Team nach der Partie in Karlsruhe noch zwei weitere Spiele in Folge ohne Sieg und spielte unentschieden gegen Holstein Kiel und den letztendlichen Tabellenvierten Fortuna Düsseldorf.
Saison 2023/24
Das Grundgerüst der Mannschaft um Spieler wie Torwart Daniel Heuer Fernandes, Verteidiger Miro Muheim, Kapitän Sebastian Schonlau oder die wichtigen Offensivakteure László Bénes und Robert Glatzel blieb auch nach dem fünften verpassten Aufstieg erhalten. Der HSV startete mit fünf Spielen ohne Niederlage in die Zweitligasaison und stand über die gesamte Hinrunde gesehen immer auf einem der ersten drei Plätze. Dies konnte ansonsten nur der Stadtrivale St. Pauli noch toppen, der am häufigsten auf Platz 1 stand. An den ersten 17 Spieltagen verlor Hamburg aber auch bereits viermal, darunter gegen den Aufsteiger SV Elversberg oder einen weiteren norddeutschen Aufstiegsaspiranten, Holstein Kiel. Im neuen Jahr gelang es dem Hamburger SV nicht, längere Serien ungeschlagener Spiele zu starten und er unterlag beispielsweise am 19. wie auch am 21. Spieltag dem jeweiligen Gegner denkbar knapp mit 3:4. Im Anschluss an den 21. Spieltag trennte sich die Vereinsführung von Cheftrainer Walter und nach einem Remis unter Interimstrainer Merlin Polzin übernahm schließlich Steffen Baumgart, der bis zum Jahreswechsel Übungsleiter des Bundesligisten 1. FC Köln gewesen war. Aber auch unter dem neuen Trainer schaffte es die Mannschaft nicht, das Aufstiegsziel zu erreichen. Erst verspielte man durch eine weitere Niederlage gegen Kiel, das letztendlich Zweiter wurde, den direkten Aufstieg und am vorletzten Spieltag durch ein 0:1 schließlich auch die Chance, zumindest noch Dritter zu werden. Dementsprechend half den Hamburgern auch ein 4:1 gegen Nürnberg am letzten Spieltag, bei dem Glatzel an allen vier Treffern direkt beteiligt war, nichts mehr. Im Pokal kamen die Hamburger diesmal eine Runde weiter als im Vorjahr, scheiterten im Achtelfinale aber dann am Ligakonkurrenten Hertha BSC.
Im Anschluss an die Saison analysierte die Sportredaktion des NDR die Leistungen des Hamburger SV. So befand sich der Verein in Bezug auf seine Chancenverwertung ligaintern auf den hinteren Plätzen, auch was die offensive Kopfballstärke oder das erfolgreiche Spielen langer Bälle anging, waren die meisten Zweitligisten besser als die „Rothosen“. Dies sorgte beispielsweise für Probleme im Umschaltspiel, wohingegen zu wenige im Mittelfeld abgefangene Bälle die Hamburger häufiger dazu nötigten, Angriffe nach Balleroberungen in der eigenen Hälfte initiieren zu müssen. Weitere bestimmende Faktoren waren NDR-Reporter Matthias Heidrich zufolge die verletzungsbedingte Abwesenheit Sebastian Schonlaus in 18 Pflichtspielen sowie eine Leistungsverschlechterung des besten Torschützen Robert Glatzel in der Rückserie. Darüber hinaus ließ der Hamburger SV allein gegen Mannschaften aus dem Tabellenkeller 12 Punkte liegen.
Saison 2024/25
Vor der Saison 2024/25 wurde der Sportvorstand Jonas Boldt durch Stefan Kuntz ersetzt. Auch ein Jahr später schaffte es der HSV, die Mannschaft zum Großteil zusammenzuhalten. Einzig mit László Bénes verließ einer der offensiven Leistungsträger den Verein. Allerdings wurde stattdessen der Mittelstürmer Davie Selke verpflichtet. Die Hinrunde verlief durchwachsen und die Hamburger spielten unter anderem siebenmal unentschieden. Bereits Ende November 2024 musste Trainer Baumgart in Folge der inkonstanten Leistungen seinen Posten räumen. Erneut wurde auf den Co-Trainer Merlin Polzin als Ersatz zurückgegriffen, unter dem die Mannschaft in den ersten zehn Partien ungeschlagen blieb, weshalb man weiter an diesem festhielt. Ab dem 19. Spieltag war der HSV bis zum Saisonende nur noch auf den beiden vordersten Rängen zu finden und brach auch im Frühjahr nicht ein. Mit einem 6:1 am 33. Spieltag gegen den späteren Absteiger SSV Ulm 1846 realisierten die Hamburger dann endlich den anvisierten Aufstieg in die Bundesliga. Eine Niederlage gegen die abstiegsgefährdete SpVgg Greuther Fürth im letzten Saisonspiel kostete schließlich jedoch noch den Zweitligameistertitel. Dafür waren mit dem Torschützenkönig Selke (22 Tore) sowie Ransford Königsdörffer (14 Treffer) zwei Hamburger in den Top 10 der Torjägerliste zu finden. Während der HSV auch die mit Abstand meisten Tore (78) erzielt hatte, stellte man mit 44 Gegentreffern hingegen die drittbeste Defensive der Liga. Im Pokal schied die Mannschaft nach einem 7:1 gegen den Regionalligisten SV Meppen in der 1. Runde bereits im zweiten Spiel aus, nachdem man dem Bundesligisten SC Freiburg mit 1:2 unterlag.

## Vereinsstruktur

### Hamburger SV e.V.
Das oberste Organ des HSV e. V. ist die Mitgliederversammlung. Diese wählt für fünf Jahre die Mitglieder des Ehrenrates. Der Vorsitzende des Ehrenrates ist geborenes Mitglied des Beirat- und Wahlausschusses. Die übrigen vier Mitglieder sind ein Delegierter der Amateure und der fördernden Mitglieder sowie ein Ehrenmitglied mit ehrenamtlichen und sportlichen Verdiensten. Aufgabe des Beirat- und Wahlausschusses ist es, der Mitgliederversammlung Kandidaten für die Präsidiumswahl zu stellen. Zudem berät und kontrolliert der Ausschuss das von den Mitgliedern gewählte Präsidium und entscheidet, ob dieses ehrenamtlich oder hauptamtlich tätig ist. Eine Amtszeit des Beirat- und Wahlausschusses beträgt vier Jahre.
Das von den Mitgliedern auf Vorschlag des Beirat- und Wahlausschusses für vier Jahre gewählte Präsidium besteht aus dem Präsidenten und zwei Vizepräsidenten, von denen einer gleichzeitig Schatzmeister ist. Dem Präsidium obliegt die Geschäftsführung des Vereins. Das aktuelle Präsidium besteht seit der ordentlichen Mitgliederversammlung am 21. Juni 2025 aus dem Präsidenten Henrik Köncke, der Vizepräsidentin Laura Ludwig sowie dem Vizepräsidenten und Schatzmeister Michael Papenfuß.

### HSV Fußball AG & Co. KGaA
Am 25. Mai 2014 beschloss die Mitgliederversammlung mit einer Mehrheit von 86,9 Prozent, die Lizenzspielerabteilung des HSV e. V. in eine Kapitalgesellschaft, genauer gesagt in eine Aktiengesellschaft, auszugliedern. Im März 2024 stimmte die Mitgliederversammlung des Hamburger SV e. V. für einen Rechtsformwechsel in eine AG & Co. KGaA. Ein Antrag, bis zu 50 Prozent der Anteile an der KGaA verpasste allerdings die erforderliche Mehrheit, sodass der Hamburger SV e. V. weiterhin mindestens 75 Prozent der Anteile halten muss. Im Februar 2025 stimmte auch die Hauptversammlung der HSV Fußball AG für den Rechtsformwechsel. Als zur Geschäftsführung berechtigte und voll haftende Komplementärin wurde die HSV Fußball Management AG gegründet, deren Aktien vollständig vom Hamburger SV e. V. gehalten werden. Ihr Aufsichtsrat besteht aus dem vorherigen Aufsichtsrat der HSV Fußball AG.
Der HSV e. V. ist mit 75,10 Prozent Kommanditaktionär der HSV Fußball AG & Co. KGaA. Weitere Kommanditaktionäre sind zu 15,21 Prozent die Kühne Holding AG von Klaus-Michael Kühne, zu 5,07 Prozent die CaLeJo GmbH von Thomas Wüstefeld und zu 4,61 Prozent mehrere Kleinaktionäre (Familie Burmeister, Helmut Bohnhorst, die Erben des im Mai 2016 verstorbenen Alexander Margaritoff und die AMPri Handelsgesellschaft).
Die zur Geschäftsführung berechtigte Komplementärin ist die HSV Fußball Management AG, deren Aktien vollständig vom HSV e. V. gehalten werden. Die Hauptversammlung, in der die Mitglieder des HSV e. V. durch das Präsidium vertreten werden, wählt 6 der 7 Aufsichtsratsmitglieder der Management AG. Geborenes Mitglied war bis zur Mitgliederversammlung am 14. Januar 2024 – damals noch in der HSV Fußball AG – der HSV-Präsident, soweit dieser nicht Vorstandsmitglied war. Seither kann das Präsidium eine beliebige Person aus seiner Mitte in das Gremium entsenden. Der Aufsichtsrat bestimmt die Anzahl der Vorstandsmitglieder, benennt und kontrolliert diesen und erlässt dessen Geschäftsordnung. Aktuell besteht der Vorstand aus Stefan Kuntz (Sport & Kommunikation) und Eric Huwer (Finanzen & Organisation).

## Profifußball (HSV Fußball AG & Co. KGaA)

### Erfolge und Rekorde der ersten Herrenmannschaft

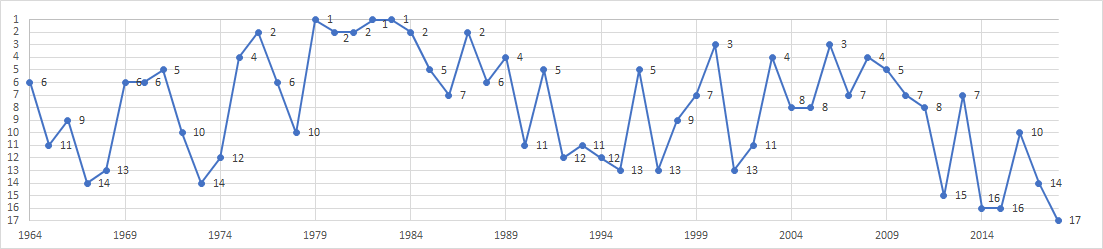
Bundesligaplatzierungen des Hamburger SV (bis 2018)

In seiner Geschichte wurde der HSV sechsmal Deutscher Meister im Fußball sowie dreimal DFB-Pokalsieger. Hinzu kommen zwei europäische Titel: Jeweils einmal gewann der HSV den Europapokal der Pokalsieger und den Europapokal der Landesmeister. Der HSV ist eine von 16 europäischen Mannschaften, die in mindestens zwei verschiedenen europäischen Pokalwettbewerben einen Titel errungen haben.

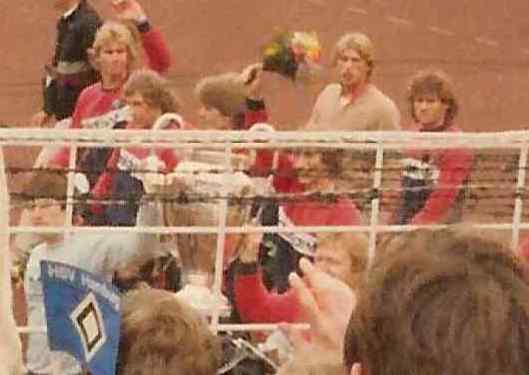
Ehrenrunde mit dem Europapokal der Landesmeister

Den Europapokal der Landesmeister gewann der HSV 1983. Im Europapokal der Pokalsieger siegte die Mannschaft 1977. International kommen noch die Titel im UI-Cup 2005 und 2007 hinzu. Drei weitere Male erreichte der HSV ein europäisches Endspiel (Pokalsieger-Cup 1968, Landesmeister-Cup 1980 und UEFA-Cup 1982), musste sich aber in den Endspielen der AC Mailand, Nottingham Forest und dem IFK Göteborg beugen.

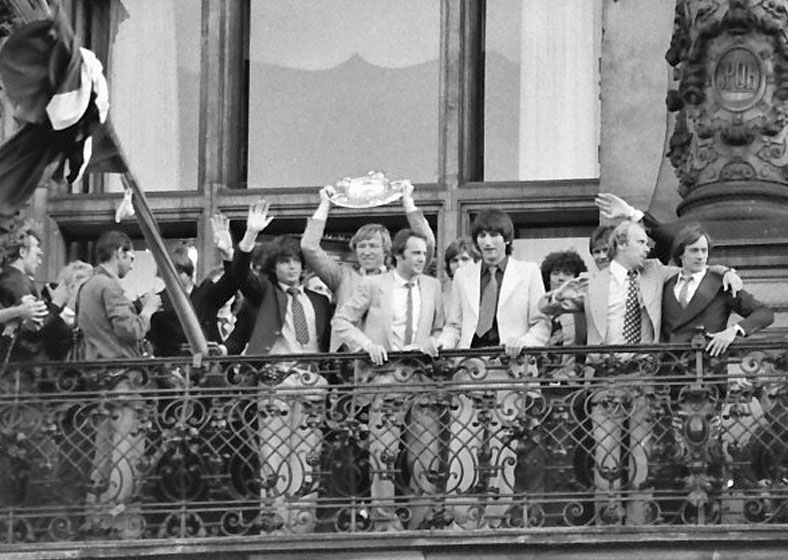
Meisterschaftsfeier des HSV 1979

Mit sechs deutschen Meistertiteln liegt der HSV auf dem fünften Rang in der Liste der Vereine mit den meisten Titeln – hinter dem FC Bayern München (33 Titel), dem 1. FC Nürnberg (neun), Borussia Dortmund (acht) und dem FC Schalke 04 (sieben Titel). Unter Berücksichtigung der Meisterschaften in der DDR, die zehnmal von Dynamo Berlin, achtmal von Dynamo Dresden und sechsmal vom FC Vorwärts Berlin gewonnen wurden, belegt der HSV gemeinsam mit Vorwärts Berlin den siebten Rang. Deutscher Meister wurde der HSV 1922, verzichtete aber auf den Titel, sowie 1923, 1928, 1960, 1979, 1982 und 1983. Alle deutschen Meisterschaften des HSV sind auf der deutschen Meisterschale unter der Bezeichnung „HSV. Hamburg“ bzw. ab 1982 als „HSV Hamburg“ eingraviert. Dies hängt vermutlich damit zusammen, dass man zur Zeit der ersten Meisterschaften Verwechselungen vermeiden wollte, da auch Hannover 96 als „HSV“ bezeichnet wurde. Jedenfalls wird in einem offiziellen Bericht jener Zeit zwischen dem „H.S.V.-Hamburg“ und „H.S.V.v.96-Hannover“ unterschieden.
Den DFB-Pokal gewannen die Hanseaten dreimal: 1963, 1976 und 1987. Mit drei Titeln (bei sechs Finalteilnahmen) belegt der HSV den neunten Rang in der Liste der DFB-Pokalsieger, hinter FC Bayern München, Werder Bremen, dem FC Schalke 04, dem 1. FC Köln, Eintracht Frankfurt, dem 1. FC Nürnberg, dem VfB Stuttgart und Borussia Dortmund. Die drei erfolglosen Endspielteilnahmen waren 1956, 1967 und 1974. Ebenfalls dreimal gewann Borussia Mönchengladbach, das aber eine Finalteilnahme weniger aufzuweisen hat.
Norddeutscher Meister wurde der HSV in den Jahren 1921 bis 1925, 1928, 1929, 1931 bis 1933, 1948 bis 1953 sowie 1955 bis 1963. In der Oberliga Nord gab es somit lediglich eine Spielzeit, in der der HSV nicht Meister wurde – dies war 1954 Hannover 96, die im gleichen Jahr auch den nationalen Titel holten. Die Fußballmeisterschaft der britischen Besatzungszone gewann der HSV 1947 und 1948 – dies waren die beiden einzigen Saisons, in denen dieser Wettbewerb ausgetragen wurde. Während der Zeit des Nationalsozialismus wurde der HSV viermal Nordmark-Meister: 1937, 1938, 1939 und 1941. Hamburg-Altonaer Meister wurde der HSV 16-mal: 1896*, 1897*, 1901*, 1902*, 1904*, 1905*, 1919**, 1924, 1926 bis 1928, 1930 bis 1932, 1945 und 1946. Hinzu kommen sechs norddeutsche Pokalsieger-Titel (1927, 1953, 1956, 1957, 1959, 1960).
Den (inoffiziellen) DFB-Hallen-Pokal gewann der Verein 1987. Den 1973 erstmals ausgetragenen Deutschen Ligapokal gewann der HSV ebenso wie die Auflage 2003.
(* durch Germania 1887 Hamburg, ** Meisterschaft durch eine Kriegsfußballvereinigung (KFVgg) aus Victoria Hamburg und Hamburger FC 1888)

### Titelübersicht
Nationale Meisterschaften
- Deutscher Meister (6): 1923, 1928, 1960, 1979, 1982, 1983
- Norddeutscher Meister (10): 1921, 1922, 1923, 1924, 1925, 1928, 1929, 1931, 1932, 1933
- Meister der Gauliga Nordmark (4): 1937, 1938, 1939, 1941
- Meister der Oberliga Nord (15): 1948, 1949, 1950, 1951, 1952, 1953, 1955, 1956, 1957, 1958, 1959, 1960, 1961, 1962, 1963

Nationale Pokalsiege
- DFB-Pokal-Sieger (3): 1963, 1976, 1987
- DFL-Ligapokal-Sieger (2): 1973, 2003
- Norddeutscher Pokalsieger (8): 1926, 1953, 1954 (mehrere Sieger), 1955, 1957, 1959, 1960, 1963 (mehrere Sieger)

Internationale Titel
- Europapokalsieger der Landesmeister: 1983
- Europapokalsieger der Pokalsieger: 1977
- UI-Cup-Sieger (5): 1970, 1974, 1994, 2005, 2007 (jeweils mehrere Sieger)

#### Rekorde
Der Hamburger SV spielte von seiner Gründung im Jahre 1919 bis 2018 in der jeweils höchsten Ligastufe des deutschen Fußballs, die erste Herrenmannschaft des Vereins ist folglich insgesamt 98 Saisons hintereinander nie abgestiegen. Bis zur Bundesliga-Saison 2017/18 gehörten die „Rothosen“ der Liga seit ihrer Gründung an, so lange, wie keine andere deutsche Mannschaft. Der Verein hat zudem in Deutschland die höchste Zahl an Regionalmeistertiteln (25-mal Norddeutscher Meister) und die größte Zahl an Endrundenteilnahmen um die deutsche Meisterschaft (32, 31-mal HSV und einmal Germania 87) aufzuweisen. Der Hamburger SV ist neben Borussia Dortmund, Borussia Mönchengladbach und dem FC Bayern München der vierte Verein, der seinen Titel in der Bundesliga verteidigen konnte.
Den höchsten Heimsieg in der Bundesliga erzielte der HSV am 12. Februar 1966 beim 8:0 gegen den Karlsruher SC. Die höchsten Auswärtssiege lauteten 6:0, und zwar am 14. November 2004 bei Hansa Rostock, am 13. April 1991 bei Eintracht Frankfurt, am 7. September 1982 bei Fortuna Düsseldorf und am 5. April 1980 bei Hertha BSC.
Die höchsten Heimniederlagen waren ein 0:5 gegen den FC Bayern München am 4. Mai 1974 in der Bundesliga, ein 0:5 gegen die AS Saint-Étienne am 26. November 1980 im UEFA-Cup, ein 0:5 am 12. Februar 2014 gegen den FC Bayern München im DFB-Pokal und ein 0:5 gegen den SSV Jahn Regensburg am 23. September 2018 in der 2. Bundesliga. Die höchsten Auswärtsniederlagen waren ein 2:10 beim SV Arminia Hannover am 20. Februar 1954 in der Oberliga Nord, ein 0:8 gegen den FC Bayern München am 14. Februar 2015 in der Bundesliga und ein 0:8 gegen den FC Bayern München am 25. Februar 2017 in der Bundesliga.
In der Zeit vom 16. Januar 1982 bis zum 29. Januar 1983 blieben die Hanseaten in 36 Spielen hintereinander saisonübergreifend ungeschlagen – dieser Bundesliga-Rekord hatte für 30 Jahre Bestand und wurde erst am 9. November 2013 vom FC Bayern München übertroffen. Ihren besten Bundesliga-Start legten die Hamburger in der Saison 2009/10 hin: Dabei erzielten sie aus zehn Spielen 22 Punkte (sechs Siege, vier Unentschieden, keine Niederlage).
In den Spielzeiten 1979/80 bis 1985/86, also sieben Jahre in Folge, spielte der HSV in einem europäischen Wettbewerb – bislang die längste ununterbrochene Periode. Dreimal startete der HSV dabei im Landesmeister-Pokal, viermal im UEFA-Cup. Zwischen 2003/04 und 2009/10 spielte der HSV zwar ebenfalls in europäischen Wettbewerben, in der Saison 2004/05 war es jedoch lediglich der Start im UI-Cup (im Halbfinale gegen den FC Villarreal verloren, somit keine spätere Teilnahme am UEFA-Cup).
Zu Zeiten der Oberliga Nord stellte der HSV in acht der 16 Spielzeiten den besten Liga-Torschützen: jeweils einmal Herbert Wojtkowiak und Günter Schlegel (zusammen mit Uwe Seeler) sowie sechsmal Uwe Seeler allein.
In der Saison 2013/14 erreichte der HSV mit 27 Punkten den Klassenerhalt. Dies war die niedrigste Punktzahl, mit der ein Verein seit der Einführung der Drei-Punkte-Regel nicht abgestiegen ist, und gemeinsam mit den umgerechneten 27 Punkten, mit denen der FC 08 Homburg in der Saison 1986/87 die Klasse hielt, der niedrigste Wert seit der Gründung der Bundesliga. In den Relegationsspielen gelang es dem HSV als erstem Verein, sich mit nur einem geschossenen Tor und ohne gewonnenes Spiel durchzusetzen. Möglich wurde dies durch die Auswärtstorregel, die erstmals zur Entscheidungsfindung genutzt wurde.
In der Saison 2014/15 konnte der HSV mit 25 geschossenen Toren die Klasse halten. Dies war die niedrigste Anzahl an geschossenen Toren, mit der eine Mannschaft seit der Gründung der Bundesliga den Klassenerhalt erreichte, und der drittniedrigste Wert aller teilnehmenden Mannschaften. Weniger Tore schossen Tasmania Berlin in der Saison 1965/66 (15 Tore) und Borussia Mönchengladbach in der Saison 2006/07 (23 Tore).

#### Erfolgreichste Trainer
Seit der Gründung des Vereins beschäftigte der Verein 44 verschiedene Trainer. Erster Trainer war Rudolf Agte, der in drei Amtszeiten einmal deutscher Meister und einmal Vizemeister wurde. Erster ausländischer Trainer war der Engländer A. W. Turner, unter dessen Führung 1923 die erste deutsche Meisterschaft gewonnen wurde.
Turner war als einziger Coach viermal für den HSV tätig, Agte kam auf drei Phasen als HSV-Trainer. Jeweils zweimal waren Carl Mattheides, Otto Rohwedder, Karl Höger, Georg Knöpfle und Bruno Labbadia als Coaches tätig. All dies ist aber nur begrenzt vergleichbar, weil es sich bei einem Teil der frühen Trainer – unter ihnen Agte und Turner, auch Mattheides – um ehrenamtlich tätige Vereinsmitglieder, nicht um angestellte Berufstrainer handelte.
Trainer der Meistermannschaft von 1960 war Günter Mahlmann, der Pokalsieg 1963 wurde unter Martin Wilke geholt. Beim ersten Europapokalsieg (Pokalsieger-Cup) stand 1977 Kuno Klötzer an der Seitenlinie. Die Meisterschaft 1979 errang der HSV in der Ägide des Jugoslawen Branko Zebec.
Erfolgreichster HSV-Trainer war der Österreicher Ernst Happel, der mit dem Verein zweimal deutscher Meister (1982, 1983), einmal Pokalsieger (1987) und einmal Europapokalsieger (Landesmeister-Cup 1983) wurde. Der beste Wert in Hamburgs Zweitligahistorie ist 1,82 Punkte im Schnitt bei 103 Spielen verantwortet von Tim Walter.
HSV-Trainer mit der längsten Amtszeit war Günter Mahlmann. Er war zunächst zwei Jahre gemeinsam mit Martin Wilke Coach (1954–1956), direkt im Anschluss sechs Jahre als alleinverantwortlicher Trainer. Ebenfalls auf sechs Jahre an der Seitenlinie kam Ernst Happel (1981–1987).

#### Rekordspieler
| Meiste Pflichtspiele (alle Pflichtspiele zusammengezählt) | Meiste Bundesligaspiele     | Meiste Pflichtspieltreffer   | Meiste Bundesligatreffer   |
| --------------------------------------------------------- | --------------------------- | ---------------------------- | -------------------------- |
| 01. Manfred Kaltz (744)                                   | 01. Manfred Kaltz (581)     | 01. Uwe Seeler (507)         | 01. Uwe Seeler (137)       |
| 02. Uwe Seeler (587)                                      | 02. Thomas von Heesen (368) | 02. Otto Harder (387)        | 02. Thomas von Heesen (99) |
| 03. Horst Schnoor (507)                                   | 03. Ditmar Jakobs (323)     | 03. Rudi Noack (233)         | 03. Horst Hrubesch (96)    |
| 04. Thomas von Heesen (443)                               | 04. Harald Spörl (321)      | 04. Herbert Wojtkowiak (163) | 04. Manfred Kaltz (76)     |
| 05. Charly Dörfel (423)                                   | 05. Peter Nogly (320)       | 05. Edmund Adamkiewicz (158) | 05. Sergej Barbarez (65)   |
| 06. Peter Nogly (414)                                     | 06. Felix Magath (306)      | 06. Charly Dörfel (144)      | 06. Franz-Josef Hönig (62) |
| 07. Jürgen Kurbjuhn (406)                                 | 07. Caspar Memering (303)   | 07. Klaus Stürmer (140)      | 07. Georg Volkert (62)     |
| 08. Ditmar Jakobs (405)                                   | 08. Richard Golz (273)      | 08. Horst Hrubesch (134)     | 08. Harald Spörl (60)      |
| 09. Caspar Memering (402)                                 | 09. Klaus Zaczyk (262)      | 09. Franz Horn (126)         | 09. Charly Dörfel (58)     |
| 10. Jochenfritz Meinke (400)                              | 10. David Jarolím (257)     | 10. Thomas von Heesen (125)  | 10. Jimmy Hartwig (52)     |

Manfred Kaltz erzielte 53 seiner 76 Bundesligatore für den HSV per Elfmeter (bei 60 Anläufen) und ist damit der erfolgreichste Elfmeterschütze der Bundesligageschichte. Mit sechs Eigentoren hält er jedoch auch diesen Bundesliga-Rekord (gemeinsam mit Nikolče Noveski). Den ersten Hattrick für den HSV in der Bundesliga erzielte Ivica Olić gegen den VfB Stuttgart am 20. Oktober 2007 in der 45. Bundesligasaison der Hamburger. Uwe Seeler (1963/64) und Rafael van der Vaart (2007/08) trafen als einzige HSV-Spieler in sieben aufeinanderfolgenden Bundesliga-Spielen (jeweils einmal).
Am häufigsten standen Horst Schnoor (507), Rudi Kargus (336) und Richard Golz (314) im Tor. Die meisten Bundesligapartien absolvierten Richard Golz (273), Rudi Kargus (254) und Uli Stein (228) zwischen den Pfosten. Mit 24 gehaltenen Strafstößen, der Großteil davon in seiner Zeit beim HSV, ist Kargus der Torhüter mit den meisten gehaltenen Elfmetern der Bundesliga-Geschichte. Am 9. März 1985 hielt Kargus, damals beim Karlsruher SC, auch einen Elfmeter gegen seine Ex-Mannschaftskameraden. Der gehaltene Strafstoß war einer der sieben Fehlversuche von Manfred Kaltz.
Der bisher jüngste HSV-Profi, der in einem Pflichtspiel zum Einsatz kam, ist Omar Megeed, der am 13. August 2022 mit 16 Jahren und 359 Tagen sein Debüt in der 2. Bundesliga absolvierte. Der bisher jüngste Torschütze in der HSV-Bundesligageschichte ist Fiete Arp, der am 28. Oktober 2017 im Alter von 17 Jahren und 295 Tagen seinen ersten Bundesligatreffer erzielte. Der über alle Zeiten jüngste Torschütze ist nach wie vor Otto Sommer mit zwei Treffern bei seinem Debüt am 15. Januar 1922 mit 17 Jahren und zwei Wochen.
In der Bundesliga wurden drei HSV-Spieler Torschützenkönige:
- Uwe Seeler in der Premierensaison (30 Tore)
- Horst Hrubesch in der Saison 1981/82 (27 Treffer)
- Sergej Barbarez in der Saison 2000/01 (22 Treffer, gemeinsam mit Ebbe Sand vom FC Schalke 04).

#### Ehemalige Spieler
Auswahl ehemaliger bekannter und erfolgreicher Spieler der ersten Mannschaft.
- Lars Bastrup
- Albert Beier
- Franz Beckenbauer
- Ole Bjørnmose
- Wilhelm Blunk
- Thomas Doll
- Charly Dörfel
- Richard Dörfel
- Sergej Barbarez
- Otto Harder
- Asbjørn Halvorsen
- Thomas von Heesen
- Holger Hieronymus
- Franz Horn
- Horst Hrubesch
- Ditmar Jakobs
- Manfred Kaltz
- Rudi Kargus
- Kevin Keegan
- Fritz Laband
- Hans Lang
- Felix Magath
- Hans Martens
- Jochenfritz Meinke
- Rudolf Noack
- Peter Nogly
- Josef Posipal
- Walter Risse
- Horst Schnoor
- Willi Schulz
- Uwe Seeler
- Dieter Seeler
- Erwin Seeler
- Heinz Spundflasche
- Uli Stein
- Klaus Stürmer
- Rafael van der Vaart
- Georg Volkert
- Walter Warning
- Jürgen Werner

#### Walk of Fame
2005 stiftete der Hamburger Unternehmer Andreas Maske den „Walk of Fame“, der sich im Nordosten des Volksparkstadions befindet. Folgende ehemalige HSV-Spieler und Funktionäre wurden von einem Gremium gewählt und dort geehrt.
- Özcan Arkoç
- Harry Bähre
- Udo Bandow
- Horst Dehn
- Charly Dörfel
- Jürgen Groh
- Ernst Happel
- Gerhard Heid
- Peter Hidien
- Holger Hieronymus
- Bernd Hollerbach
- Horst Hrubesch
- Ditmar Jakobs
- Manfred Kaltz
- Rudi Kargus
- Kevin Keegan
- Wolfgang Klein
- Franz Klepacz
- Kuno Klötzer
- Peter Krohn
- Gerhard Krug
- Fritz Laband
- Felix Magath
- Günter Mahlmann
- Jochenfritz Meinke
- Caspar Memering
- Klaus Neisner
- Günter Netzer
- Peter Nogly
- Mladen Petrić
- Erwin Piechowiak
- Jupp Posipal
- Willi Reimann
- Uwe Reuter
- Hermann Rieger
- Hans-Jürgen Ripp
- Horst Schnoor
- Willi Schulz
- Dieter Seeler
- Erwin Seeler
- Uwe Seeler
- Uli Stein
- Klaus Stürmer
- Georg Volkert
- Thomas von Heesen
- Bernd Wehmeyer
- Jürgen Werner
- Martin Wilke
- Peter Wulf
- Klaus Zaczyk

#### 125-Jahre-Mannschaft
Zum 125. Jubiläum des HSV am 29. September 2012 wurden folgende Spieler in die 125-Jahre-Mannschaft gewählt.
| Pos.    | Spieler              | Für HSV aktiv        |
| ------- | -------------------- | -------------------- |
| TW      | Uli Stein            | 1980–1987, 1994–1995 |
| AB      | Ditmar Jakobs        | 1979–1989            |
| AB      | Manfred Kaltz        | 1970–1989            |
| AB      | Peter Nogly          | 1969–1980            |
| AB      | Jupp Posipal         | 1949–1958            |
| AB      | Willi Schulz         | 1965–1973            |
| MF      | Thomas Doll          | 1990–1991, 1998–2001 |
| MF      | Thomas von Heesen    | 1980–1994            |
| MF      | Mehdi Mahdavikia     | 1999–2007            |
| MF      | Felix Magath         | 1976–1986            |
| MF      | Rafael van der Vaart | 2005–2008, 2012–2015 |
| ST      | Karsten Bäron        | 1992–2000            |
| ST      | Charly Dörfel        | 1958–1971            |
| ST      | Horst Hrubesch       | 1978–1983            |
| ST      | Kevin Keegan         | 1977–1980            |
| ST      | Uwe Seeler           | 1946–1972            |
| Trainer | Ernst Happel         | 1981–1987            |
| Masseur | Hermann Rieger       | 1978–2004            |

### Erste Mannschaft

#### Aktueller Kader 2025/26
- Stand: 7. August 2025

Im Folgenden ist der Kader in seiner aktuellen Zusammenstellung dargestellt. Die Vertragslaufzeiten werden vom Verein seit 2024 nicht mehr veröffentlicht.
| Pos.       | Nr. | Nat. (a)    | Spieler                    | Geburtstag (Alter) | Beim HSV seit (b) | Vertrag bis (c) |
| ---------- | --- | ----------- | -------------------------- | ------------------ | ----------------- | --------------- |
| Tor        | 01  | Portugal    | Daniel Heuer Fernandes     | 13. Nov. 1992 (32) | 2019              | 2026            |
| Tor        | 26  | Israel      | Daniel Peretz              | 10. Juli 2000 (25) | 2025              | 2026            |
| Tor        | 40  | Deutschland | Hannes Hermann             | 23. März 2005 (20) | 2016              | 2027            |
| Tor        | 41  | Deutschland | Fernando Dickes            | 13. Okt. 2007 (17) | 2025              |                 |
| Abwehr     | 02  | Frankreich  | William Mikelbrencis       | 25. Feb. 2004 (21) | 2022              | 2026            |
| Abwehr     | 03  | Deutschland | Noah Katterbach            | 13. Apr. 2001 (24) | 2024              | 2027            |
| Abwehr     | 04  | Deutschland | Sebastian Schonlau         | 5. Aug. 1994 (31)  | 2021              | 2026            |
| Abwehr     | 13  | Portugal    | Guilherme Ramos            | 11. Aug. 1997 (28) | 2023              | 2026            |
| Abwehr     | 16  | Georgien    | Giorgi Gotscholeischwili   | 14. Feb. 2001 (24) | 2025              | 2026            |
| Abwehr     | 17  | Komoren     | Warmed Omari               | 23. Apr. 2000 (25) | 2025              | 2026            |
| Abwehr     | 22  | Frankreich  | Aboubaka Soumahoro         | 4. Feb. 2005 (20)  | 2025              |                 |
| Abwehr     | 25  | Nigeria     | Jordan Torunarigha         | 7. Aug. 1997 (28)  | 2025              |                 |
| Abwehr     | 28  | Schweiz     | Miro Muheim                | 24. März 1998 (27) | 2021              | 2027            |
| Abwehr     | 30  | Schweiz     | Silvan Hefti               | 25. Okt. 1997 (27) | 2024              | 2028            |
| Abwehr     | 39  | Deutschland | Joel Agyekum               | 8. März 2005 (20)  | 2017              |                 |
| Mittelfeld | 08  | Libyen      | Daniel Elfadli             | 6. Apr. 1997 (28)  | 2024              |                 |
| Mittelfeld | 10  | Suriname    | Immanuël Pherai            | 25. Apr. 2001 (24) | 2023              | 2027            |
| Mittelfeld | 21  | Deutschland | Nicolai Remberg            | 19. Juni 2000 (25) | 2025              |                 |
| Mittelfeld | 23  | Deutschland | Jonas Meffert              | 4. Sep. 1994 (30)  | 2021              | 2026            |
| Mittelfeld | 24  | Argentinien | Nicolás Capaldo            | 14. Sep. 1998 (26) | 2025              |                 |
| Sturm      | 07  | Frankreich  | Jean-Luc Dompé             | 12. Aug. 1995 (30) | 2022              | 2025            |
| Sturm      | 09  | Deutschland | Robert Glatzel             | 8. Jan. 1994 (31)  | 2021              | 2027            |
| Sturm      | 11  | Ghana       | Ransford Königsdörffer     | 13. Sep. 2001 (23) | 2022              | 2026            |
| Sturm      | 14  | Frankreich  | Rayan Philippe             | 23. Okt. 2000 (24) | 2025              |                 |
| Sturm      | 15  | Danemark    | Yussuf Poulsen             | 15. Juni 1994 (31) | 2025              |                 |
| Sturm      | 18  | Gambia      | Bakery Jatta               | 6. Juni 1998 (27)  | 2016              | 2029            |
| Sturm      | 29  | Kosovo      | Emir Sahiti                | 29. Nov. 1998 (26) | 2024              | 2027            |
| Sturm      | 38  | Norwegen    | Alexander Røssing-Lelesiit | 20. Jan. 2007 (18) | 2025              |                 |
| Sturm      | 45  | Deutschland | Fabio Baldé                | 20. Juli 2005 (20) | 2020              |                 |
| Sturm      | 49  | Deutschland | Otto Stange                | 9. Feb. 2007 (18)  | 2022              |                 |

#### Kaderveränderungen 2025/26
| Zugänge                  | Zugänge                   | Zugänge |
| Spieler                  | Abgebender Verein         |         |
| Sommerpause 2025         | Sommerpause 2025          |         |
| ------------------------ | ------------------------- | ------- |
| Nicolás Capaldo          | FC Red Bull Salzburg      |         |
| Fernando Dickes          | RB Leipzig (U19)          |         |
| Giorgi Gotscholeischwili | Schachtar Donezk (Leihe)  |         |
| Warmed Omari             | Stade Rennes (Leihe)      |         |
| Daniel Peretz            | FC Bayern München (Leihe) |         |
| Rayan Philippe           | Eintracht Braunschweig    |         |
| Yussuf Poulsen           | RB Leipzig                |         |
| Guilherme Ramos          | CD Santa Clara (Leihende) |         |
| Nicolai Remberg          | Holstein Kiel             |         |
| Jordan Torunarigha       | KAA Gent                  |         |

| Abgänge             | Abgänge                            | Abgänge |
| Spieler             | Aufnehmender Verein                |         |
| Sommerpause 2025    | Sommerpause 2025                   |         |
| ------------------- | ---------------------------------- | ------- |
| Dennis Hadžikadunić | FK Rostow (Leihende)               |         |
| Adam Karabec        | Sparta Prag (Leihende)             |         |
| Adedire Mebude      | KVC Westerlo (Leihende)            |         |
| Tom Mickel          | Karriereende                       |         |
| Nicolas Oliveira    | SSV Jahn Regensburg                |         |
| Łukasz Poręba       | SV Elversberg (Leihe)              |         |
| Matheo Raab         | 1. FC Union Berlin                 |         |
| Ludovit Reis        | FC Brügge                          |         |
| Marco Richter       | 1. FSV Mainz 05 (Leihende)         |         |
| Davie Selke         | Vertragsende → Istanbul Başakşehir |         |

#### Trainerstab
| Funktion        | Name            | Geburtstag (Alter) | Funktion seit |
| --------------- | --------------- | ------------------ | ------------- |
| Cheftrainer     | Merlin Polzin   | 7. Nov. 1990 (34)  | 2024          |
| Co-Trainer      | Loïc Favé       | 11. Feb. 1993 (32) | 2024          |
| Co-Trainer      | Richard Krohn   | 15. Juli 1995 (30) | 2024          |
| Torwarttrainer  | Sven Höh        | 4. Apr. 1984 (41)  | 2021          |
| Athletiktrainer | Jan Hasenkamp   | 19. Jan. 1974 (51) | 2024          |
| Rehatrainer     | Sebastian Capel | 22. Aug. 1985 (39) | 2012          |
| Spielanalyst    | Eduard Riesen   | 26. Apr. 1993 (32) | 2021          |

### Zweite Mannschaft

#### Rolle
Die zweite Mannschaft ist nach der Spielordnung des DFB eine U23-Mannschaft. Es dürfen also grundsätzlich nur Spieler eingesetzt werden, die während des gesamten Spieljahres (1. Juli bis 30. Juni) nicht älter als 23 Jahre sind. Darüber hinaus dürfen sich drei ältere Spieler gleichzeitig im Spiel befinden. Der HSV organisiert seine zweite Mannschaft jedoch seit der Saison 2016/17 intern als U21. Durch die U21 sollen Spieler, die nach ihrer letzten Saison bei den A-Junioren (U19) nicht direkt den Sprung in den Profikader schaffen, noch ein oder zwei Jahre gefördert werden. Anschließend sollen sie den Sprung in den eigenen Profikader oder in den eines anderen Vereins schaffen. Neben den U21-Spielern sollen zwei bis drei ältere Spieler dem Kader angehören, um diesem Stabilität zu verleihen. Die U21 ist in der Alexander-Otto-Akademie auf dem HSV-Campus am Volksparkstadion beheimatet und trug ihre Heimspiele bisher im Sportpark Eimsbüttel aus. Für die Saison 2024/25 muss die zweite Mannschaft jedoch ins Stadion Hoheluft ausweichen, da im Sportpark Eimsbüttel Modernisierungsarbeiten stattfinden.

#### Geschichte
| Saison                                                                                   | Liga (Ebene)                          | Platz                 |                       |                       |
| Hamburger SV Amateure                                                                    | Hamburger SV Amateure                 | Hamburger SV Amateure | Hamburger SV Amateure | Hamburger SV Amateure |
| ---------------------------------------------------------------------------------------- | ------------------------------------- | --------------------- | --------------------- | --------------------- |
| 1953/54                                                                                  | (IV)                                  | ?                     |                       |                       |
| 1954/55                                                                                  | Verbandsliga Hamburg – Hammonia (III) | 1                     |                       |                       |
| 1955/56                                                                                  | Amateurliga Hamburg (II)              | 3                     |                       |                       |
| 1956/57                                                                                  | Amateurliga Hamburg (II)              | 8                     |                       |                       |
| 1957/58                                                                                  | Amateurliga Hamburg (II)              | 7                     |                       |                       |
| 1958/59                                                                                  | Amateurliga Hamburg (II)              | 14                    |                       |                       |
| 1959/60                                                                                  | Verbandsliga Hamburg – Hansa (III)    | 2                     |                       |                       |
| 1960/61                                                                                  | Verbandsliga Hamburg – Hansa (III)    | 1                     |                       |                       |
| 1961/62                                                                                  | Amateurliga Hamburg (II)              | 12                    |                       |                       |
| 1962/63                                                                                  | Amateurliga Hamburg (II)              | 8                     |                       |                       |
| 1963/64                                                                                  | Landesliga Hamburg (III)              | 2                     |                       |                       |
| 1964/65                                                                                  | Landesliga Hamburg (III)              | 5                     |                       |                       |
| 1965/66                                                                                  | Landesliga Hamburg (III)              | 9                     |                       |                       |
| 1966/67                                                                                  | Landesliga Hamburg (III)              | 6                     |                       |                       |
| 1967/68                                                                                  | Landesliga Hamburg (III)              | 11                    |                       |                       |
| 1968/69                                                                                  | Landesliga Hamburg (III)              | 4                     |                       |                       |
| 1969/70                                                                                  | Landesliga Hamburg (III)              | 8                     |                       |                       |
| 1970/71                                                                                  | Landesliga Hamburg (III)              | 8                     |                       |                       |
| 1971/72                                                                                  | Landesliga Hamburg (III)              | 15                    |                       |                       |
| 1972/73                                                                                  | Verbandsliga Hamburg – Hansa (IV)     | 12                    |                       |                       |
| 1973/74                                                                                  | Verbandsliga Hamburg – Hammonia (IV)  | 3                     |                       |                       |
| 1974/75                                                                                  | Verbandsliga Hamburg – Hansa (V)      | 16                    |                       |                       |
| 1975/76                                                                                  | (VI)                                  | ?                     |                       |                       |
| 1976/77                                                                                  | (VI)                                  | ?                     |                       |                       |
| 1977/78                                                                                  | Landesliga Hamburg – Hansa (V)        | 4                     |                       |                       |
| 1978/79                                                                                  | Landesliga Hamburg – Hansa (V)        | 1                     |                       |                       |
| 1979/80                                                                                  | Verbandsliga Hamburg (IV)             | 11                    |                       |                       |
| 1980/81                                                                                  | Verbandsliga Hamburg (IV)             | 6                     |                       |                       |
| 1981/82                                                                                  | Verbandsliga Hamburg (IV)             | 7                     |                       |                       |
| 1982/83                                                                                  | Verbandsliga Hamburg (IV)             | 8                     |                       |                       |
| 1983/84                                                                                  | Verbandsliga Hamburg (IV)             | 9                     |                       |                       |
| 1984/85                                                                                  | Verbandsliga Hamburg (IV)             | 4                     |                       |                       |
| 1985/86                                                                                  | Verbandsliga Hamburg (IV)             | 1                     |                       |                       |
| 1986/87                                                                                  | Verbandsliga Hamburg (IV)             | 1                     |                       |                       |
| 1987/88                                                                                  | Verbandsliga Hamburg (IV)             | 4                     |                       |                       |
| 1988/89                                                                                  | Verbandsliga Hamburg (IV)             | 1                     |                       |                       |
| 1989/90                                                                                  | Oberliga Nord (III)                   | 5                     |                       |                       |
| 1990/91                                                                                  | Oberliga Nord (III)                   | 5                     |                       |                       |
| 1991/92                                                                                  | Oberliga Nord (III)                   | 11                    |                       |                       |
| 1992/93                                                                                  | Oberliga Nord (III)                   | 6                     |                       |                       |
| 1993/94                                                                                  | Oberliga Nord (III)                   | 10                    |                       |                       |
| 1994/95                                                                                  | Regionalliga Nord (III)               | 14                    |                       |                       |
| 1995/96                                                                                  | Regionalliga Nord (III)               | 6                     |                       |                       |
| 1996/97                                                                                  | Regionalliga Nord (III)               | 5                     |                       |                       |
| 1997/98                                                                                  | Regionalliga Nord (III)               | 14                    |                       |                       |
| 1998/99                                                                                  | Regionalliga Nord (III)               | 15                    |                       |                       |
| 1999/2000                                                                                | Regionalliga Nord (III)               | 16                    |                       |                       |
| 2000/01                                                                                  | Oberliga Nord – HH/SH (IV)            | 3                     |                       |                       |
| 2001/02                                                                                  | Oberliga Nord – HH/SH (IV)            | 1                     |                       |                       |
| 2002/03                                                                                  | Regionalliga Nord (III)               | 14                    |                       |                       |
| 2003/04                                                                                  | Regionalliga Nord (III)               | 9                     |                       |                       |
| 2004/05                                                                                  | Regionalliga Nord (III)               | 6                     |                       |                       |
| Hamburger SV II (U23)                                                                    |                                       |                       |                       |                       |
| 2005/06                                                                                  | Regionalliga Nord (III)               | 13                    |                       |                       |
| 2006/07                                                                                  | Regionalliga Nord (III)               | 6                     |                       |                       |
| 2007/08                                                                                  | Regionalliga Nord (III)               | 17                    |                       |                       |
| 2008/09                                                                                  | Regionalliga Nord (IV)                | 13                    |                       |                       |
| 2009/10                                                                                  | Regionalliga Nord (IV)                | 5                     |                       |                       |
| 2010/11                                                                                  | Regionalliga Nord (IV)                | 8                     |                       |                       |
| 2011/12                                                                                  | Regionalliga Nord (IV)                | 8                     |                       |                       |
| 2012/13                                                                                  | Regionalliga Nord (IV)                | 14                    |                       |                       |
| 2013/14                                                                                  | Regionalliga Nord (IV)                | 14                    |                       |                       |
| 2014/15                                                                                  | Regionalliga Nord (IV)                | 3                     |                       |                       |
| 2015/16                                                                                  | Regionalliga Nord (IV)                | 14                    |                       |                       |
| 2016/17                                                                                  | Regionalliga Nord (IV)                | 5                     |                       |                       |
| 2017/18                                                                                  | Regionalliga Nord (IV)                | 2                     |                       |                       |
| 2018/19                                                                                  | Regionalliga Nord (IV)                | 7                     |                       |                       |
| 2019/20                                                                                  | Regionalliga Nord (IV)                | 14*                   |                       |                       |
| 2020/21                                                                                  | Regionalliga Nord (IV)                | Abbruch               |                       |                       |
| 2021/22                                                                                  | Regionalliga Nord (IV)                | 6                     |                       |                       |
| 2022/23                                                                                  | Regionalliga Nord (IV)                | 2                     |                       |                       |
| 2023/24                                                                                  | Regionalliga Nord (IV)                | 7                     |                       |                       |
| 2024/25                                                                                  | Regionalliga Nord (IV)                | 8                     |                       |                       |
| Grün unterlegt: Aufstieg Rot unterlegt: Abstieg * Abbruch, Platz nach Quotientenregelung |                                       |                       |                       |                       |

Als Amateurmannschaft
Die zweite Herrenmannschaft, die als „Hamburger SV Amateure“ bezeichnet wurde, schaffte in der Saison 1953/54 zunächst den Aufstieg in die drittklassige Landesliga Hamburg und ein Jahr später den Durchmarsch in die Amateurliga Hamburg. Somit spielten die Amateure in den Spielzeiten 1955/56, 1956/57, 1957/58 und 1958/59 eine Liga unterhalb der ersten Mannschaft, die in der Oberliga Nord aktiv war. Nach dem Abstieg 1959 schaffte man 1961 den Wiederaufstieg in die zweithöchste Spielklasse. Zur Saison 1963/64 wurde die Amateurliga Hamburg nach der Einführung der Bundesliga und Regionalligen zur dritthöchsten Spielklasse und in Landesliga Hamburg umbenannt. Die Amateure spielten neun Jahre drittklassig, ehe 1972 der Abstieg in die Verbandsliga Hamburg erfolgte. Diese wurde mit der Einführung der 2. Bundesliga zur Saison 1974/75 fünftklassig. In dieser Saison stiegen die Amateure in die 6. Liga ab, schafften aber nach zwei Jahren den Wiederaufstieg in die 5. Liga, die fortan Landesliga Hamburg hieß. Nach weiteren zwei Jahren erfolgte 1979 der Aufstieg in die viertklassige Verbandsliga Hamburg. 1989 gelang der Aufstieg in die drittklassige Oberliga Nord. Zur Saison 1994/95 wurde aus dieser die Regionalliga Nord. Nach der Saison 1999/2000 wurde die bis dahin viergleisige Liga zweigleisig. Die Amateure schafften auf dem drittletzten Platz nicht die Qualifikation und mussten daher fortan in der viertklassigen Oberliga Nord Hamburg/Schleswig-Holstein spielen. Nach zwei Jahren gelang zur Saison 2002/03 wieder der Aufstieg in die Regionalliga Nord.
Die HSV-Amateure gewannen 1991, 1996 und 1997 den Hamburger Pokal. In den Spielzeiten 1974/75 (Ausscheiden in der 1. Hauptrunde), 1981/82 (1. Hauptrunde), 1991/92 (Achtelfinale und damit weiter als die Profis, die in der 2. Hauptrunde ausschieden), 1996/97 (1. Hauptrunde) und 1997/98 (1. Hauptrunde) nahm die Mannschaft am DFB-Pokal teil.
Als U23/U21
Um den Ausbildungscharakter der Zweitmannschaften zu stärken, beschloss der DFB zur Saison 2005/06, dass zweite Mannschaften von DFL-Lizenzvereinen grundsätzlich nur noch Spieler einsetzen dürfen, die während des gesamten Spieljahres (1. Juli bis 30. Juni) nicht älter als 23 Jahre sind (U23-Regel); ergänzend dürfen sich drei ältere Spieler im Spiel befinden. Seither werden die Zweitmannschaften nicht mehr als „Amateure“ bezeichnet; die offizielle Bezeichnung lautet „Hamburger SV II“. Die zweite Mannschaft spielte bis 2008 in der drittklassigen Regionalliga Nord. Da das Team die Saison 2007/08 mit Platz 17 abschloss, konnte man sich nicht für die neu geschaffene bundesweite 3. Liga mit Profistatus qualifizieren. Somit verblieb man in der Regionalliga Nord, die viertklassig wurde.
Vor der Saison 2014/15 wurde die Mannschaft wie die Profi, U19, U17 und U16 in die HSV Fußball AG ausgegliedert. Zur Saison 2016/17 beschloss der Verein, die Mannschaft fortan als U21 zu organisieren. Die Spieler, die nach der U19 nicht den Sprung zu den Profis schaffen, sollen bei der zweiten Mannschaft noch bis zu zwei Jahre Zeit bekommen, um sich weiterzuentwickeln. Anschließend sollen sie es in einen Profikader schaffen, entweder beim HSV oder einem anderen Verein. In verbandsrechtlicher Hinsicht ist die zweite Mannschaft weiterhin eine U23. Zur Saison 2021/22 wurde die zweite Mannschaft unter dem Nachwuchsdirektor Horst Hrubesch weiter verjüngt, sodass bereits diverse U19-Spieler zum Kader zählten; auf die drei erlaubten Ü23-Spieler verzichtete man gänzlich. Somit war die U21 die jüngste aller 80 Regionalligamannschaften in Deutschland. In der Saison 2022/23 stand man nach 24 Spielen auf dem 2. Platz und hatte – bei einem Spiel weniger – 7 Punkte Rückstand auf den 1. Platz, der in dieser Spielzeit direkt in die 3. Liga aufsteigt. Der HSV stellte im März 2023 jedoch keinen Antrag auf eine Drittligalizenz, da dies „finanziell, infrastrukturell und auch sportlich“ nicht sinnvoll sei. Für einen wettbewerbsfähigen Drittligakader wäre ein Etat von bis zu 3 Millionen Euro nötig gewesen. Da der Sportpark Eimsbüttel nicht den Anforderungen des DFB für die 3. Liga entspricht und darüber hinaus kein drittligataugliches Stadion in Hamburg vorhanden ist, hätten alle Spiele im Volksparkstadion ausgetragen werden müssen. Die Mannschaft stand vor dem letzten Spieltag auf dem 1. Platz, verlor die Meisterschaft jedoch noch an den VfB Lübeck.

### Nachwuchsleistungszentrum
Die HSV Fußball AG & Co. KGaA ist aufgrund der Lizenzordnung der DFL verpflichtet, ein Nachwuchsleistungszentrum (NLZ) zu führen. Diese Aufgabe hat die HSV Fußball AG für die Mannschaften des Grundlagen- und Aufbaubereichs (s. Struktur) teilweise auf den HSV e. V. übertragen. Dem e. V. werden dafür auf Grundlage einer Dienstleistungsvereinbarung die entstehenden Aufwendungen zuzüglich einer Dienstleistungsgebühr erstattet.

#### Struktur
Das NLZ umfasst sieben Mannschaften (Young Talents Teams) vom Aufbau- zum Leistungsbereich. Daneben unterhält der HSV – wie auch im Herrenbereich – weitere Mannschaften im Breitensport. Das NLZ teilt sich in folgende Bereiche auf:
- Aufbaubereich: U12 (D2-Junioren), U13 (D1-Junioren), U14 (C2-Junioren) und U15 (C1-Junioren)
- Leistungsbereich: U16 (B2-Junioren), U17 (B1-Junioren), U19 (A-Junioren)

Die heutige Struktur mit NLZ-Mannschaften ab der U12 wurde zur Saison 2025/26 eingeführt. Zuvor hatte der HSV im Grundlagenbereich auch eine eigene U11 (E1-Junioren) betrieben und für die U10 (E2-Junioren) sowie U9 (F-Junioren) über Perspektivkader verfügt, in denen begabte Kinder anderer Vereine regelmäßig gemeinsam trainierten. Die Perspektivkader wurden bereits im Winter 2024/25 aufgelöst und durch das Konzept Hamburg wächst abgelöst. Damit soll die Jugendarbeit der Hamburger Amateurvereine gefördert und das regionale Scouting verbessert werden. Da viele Spieler, die zur U11 zum HSV gewechselt waren, den Sprung zur U12 nicht geschafft hatten, wolle man ihnen ein Jahr mehr Zeit im gewohnten Umfeld geben.

#### Leitung und Standorte des NLZ
Das NLZ fällt in den Verantwortungsbereich des Sportvorstands der HSV Fußball AG, Stefan Kuntz. Ihm unterstellt ist der Nachwuchsdirektor, von der Saison 2020/21 bis 2024/25 Horst Hrubesch. Administrativer Leiter ist Sven Marr.

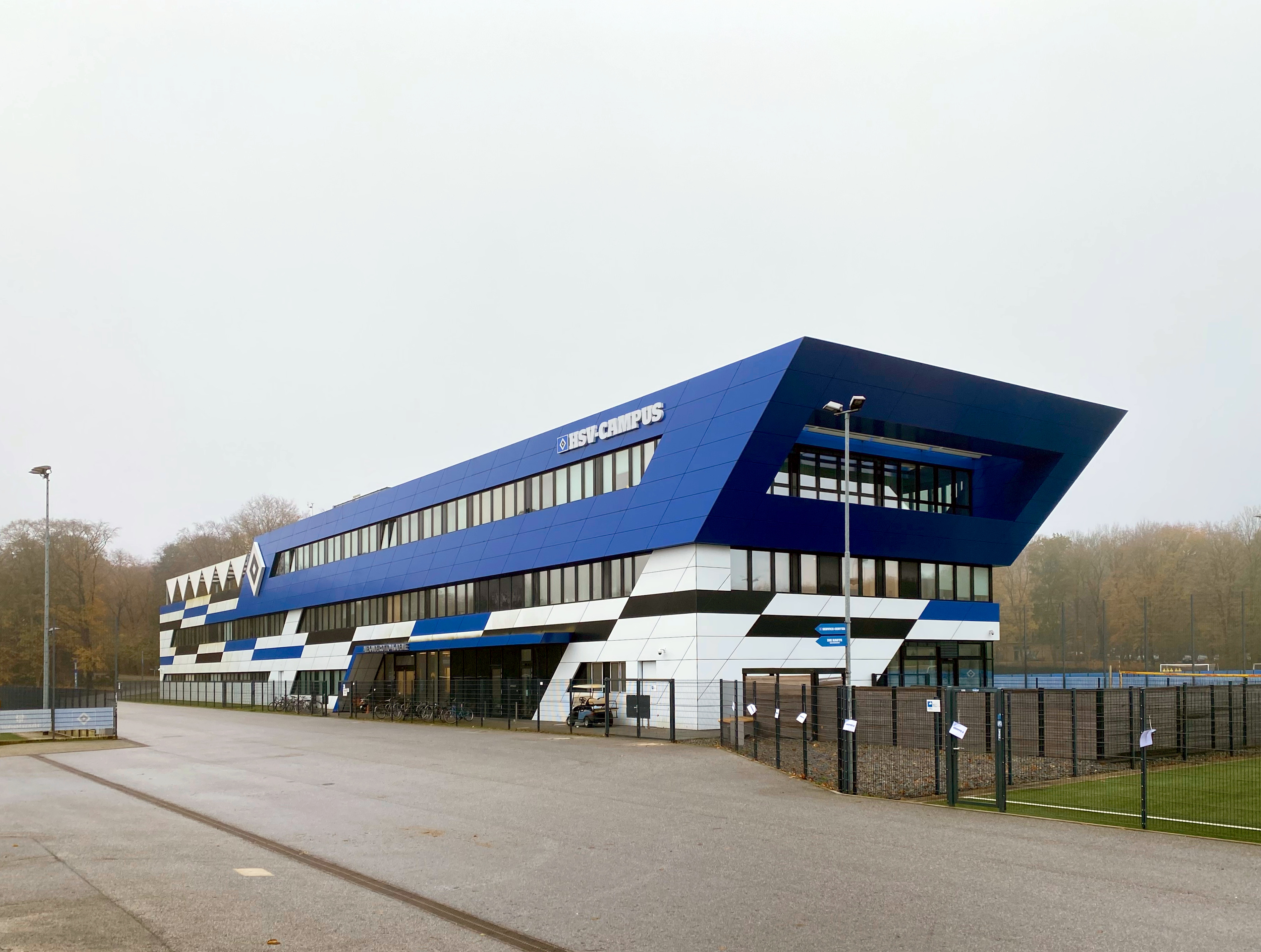
Alexander-Otto-Akademie auf dem HSV-Campus am Volksparkstadion

Auf dem Paul-Hauenschild-Gelände, benannt nach dreimaligen HSV-Präsidenten Paul Hauenschild, in Norderstedt befindet sich das im Jahr 2000 eröffnete Nachwuchsleistungszentrum des HSV mit der Jürgen-Werner-Schule, benannt nach dem 2002 verstorbenen Jürgen Werner. Der zweite Standort ist die Alexander-Otto-Akademie auf dem HSV-Campus am Volksparkstadion. Während die Mannschaften des Grundlagen- und Aufbaubereichs in Norderstedt beheimatet sind, zogen die Mannschaften des Leistungsbereichs 2017 in den Campus. Während die U19 und U17 ihre Heimspiele im Sportpark Eimsbüttel im Stadtteil Stellingen austragen oder auf einen Kunstrasenplatz auf dem Campus ausweichen, trägt die U16 ihre Spiele auf der Paul-Hauenschild-Anlage in Norderstedt oder auf einem der Kunstrasenplätze auf dem Campus aus. Die Mannschaften des Grundlagen- und Aufbaubereichs spielen ebenfalls auf der Paul-Hauenschild-Anlage in Norderstedt.

#### HSV-Campus
Zur Förderung des Nachwuchses gab der HSV zum 125-jährigen Vereinsjubiläum am 29. September 2012 eine Anleihe mit sieben Jahren Laufzeit bei sechsprozentiger Verzinsung aus. Der Verein nahm dadurch 17,5 Mio. Euro ein, mit denen der neue „HSV-Campus“ direkt neben dem Volksparkstadion entstehen soll. Dieser soll das neue Internat, das Leistungszentrum sowie das Trainingszentrum umfassen, wodurch die Nachwuchsabteilung von Norderstedt direkt in den Volkspark umziehen wird. Das eingenommene Geld verwendete der damalige Vorstand allerdings für die Schuldentilgung.
Nach der Ausgliederung der Lizenzspielerabteilung überarbeitete die neue Führung um Dietmar Beiersdorfer und Direktor Sport Bernhard Peters das Konzept des Campus. Am 25. Januar 2015 gab der Verein bekannt, dass der ehemalige Aufsichtsrat Alexander Otto das Campus-Projekt mit einer Spende in Höhe von zehn Millionen Euro zur Finanzierung der gesamten Bau- und Planungskosten fördern werde. Dazu wurde eine gemeinnützige GmbH – die „HSV-Campus gGmbH“ – gegründet, deren Gesellschafter zu 75 Prozent die HSV Fußball AG & Co. KGaA und zu 25 Prozent Alexander Otto sind. Sie vermietet das 4600 Quadratmeter große Gebäude an die HSV Fußball AG & Co. KGaA und unterstützt mit ihren Überschüssen gemeinnützige Sportprojekte im HSV e. V. Die U16 bis U21 (Leistungsbereich und zweite Mannschaft) zogen zur Saison 2017/18 in den Campus um.

#### Kooperationen mit Schulen und Vereinen

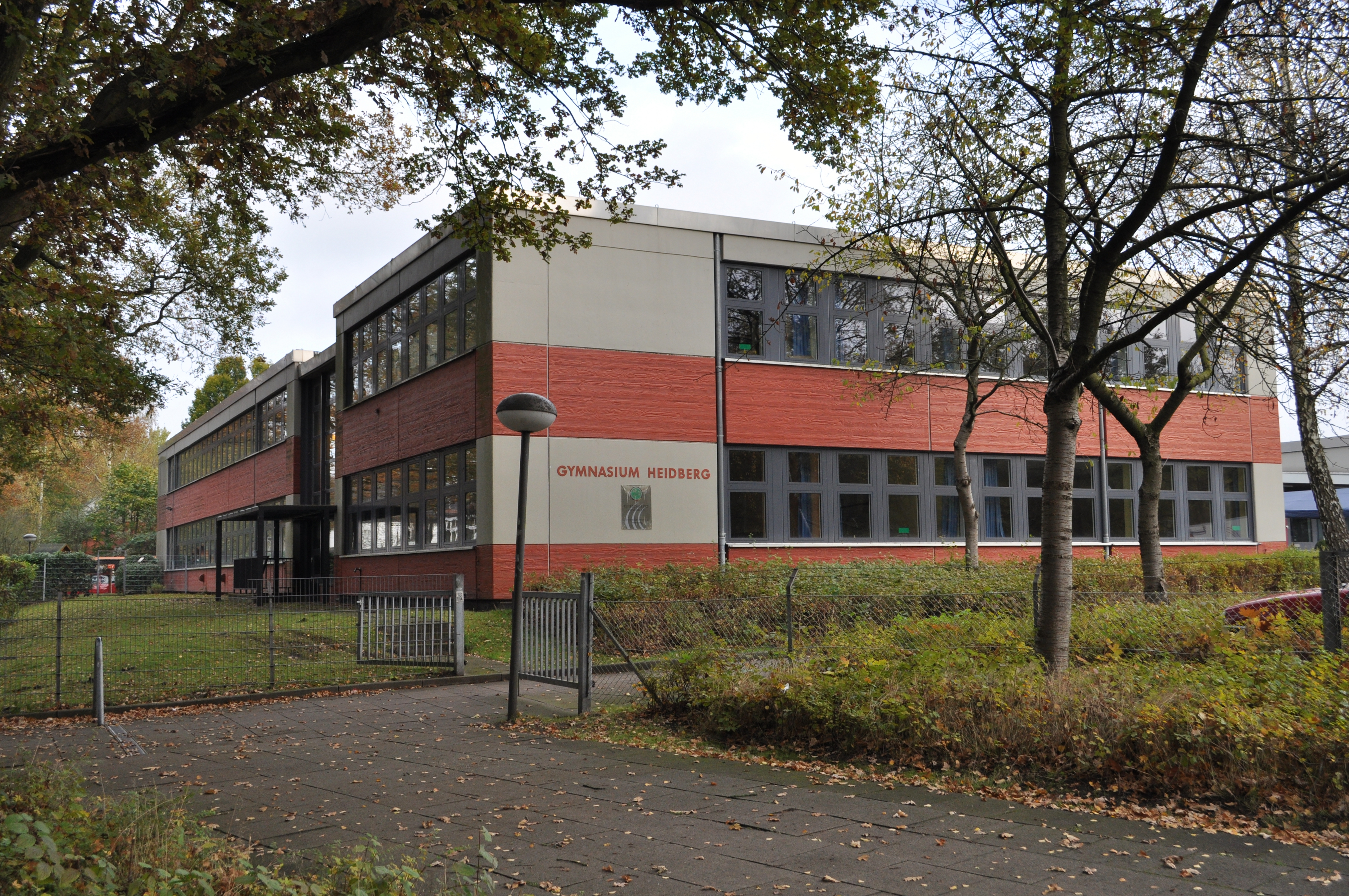
Das Gymnasium Heidberg im Stadtteil Langenhorn ist eine Eliteschule des Fußballs

Nach dem  Spielbein- und Standbein-Konzept steht auch die Schulausbildung der Nachwuchsspieler im Mittelpunkt. Demnach soll jeder Spieler im Optimalfall das Abitur erreichen. Da die zeitliche Beanspruchung der Spieler durch Training, Spiele und den Schulalltag sehr hoch ist, arbeitet der HSV mit sieben Hamburger Partnerschulen zusammen. Somit können Freistellungen zu Juniorennationalmannschaften oder wegen Vereinsturnieren und Punktspielen durch Nachhilfe, Einzelunterricht und flexible Klausurtermine kompensiert werden. Zudem werden in den Schulen auch ein- bis zweimal wöchentlich die fußballerischen Fähigkeiten sowie die Athletik trainiert. Somit findet das gesamte Training der Nachwuchsspieler an den beiden Standorten des NLZ und in den Schulen statt. Die sieben Partnerschulen des HSV sind das Gymnasium Heidberg und die Stadtteilschule am Heidberg in Langenhorn (beide vom DFB als Eliteschule des Fußballs zertifiziert), das Gymnasium Othmarschen in Othmarschen, die Stadtteilschule Bahrenfeld in Bahrenfeld, die Stadtteilschule Fischbek-Falkenberg mit zwei Standorten und die Berufliche Schule für Wirtschaft und Handel in Borgfelde.
Mit Partnervereinen ging der HSV erstmals im Frühjahr 2003 Kooperationen ein. Ziel ist es, die Ausbildungsstrukturen der Partnervereine vor allem im Grundlagen- und Aufbaubereich zu stärken, um sie attraktiver zu machen und den größten Talenten eine bestmögliche Ausbildung zu bieten. Den Trainern der Partnervereine werden regelmäßig durch Fortbildungen und Hospitation im NLZ die Ausbildungsleitlinien des HSV dargestellt. Jährlich findet bei jedem Partnerverein ein Young Talents Day in Form eines Sichtungsturniers statt, bei denen der HSV mit Scouts, Trainern und einer Jugendmannschaft anwesend ist. Die aktuellen Kooperationsvereine sind:
| Bundesland         | Verein                   | seit |
| ------------------ | ------------------------ | ---- |
| Hamburg            | SV Nettelnburg/Allermöhe | 2018 |
| Hamburg            | USC Paloma Hamburg       | 2022 |
| Hamburg            | FC Süderelbe             | 2022 |
| Schleswig-Holstein | SV Eichede               | 2006 |
| Schleswig-Holstein | Leezener SC              |      |
| Schleswig-Holstein | SV Todesfelde            |      |
| Schleswig-Holstein | FC Torpedo 76 Neumünster | 2022 |
| Niedersachsen      | MTV Treubund Lüneburg    |      |
| Niedersachsen      | Buchholzer FC            | 2020 |
| Niedersachsen      | VfL Güldenstern Stade    | 2022 |

#### NLZ U13-Nordcup
Die D1-Junioren (U13) nehmen seit der Saison 2019/20 nicht mehr am Spielbetrieb des Hamburger Fußball-Verbands teil. Stattdessen wird mit Hannover 96, Eintracht Braunschweig, Werder Bremen, Holstein Kiel, dem VfL Wolfsburg, dem VfL Osnabrück und dem FC St. Pauli der NLZ U13-Nordcup ausgetragen.

#### NLZ-Mannschaften im Überblick
Nachfolgend aufgelistet sind die Mannschaften des Nachwuchsleistungszentrums (NLZ). Zur Saison 2021/22 führte der HSV eine Trainerrotation ein. Dabei behalten die Trainer von der U12 bis zur U14 und von der U15 bis zur U17 ihren jeweiligen Jahrgang für drei Jahre, ehe sie wieder bei der U12 bzw. U15 beginnen.
| Altersklasse      | Jahrgang (2025/26) * | Liga (Stufe)                | Cheftrainer        | Spielort                                                  |
| Leistungsbereich  | Leistungsbereich     | Leistungsbereich            | Leistungsbereich   | Leistungsbereich                                          |
| ----------------- | -------------------- | --------------------------- | ------------------ | --------------------------------------------------------- |
| U19 (A-Junioren)  | 2007 & 2008          | U19-DFB-Nachwuchsliga (I)   | Oliver Krause      | Sportpark Eimsbüttel / Kunstrasenplatz auf dem HSV-Campus |
| U17 (B1-Junioren) | 2009                 | U17-DFB-Nachwuchsliga (I)   | Tim Reddersen      | Sportpark Eimsbüttel / Kunstrasenplatz auf dem HSV-Campus |
| U16 (B2-Junioren) | 2010                 | Regionalliga Nord (II)      | Luca Zampolin      | Kunstrasenplatz auf dem HSV-Campus                        |
| Aufbaubereich     |                      |                             |                    |                                                           |
| U15 (C1-Junioren) | 2011                 | Regionalliga Nord (I)       | Thorben Sahs       | Paul-Hauenschild-Anlage, Norderstedt                      |
| U14 (C2-Junioren) | 2012                 | U15-Oberliga Hamburg (II)   | Frederic Malcherek | Paul-Hauenschild-Anlage, Norderstedt                      |
| U13 (D1-Junioren) | 2013                 | NLZ U13-Nordcup             | Kai Sautter        | Paul-Hauenschild-Anlage, Norderstedt                      |
| U12 (D2-Junioren) | 2014                 | U12-Bezirksliga Hamburg (I) | Kristin Witte      | Paul-Hauenschild-Anlage, Norderstedt                      |

#### Erfolge der Leistungsmannschaften
| Saison                                                                       | Liga (Ebene)                | Platz (von)  | DFB-Pokal          | Jahrgang    |
| ---------------------------------------------------------------------------- | --------------------------- | ------------ | ------------------ | ----------- |
| 2001/02                                                                      | Regionalliga Nord (I)       | 01 (14)      | Viertelfinale      | 1983 & 1984 |
| 2002/03                                                                      | Regionalliga Nord (I)       | 03 (14)      | nicht qualifiziert | 1984 & 1985 |
| 2003/04                                                                      | Bundesliga Nord/Nordost (I) | 07 (14)      | nicht qualifiziert | 1985 & 1986 |
| 2004/05                                                                      | Bundesliga Nord/Nordost (I) | 09 (14)      | Achtelfinale       | 1986 & 1987 |
| 2005/06                                                                      | Bundesliga Nord/Nordost (I) | 07 (14)      | 1. Runde           | 1987 & 1988 |
| 2006/07                                                                      | Bundesliga Nord/Nordost (I) | 04 (14)      | nicht qualifiziert | 1988 & 1989 |
| 2007/08                                                                      | Bundesliga Nord/Nordost (I) | 08 (14)      | nicht qualifiziert | 1989 & 1990 |
| 2008/09                                                                      | Bundesliga Nord/Nordost (I) | 03 (14)      | Achtelfinale       | 1990 & 1991 |
| 2009/10                                                                      | Bundesliga Nord/Nordost (I) | 04 (14)      | nicht qualifiziert | 1991 & 1992 |
| 2010/11                                                                      | Bundesliga Nord/Nordost (I) | 08 (14)      | Achtelfinale       | 1992 & 1993 |
| 2011/12                                                                      | Bundesliga Nord/Nordost (I) | 03 (14)      | Halbfinale         | 1993 & 1994 |
| 2012/13                                                                      | Bundesliga Nord/Nordost (I) | 10 (14)      | Achtelfinale       | 1994 & 1995 |
| 2013/14                                                                      | Bundesliga Nord/Nordost (I) | 10 (14)      | nicht qualifiziert | 1995 & 1996 |
| 2014/15                                                                      | Bundesliga Nord/Nordost (I) | 09 (14)      | nicht qualifiziert | 1996 & 1997 |
| 2015/16                                                                      | Bundesliga Nord/Nordost (I) | 05 (14)      | nicht qualifiziert | 1997 & 1998 |
| 2016/17                                                                      | Bundesliga Nord/Nordost (I) | 04 (14)      | nicht qualifiziert | 1998 & 1999 |
| 2017/18                                                                      | Bundesliga Nord/Nordost (I) | 02 (14)      | nicht qualifiziert | 1999 & 2000 |
| 2018/19                                                                      | Bundesliga Nord/Nordost (I) | 07 (14)      | 1. Runde           | 2000 & 2001 |
| 2019/20                                                                      | Bundesliga Nord/Nordost (I) | 07 (14)(a)   | nicht qualifiziert | 2001 & 2002 |
| 2020/21                                                                      | Bundesliga Nord/Nordost (I) | Abbruch      | nicht qualifiziert | 2002 & 2003 |
| 2021/22(b)                                                                   | Bundesliga Nord/Nordost (I) | 10 (19)      | nicht qualifiziert | 2003 & 2004 |
| 2022/23(b)                                                                   | Bundesliga Nord/Nordost (I) | 03 (17)      | nicht qualifiziert | 2004 & 2005 |
| 2023/24                                                                      | Bundesliga Nord/Nordost (I) | 06 (14)      | Viertelfinale      | 2005 & 2006 |
| 2024/25                                                                      | U19-DFB-Nachwuchsliga (I)   | Achtelfinale | 1. Runde           | 2006 & 2007 |
| (a) Abbruch, Platz nach Quotientenregelung (b) nur Austragung einer Hinrunde |                             |              |                    |             |

| Saison                                                          | Liga (Ebene)                | Platz (von)  | Jahrgang |
| --------------------------------------------------------------- | --------------------------- | ------------ | -------- |
| 2001/02                                                         | Regionalliga Nord (I)       | 2 (14)       | 1985     |
| 2002/03                                                         | Regionalliga Nord (I)       | 3 (14)       | 1986     |
| 2003/04                                                         | Regionalliga Nord (I)       | 4 (14)       | 1987     |
| 2004/05                                                         | Regionalliga Nord (I)       | 4 (14)       | 1988     |
| 2005/06                                                         | Regionalliga Nord (I)       | 3 (14)       | 1989     |
| 2006/07                                                         | Regionalliga Nord (I)       | 1 (14)       | 1990     |
| 2007/08                                                         | Bundesliga Nord/Nordost (I) | 4 (14)       | 1991     |
| 2008/09                                                         | Bundesliga Nord/Nordost (I) | 6 (14)       | 1992     |
| 2009/10                                                         | Bundesliga Nord/Nordost (I) | 5 (14)       | 1993     |
| 2010/11                                                         | Bundesliga Nord/Nordost (I) | 9 (14)       | 1994     |
| 2011/12                                                         | Bundesliga Nord/Nordost (I) | 5 (14)       | 1995     |
| 2012/13                                                         | Bundesliga Nord/Nordost (I) | 6 (14)       | 1996     |
| 2013/14                                                         | Bundesliga Nord/Nordost (I) | 5 (14)       | 1997     |
| 2014/15                                                         | Bundesliga Nord/Nordost (I) | 3 (14)       | 1998     |
| 2015/16                                                         | Bundesliga Nord/Nordost (I) | 5 (14)       | 1999     |
| 2016/17                                                         | Bundesliga Nord/Nordost (I) | 3 (14)       | 2000     |
| 2017/18                                                         | Bundesliga Nord/Nordost (I) | 3 (14)       | 2001     |
| 2018/19                                                         | Bundesliga Nord/Nordost (I) | 4 (14)       | 2002     |
| 2019/20                                                         | Bundesliga Nord/Nordost (I) | 4 (14)(a)    | 2003     |
| 2020/21                                                         | Bundesliga Nord/Nordost (I) | Abbruch      | 2004     |
| 2021/22(b)                                                      | Bundesliga Nord/Nordost (I) | 2 (19)       | 2005     |
| 2022/23(b)                                                      | Bundesliga Nord/Nordost (I) | 7 (17)       | 2006     |
| 2023/24                                                         | Bundesliga Nord/Nordost (I) | 7 (14)       | 2007     |
| 2024/25                                                         | U17-DFB-Nachwuchsliga (I)   | Achtelfinale | 2008     |
| (a) Abbruch nach 21. Spieltag (b) nur Austragung einer Hinrunde |                             |              |          |

Aufgeführt sind die Erfolge der Mannschaften aus dem Leistungsbereich. Weder mit den A- noch mit den B1-Junioren konnte der HSV bisher die deutsche Meisterschaft gewinnen. Jedoch konnten einige Regionalmeisterschaften gewonnen werden, darunter auch 2-mal mit einer zweiten Mannschaft. Im DFB-Pokal der A-Junioren war der größte Erfolg der Finaleinzug 2000. An der UEFA Youth League (seit 2013/14) haben die A-Junioren bisher nicht teilgenommen.
A-Junioren
- Deutscher A-Junioren-Meister (seit 1968/69): Fehlanzeige, 3. Platz 1974, Halbfinale 1989 und 1997
- Meister der A-Junioren-Bundesliga Nord/Nordost (2003/04–2023/24): Fehlanzeige, 2. Platz 2018
- Meister der A-Junioren-Regionalliga Nord (seit 1987/88, zweitklassig seit 2003/04): 1988, 1989, 1993, 1997, 2002
- Deutscher A-Junioren-Pokalsieger (seit 1986/87): Fehlanzeige, Finalist 2000
- UEFA Youth League (seit 2013/14): bisher keine Teilnahme

B-Junioren
- Deutscher B-Junioren-Meister (seit 1976/77): Fehlanzeige, Halbfinale 1985 und 2002
- Meister der B-Junioren-Bundesliga Nord/Nordost (2007/08–2023/24): Fehlanzeige, 2. Platz 2022
- Meister der B-Junioren-Regionalliga Nord (seit 1998/99, zweitklassig seit 2007/08): 2001, 2007, 2014 (B2), 2019 (B2)

#### Bekannte ehemalige Jugendspieler

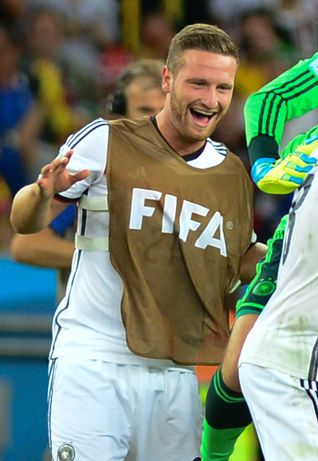
Der vom HSV ausgebildete Shkodran Mustafi wurde 2014 Weltmeister. Für die HSV-Profis spielte er allerdings nie.

Im Folgenden eine Auswahl von Spielern, die vor ihrem ersten Profieinsatz mindestens ein Jahr in der Jugendabteilung des HSV aktiv waren und mindestens 50 Spiele in einer der fünf „großen“ Ligen Bundesliga (beziehungsweise vor 1963 in der Oberliga), Premier League, Primera División, Serie A und Ligue 1 absolvierten (in der Klammer ist das Geburtsjahr des Spielers angegeben).
Stand 19. Juni 2025:
- Otto Addo (1975)
- Eric Maxim Choupo-Moting (1989)
- Michael Dahms (1956)
- Ermedin Demirović (1998)
- Bernd Dörfel (1944)
- André Golke (1964)
- Richard Golz (1968)
- Christian Groß (1989)
- André Hahn (1990)
- Rouwen Hennings (1987)
- Vitaly Janelt (1998)
- Manfred Kaltz (1953)
- Carsten Kober (1967)
- Gerhard Krug (1936)
- Peter Krobbach (1954)
- Alex Meier (1983)
- Jochenfritz Meinke (1930)
- Shkodran Mustafi (1992)
- Levin Öztunali (1996)
- Hasan Salihamidžić (1977)
- Sidney Sam (1988)
- Stefan Schnoor (1971)
- Dieter Seeler (1931)
- Uwe Seeler (1936)
- Heung-Min Son (1992)
- Holger Stanislawski (1969)
- Stefan Studer (1964)
- Jonathan Tah (1996)
- Tunay Torun (1990)
- Josha Vagnoman (2000)
- Jürgen Werner (1935)

### Spielstätten

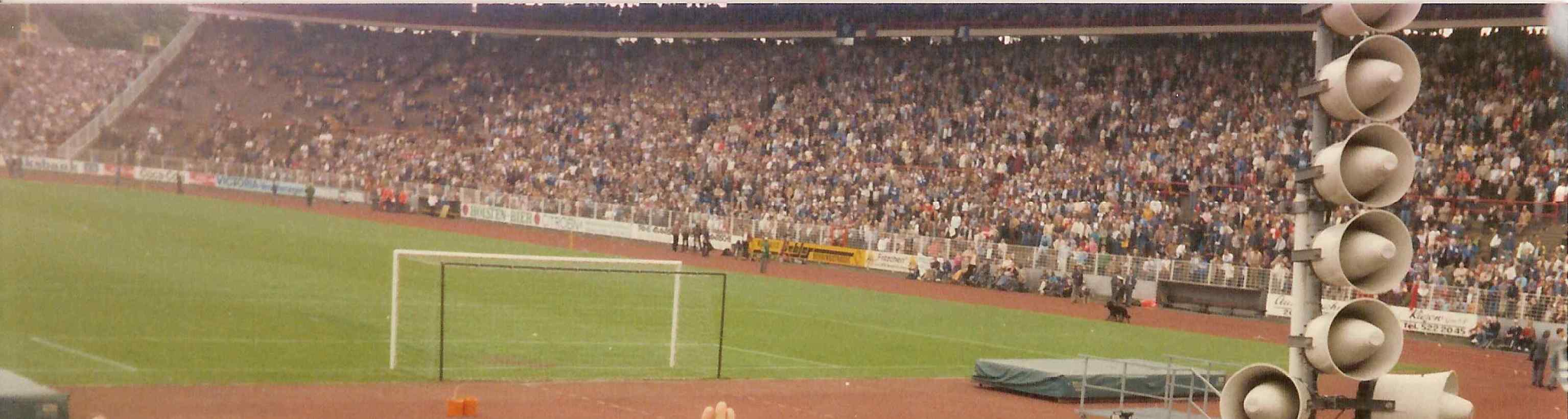
Die Südtribüne des Volksparkstadions (1983)

Der Hamburger SV spielte seit dem Zusammenschluss seiner drei Vorgängervereine im Jahr 1919 am Sportplatz am Rothenbaum im Stadtteil Rotherbaum. Das 1911 eingeweihte Stadion brachte der HFC 88 in den Verein ein. In den 1920er Jahren wurde auch das Stadion Hoheluft von SC Victoria Hamburg, ab Ende der 1920er Jahre zudem das Altonaer Stadion im Altonaer Volkspark genutzt, der Vorläufer des Volksparkstadions. Beide Stadien verfügten über größere Zuschauerkapazitäten als der Sportplatz am Rothenbaum. Seit Einführung der Bundesliga nutzte der HSV mit wenigen Ausnahmen das Volksparkstadion im Stadtteil Bahrenfeld und kehrte lediglich für einige Spiele wieder an den Rothenbaum zurück, welcher dann 1997 abgerissen wurde. Anfänglich fasste das Volksparkstadion 76.000 Zuschauer, bei Umbau- und Modernisierungsmaßnahmen für die Fußball-Weltmeisterschaft 1974 wurde die Kapazität auf 61.300 reduziert.
Das Volksparkstadion, das wegen seiner Tartanbahn sehr weitläufig und zugig war und in dem daher bei geringen Zuschauerzahlen oftmals eine wenig stimmungsvolle Atmosphäre herrschte, wurde Ende der 1990er Jahre zu einem reinen Fußballstadion umgebaut. Dabei wurde das Spielfeld um 90 Grad gedreht. Der Umbau des Stadions fand bei laufendem Spielbetrieb statt, so dass die Zuschauerkapazität sich während der Bauzeit deutlich verringerte. Der HSV kaufte der Stadt Hamburg vor dem Umbau das Volksparkstadion für den symbolischen Preis von 1 DM ab, war und ist dafür für die Kosten des Umbaus zuständig, wiewohl es öffentliche Zuschüsse in Höhe von 21,3 Mio. DM gab.

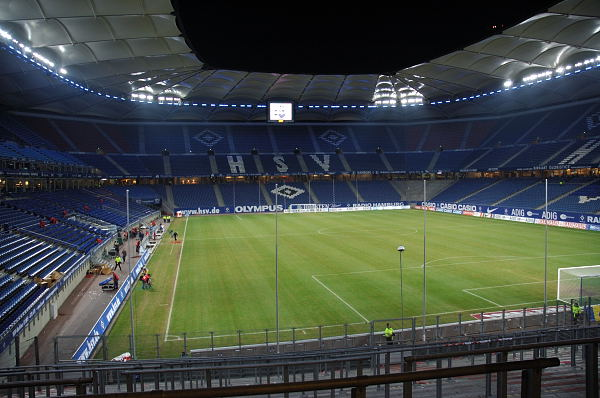
Das Volksparkstadion (2004)

2001 wurde das Volksparkstadion in „AOL Arena“ umbenannt, um weitere Werbeeinnahmen zu generieren. Diese Umbenennung stieß in Fankreisen, aber auch bei „altgedienten“ HSVern auf heftige Proteste. 2007 wurde erstmals im deutschen Profi-Fußball ein Sponsoring-Name durch einen anderen ersetzt. Neuer Sponsor wurde die in Hamburg und Kiel ansässige HSH Nordbank. Diese stieg aufgrund der Finanzkrise vorzeitig aus dem Namens-Sponsoring aus. Seit 2010 war der in Hamburg ansässige Anlagenbauer Imtech neuer Stadion-Sponsor. Zum 1. Juli 2015 erwarb Klaus-Michael Kühne für vier Jahre die Namensrechte des Stadions, sodass dieses – 14 Jahre nach der ersten Umbenennung – wieder „Volksparkstadion“ heißt. 2019 verlängerte Kühne sein Engagement zunächst um ein weiteres Jahr bis 2020, weil er seine finanzielle Unterstützung an den sportlichen Erfolg knüpfen wollte. Nachdem der HSV auch im folgenden Jahr den Wiederaufstieg in die Bundesliga auf dem 4. Platz verpasst hatte, verlängerte Kühne den Vertrag nicht.
Eine Einigung mit einem neuen Sponsor für die Namensrechte kam bisher nicht zustande, sodass der HSV auch ohne Sponsorenvertrag weiterhin im „Volksparkstadion“ spielt.
In die Arena integriert wurde das HSV-Museum, das im Februar 2004 eröffnet wurde. Der Einbau in die Nordostecke des Stadions kostete 800.000 Euro. Präsentiert werden im Museum nicht allein die diversen Trophäen, die der HSV in seiner mehr als 120-jährigen Geschichte sammelte, sondern auch viele andere Devotionalien, darunter zu den Spielstätten und berühmten Akteuren des HSV. Bis zum Ende der Saison 2007/08 verzeichnete das Museum mehr als 200.000 Besucher, in jener Saison allein 60.000. Im Museum werden auch Sonderausstellungen zur HSV-Geschichte gezeigt, deren wohl bedeutendste Die Raute unter dem Hakenkreuz – Der HSV im Nationalsozialismus war. Der HSV war damit der erste Verein, der diese Phase seiner Geschichte im Rahmen einer Ausstellung beleuchtet hat.
Im und um das Stadion herum befinden sich zudem die Geschäftsstelle, ein Fan-Shop und seit 2004 auch das Trainingsgelände des HSV, so dass die Spieler der ersten Herrenmannschaft nicht mehr bis zum Trainingszentrum nach Norderstedt fahren müssen.
Die Spiele der zweiten Mannschaft, der ersten Frauen-Mannschaft sowie der A- und B-Jugendmannschaften werden im Sportpark Eimsbüttel im Stadtteil Stellingen ausgetragen. Die dritte Mannschaft des HSV, die in der Saison 2019/20 in der Oberliga Hamburg antrat, sowie die F- bis C-Junioren spielen auf der vereinseigenen Paul-Hauenschild-Sportanlage in Norderstedt, wo sich auch eine Vielzahl von Trainingseinrichtungen und das Nachwuchs-Leistungszentrum (Jürgen-Werner-Schule) befinden.

### Sponsoren
| Zeitraum                                                                                      | Ausrüster                            | Sponsor Brust | Sponsor Ärmel                 |
| --------------------------------------------------------------------------------------------- | ------------------------------------ | ------------- | ----------------------------- |
| 1969–1974                                                                                     | Erima Umbro Adidas (nicht offiziell) | kein Sponsor  | nicht möglich                 |
| 1974–1976                                                                                     | Erima Umbro Adidas (nicht offiziell) | Campari       | nicht möglich                 |
| 1976–1979                                                                                     | Erima Umbro Adidas (nicht offiziell) | Hitachi       | nicht möglich                 |
| 1979–1987                                                                                     | Adidas                               | BP            | nicht möglich                 |
| 1987–1994                                                                                     | Adidas                               | Sharp         | nicht möglich                 |
| 1994–1995                                                                                     | Adidas                               | TV Spielfilm  | nicht möglich                 |
| 1995–1998                                                                                     | Uhlsport                             | Hyundai       | nicht möglich                 |
| 1998–2000                                                                                     | Fila                                 | Hyundai       | nicht möglich                 |
| 2000–2001                                                                                     | Fila                                 | TV Spielfilm  | nicht möglich                 |
| 2001–2003                                                                                     | Nike                                 | TV Spielfilm  | nicht möglich                 |
| 2003–2005                                                                                     | Nike                                 | ADIG          | nicht möglich                 |
| 2005–2006                                                                                     | Puma                                 | ADIG          | nicht möglich                 |
| 2006–2007                                                                                     | Puma                                 | Emirates      | nicht möglich                 |
| 2007–2017                                                                                     | Adidas                               | Emirates      | nicht möglich                 |
| 2017–2020                                                                                     | Adidas                               | Emirates      | Popp Feinkost                 |
| 2020–2022                                                                                     | Adidas                               | Orthomol      | Popp Feinkost                 |
| 2022–2024                                                                                     | Adidas                               | HanseMerkur   | Popp Feinkost                 |
| seit 2024                                                                                     | Adidas                               | HanseMerkur   | Helm AG \| Plan International |
| Ab 1979–1980 offizielle Ausrüster; davor auch innerhalb einer Saison verschiedene Hersteller. |                                      |               |                               |

#### Hauptsponsoren
1973 handelte der damalige Präsident Peter Krohn einen Sponsorenvertrag mit Davide Campari-Milano aus. So warb der HSV ab der Saison 1974/75 mit dem Schriftzug Campari auf den Trikots. Vorher lief nur Eintracht Braunschweig (Jägermeister) mit Trikotwerbung auf. Die Trikotwerbung war von den Fernsehanstalten, die durch das Boykottieren von Sportveranstaltungen die „Schleichwerbung“ umgehen wollte, nicht gerne gesehen. Schließlich wurde die Trikotwerbung im Europapokal verboten, weshalb bei internationalen Spielen der Schriftzug HSV auf der Trikotbrust zu lesen war. In der Saison 1976/77 ließ Krohn die Spieler in rosa Trikots auflaufen, um den Frauenanteil im Stadion zu erhöhen. In 3 Jahren als Präsident erwirtschaftete Krohn 16 Mio. DM und sanierte somit den mit über 3 Millionen DM verschuldeten Verein. Er gilt daher als Pionier des modernen Fußball-Marketings.
In die wohl erfolgreichste Zeit der Vereinsgeschichte fällt das Sponsoring durch das Mineralölunternehmen BP. Als im Oktober 1980 Franz Beckenbauer zum HSV wechselte, übernahm der Mineralöl-Konzern dessen komplettes Jahresgehalt, das die seinerzeit enorme Summe von rund einer Million DM betrug.
Für Aufsehen sorgte der Hauptsponsor TV Spielfilm. Am 32. Spieltag der Saison 1994/95 musste der HSV beim Auswärtsspiel gegen den 1. FC Kaiserslautern ohne den Namen des Sponsors auf dem Trikot spielen, da sich die Verlagsgruppe Milchstrasse vom Verein, der in der Öffentlichkeit ein schlechtes Bild abgab, distanzieren wollte, um einen Imageschaden zu vermeiden. Wie schon zu früheren Europapokalspielen war der Schriftzug HSV auf den Trikots zu sehen. In der Folge trennten sich der HSV und TV Spielfilm und der Automobilhersteller Hyundai wurde zur Saison 1995/96 neuer Hauptsponsor. TV Spielfilm kehrte ab der Saison 2000/01 für 3 Jahre auf die Trikotbrust zurück.
Vor der Saison 2003/04 konnte der HSV erstmals seit 29 Jahren keinen Hauptsponsor präsentieren. In den Vorbereitungsspielen und im Ligapokal war auf dem Heimtrikot der Schriftzug HSV und auf dem Auswärtstrikot der Schriftzug Hamburg zu sehen. Drei Tage vor Saisonbeginn wurde die Kapitalverwaltungsgesellschaft ADIG als neuer Hauptsponsor vorgestellt.
Ab der Saison 2006/07 war die aus den Vereinigten Arabischen Emiraten stammende Fluggesellschaft Emirates Hauptsponsor. Die Airline warb von 2006 bis 2019 mit dem Schriftzug Fly Emirates auf den Trikots der ersten Mannschaft, ehe in der Saison 2019/20 der Slogan Emirates. FLY BETTER verwendet wurde. Der Vertrag lief ursprünglich bis zum 30. Juni 2022. Nachdem der seit 2018 zweitklassige HSV in der Saison 2019/20 erneut den Wiederaufstieg verpasst hatte, machte Emirates von einer Ausstiegsklausel Gebrauch und kündigte den Vertrag zum 30. Juni 2020.
Zur Saison 2020/21 wurde Orthomol, ein Hersteller von Nahrungsergänzungsmitteln aus Langenfeld, neuer Hauptsponsor. Der Vertrag läuft über zwei Spielzeiten.
Nach dem Vertragsende mit Orthomol wurde HanseMerkur zur Saison 2022/23 neuer Hauptsponsor. Der Vertrag läuft bis zum 30. Juni 2025 und gilt ligaunabhängig. Die Hamburger Versicherungsgruppe ist seit 2018 HSV-Sponsor und bereits seit 2020 auf den Trikots der Nachwuchsmannschaften präsent. Dort war das HanseMerkur-Logo in grün auf den Trikots abgedruckt. Da dies die Farbe von Werder Bremen ist, änderte der Versicherer die Logo-Farbe auf den Trikots der Profimannschaft in schwarz; bei den Nachwuchsmannschaften wurde das Grün beibehalten.

#### Weitere Sponsoren
Zur Saison 2001/02 verkaufte der HSV als erster Bundesligist die Namensrechte an seinem Stadion.
Zur Saison 2015/16 beendete der Verein die Zusammenarbeit mit der Holsten-Brauerei. Die 75-jährige Zusammenarbeit bedeutete die bis dahin längste Exklusivpartnerschaft der Bundesliga-Geschichte. Neuer Partner wurde zunächst bis zum 30. Juni 2023 die König-Brauerei. Im April 2023 wurde der Vertrag bis zum 30. Juni 2026 verlängert.
Ausrüster ist bis 2024 Adidas; Seit der Saison 2017/18 dürfen die Bundesligisten einen Sponsor auf dem Trikotärmel platzieren. Erster Ärmelsponsor wurde Popp Feinkost.
Zur Saison 2024/25 wurde die HELM AG als neuer Ärmelsponsor für die kommenden drei Jahre bekanntgegeben. Auf dem HSV Trikot wird allerdings die Hilfsorganisation Plan International zu sehen sein.
Das gesamte Sponsoren-Portfolio umfasst neben dem Hauptsponsor HanseMerkur und dem Ausrüster Adidas sowie Ärmelpartner HELM 8 „Exklusiv-Partner“, 10 „Partner“ und 17 „Supplier“ (Stand: August 2024).

## Zuschauer und Fankultur

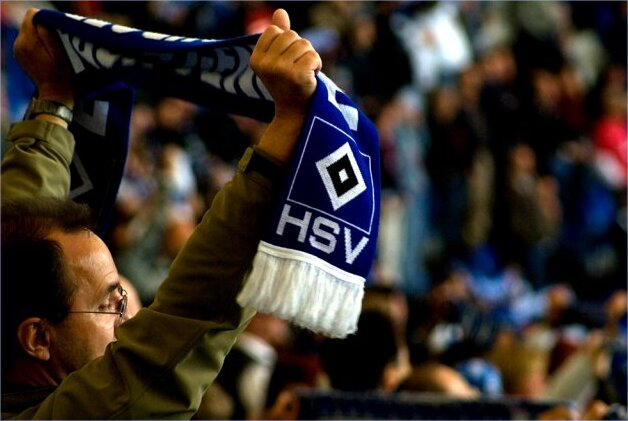
Die „Raute im Herzen“:
HSV-Fan im Volksparkstadion

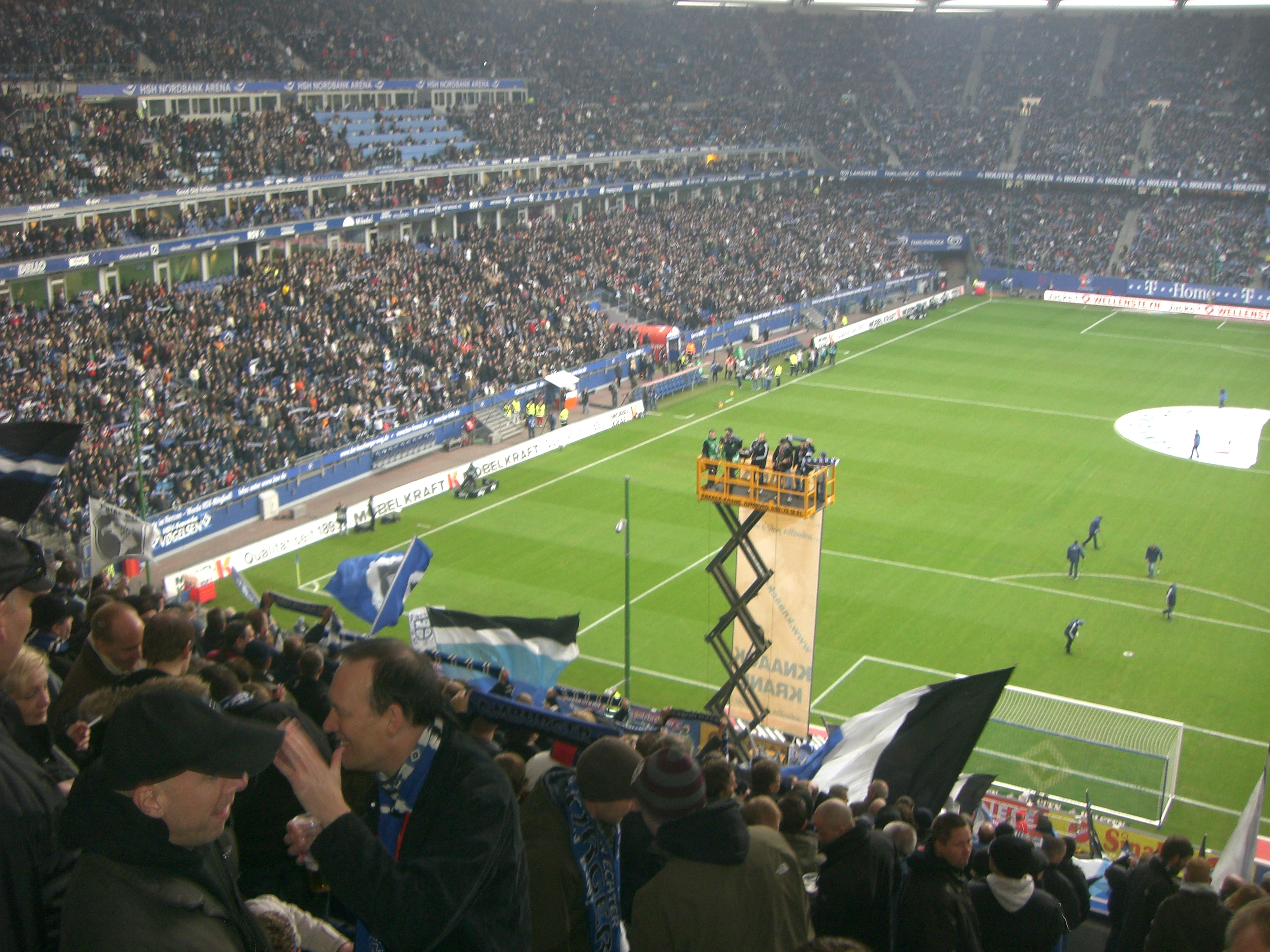
Nordtribüne, Stadionrund und Lotto King Karl mit Carsten Pape beim Absingen von „Hamburg, meine Perle“

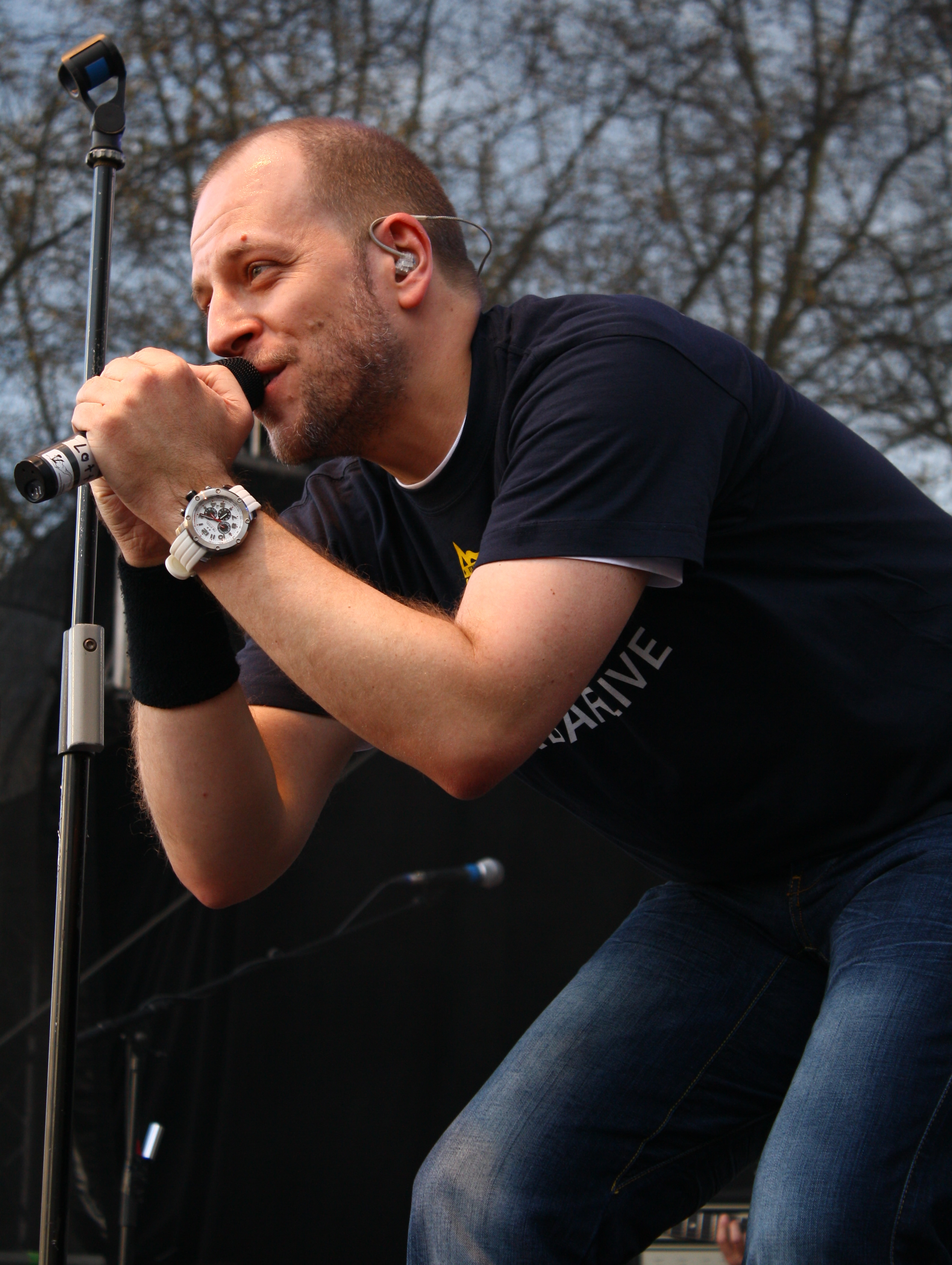
Lotto King Karl sang von 2005 bis 2019 „Hamburg, meine Perle“ live vor der Nordtribüne

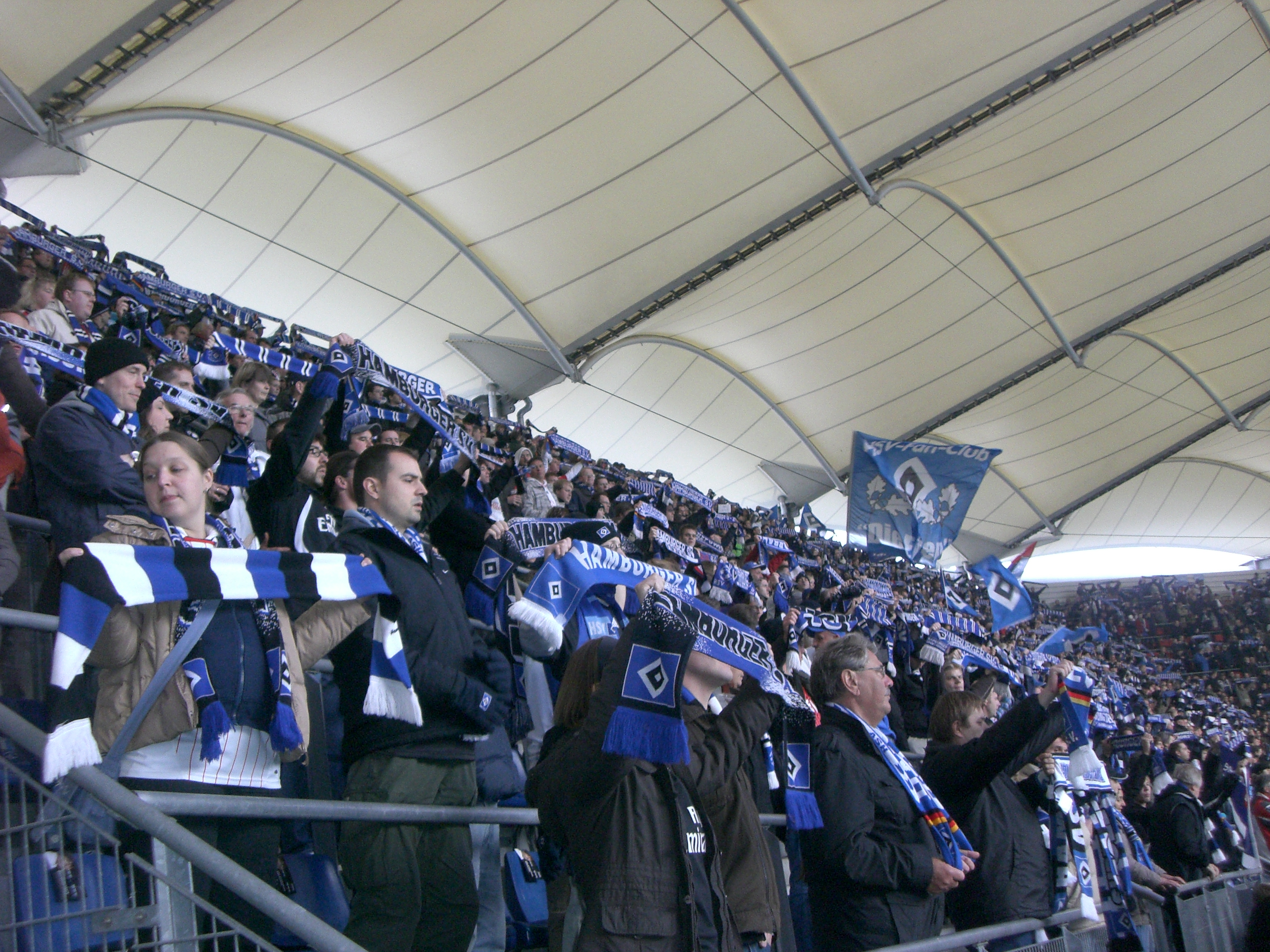
Fans auf der Nordtribüne

Das Volksparkstadion ist das fünftgrößte nur noch für Fußballspiele genutzte Stadion in Deutschland. Der Hamburger SV belegt seit der Eröffnung des Neubaus des Volksparkstadions ständig den vierten Rang bei den Zuschauerzahlen in der Bundesliga – mit der Ausnahme der Saison 2004/05, als Borussia Mönchengladbach diesen Platz einnahm und der HSV die fünftgrößte Zuschauerzahl verbuchte. Der Zuschauerschnitt lag dabei seit der Saison 2005/06 stets klar über 50.000.
Der Bereich des Stadions, in dem sich die organisierte Fanszene versammelt, war bis zum Umbau des Volksparkstadions zu einem reinen Fußballstadion die Westkurve, insbesondere Block E. Auf vielen Kutten älterer HSV-Fans finden sich bis heute entsprechende Aufnäher. Mit dem Umbau und der 90-Grad-Drehung des Spielfelds verlagerte sich auch der Stammbereich dieser Anhänger. Sie stehen und sitzen nunmehr auf der Nordtribüne, Gästefans werden gegenüber im Eckbereich zwischen Süd- und Westtribüne untergebracht. Für die HSV-Fans stehen auf dem Unterrang der Nordtribüne und im Block 22C Stehplätze bereit, lediglich bei internationalen Spielen werden diese in Sitzplätze umgewandelt. Die Nordtribüne ist oftmals Schauplatz für größere Choreografien der HSV-Fans. Auf der Nordtribüne oberhalb des Blocks 22A befand sich eine Uhr, die 2001 durch den Sponsoren Hamburgische Electricitäts-Werke zur Verfügung gestellt worden war. Bis zum Abstieg am 12. Mai 2018 zeigte sie als „Bundesliga-Uhr“ die Zugehörigkeit des HSV zur Bundesliga an, seit dem 13. Mai 2018 das Alter des Vereins seit dem 29. September 1887. Nach dem verpassten Wiederaufstieg in der Saison 2018/19 wurde die Uhr abmontiert.
Vor den Heimspielen der ersten Mannschaft des HSV wurde zwischen 2005 und 2019 regelmäßig die Hymne „Hamburg, meine Perle“ in der Fußball-Version „Hamburg, meine Fußballperle“ gespielt. Diesen Song sang der Hamburger Sänger (und HSV-Stadionsprecher) Lotto King Karl gemeinsam mit seinem langjährigen Freund, dem Hamburger Carsten Pape, Ex-Sänger von Clowns & Helden, live. Zu diesem Zweck fuhren „Lotto und Pape“ auf einer Hebebühne in mehrere Meter Höhe vor der Nordtribüne hinauf. Nach dem verpassten Wiederaufstieg in der Saison 2018/19 wurde die Hymne aus dem Stadionprogramm genommen, da es nicht mehr zur aktuellen Situation und zur Haltung des HSV passe.
Zu den Fans des HSV zählt der Schauspieler und Komiker Olli Dittrich. In dessen Fernsehserie Dittsche waren bereits mehrfach HSV-Spieler in Nebenrollen zu sehen, darunter Uwe Seeler. Bei einem weiteren Auftritt erschien Rafael van der Vaart in Begleitung seiner damaligen Frau Sylvie in jenem Eppendorfer Grillimbiss. Auch der DJ Felix Jaehn ist HSV-Fan.

### Fanclubs und Supporters Club
Der HSV hat in Deutschland und im Ausland mehr als 700 offiziell registrierte Fanclubs. Bedeutende sind unter anderem „Rautengeil Fallingbostel“, „Hermanns Treue Riege“, „Totale Offensive e. V.“ und die „Wilhelmsburger Jungs“. Bekannte Ultra-Gruppen des HSV waren „Poptown“ und „Chosen Few“. Heute gehören „Castaways Ultras“ und „Clique du Nord“ zu den führenden Gruppen. Die im April 1972 gegründet Anhänger-Vereinigung „Rothosen“ ist der älteste HSV-Fanclub. Er besteht mit etwa 40 Mitgliedern bis heute und gehörte in den 1980ern zu den bekannteren Fanclubs. Der Business-Fanclub des Hamburger SV wurde im Jahre 2006 vom HSV als offizieller Fanclub eingetragen. Dieser Fanclub wurde von Unternehmern gegründet und vereint sportliches mit geschäftlichem Interesse. Seit der Saison 2006/07 hat der Hamburger Sport-Verein mit „BLUE PRIDE“ einen Fanclub für schwule und bisexuelle Fans, welcher im Januar 2012 in den „Volksparkjunxx“ aufging. Wegen ihrer Aggressivität berüchtigt waren „Die Löwen“, aus deren Reihen heraus es am 16. Oktober 1982 zum Totschlag am Bremer Fan Adrian Maleika kam.
Als Reaktion auf diese Tat wurde das HSV-Fanprojekt gegründet, welches bis heute besteht und finanziell von der Deutschen Fußballliga und der Hamburger Behörde für Arbeit, Soziales, Familie und Integration unterstützt wird. Durch das Fanprojekt werden Reiseangebote zu Auswärtsspielen gemacht bzw. der Supporters Club bei dessen Angeboten unterstützt. Im Fanhaus finden zahlreiche Veranstaltungen, auch mit Unterstützung des HSV selbst, statt.
Dem 1993 gegründeten Supporters Club sind mittlerweile rund 90.000 Fans (Stand: 1. August 2024) beigetreten, die damit auch Mitglieder des HSV geworden sind. Zu den 36 Gründungsmitgliedern gehören neben dem ehemaligen Vorstandsmitglied für Mitgliederbelange, Oliver Scheel, die ehemaligen Aufsichtsratsmitglieder Henning Trolsen und Christian Reichert sowie der heutige Leiter des HSV-Museums, Dirk Mansen.
Als Reaktion auf die Ausgliederung wurde von enttäuschten Fans der „HFC Falke“ – nach Vorbild des FC United of Manchester – gegründet, der zur Saison 2015/16 den Spielbetrieb aufnahm und derzeit in der Hamburger Bezirksliga Nord antritt.

### Lieder und Gesänge

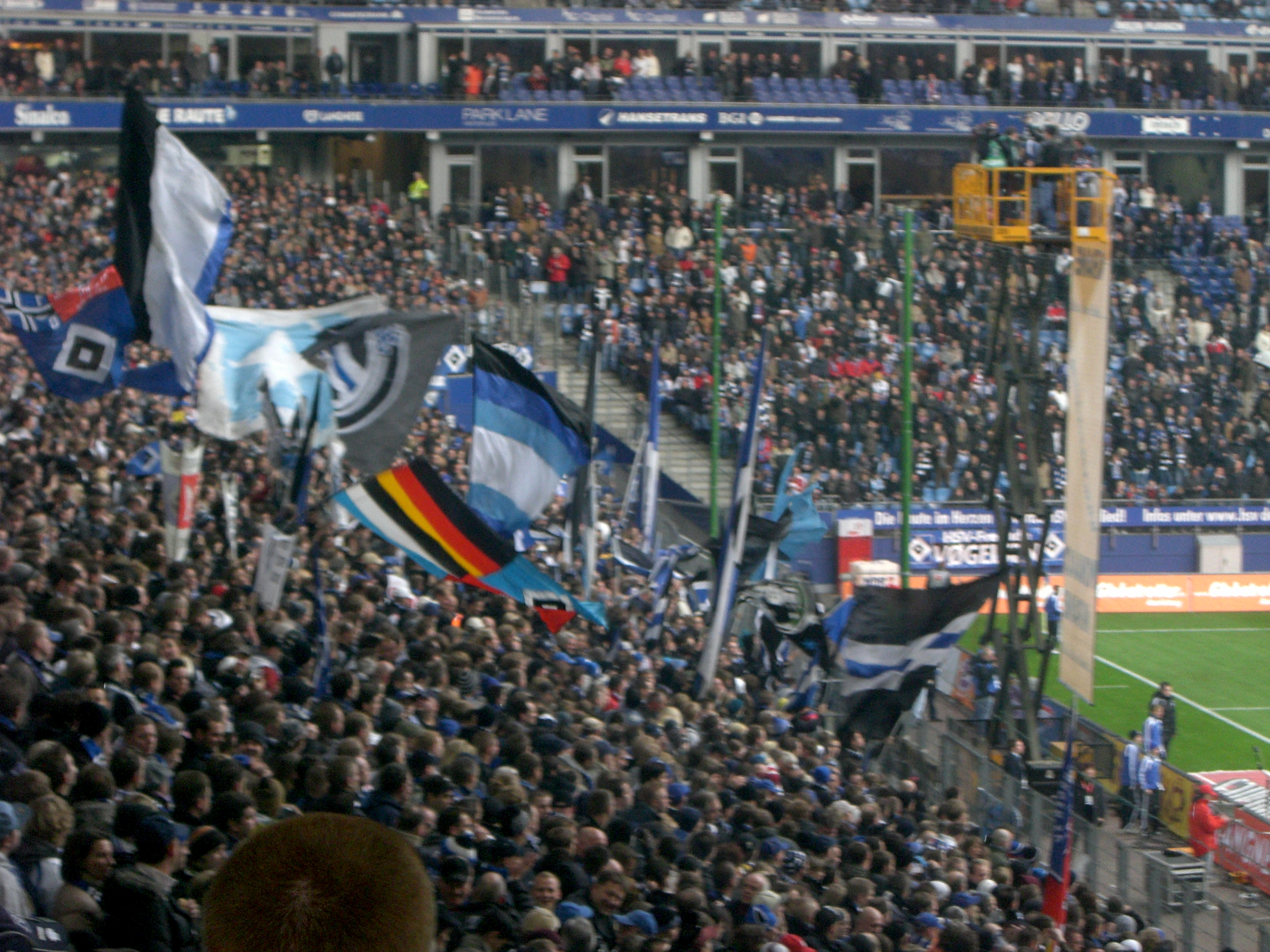
Lotto King Karl und Carsten Pape sangen bis Ende der Spielzeit 2018/19 bei jedem Heimspiel Hamburg, meine Perle auf einem Kran vor der Nordtribüne

Neben dem „Aufwärmsong“ Hamburg, meine (Fußball-)Perle von Lotto King Karl, dessen Aufführung vor der Nordtribüne lange ritualisiert war, gehörte bis zu ihrer Abschaffung im Oktober 2014 auch die Einlaufhymne zum festen Musikprogramm bei Heimspielen. Die Hymne HSV Forever wurde von David Hanselmann eingespielt.
Zu den Klassikern gehört Wer wird deutscher Meister? HSV! von Stefan Hallberg mit Text von Gunter Gabriel, das seit seinem Erscheinen im Meisterschaftsjahr 1979 aus dem Repertoire nicht mehr wegzudenken ist und bis heute auf der Nordtribüne angestimmt wird. Lotto King Karl hat neben seiner „inoffiziellen Vereinshymne“ weitere Songs herausgebracht, die sich mit seiner Leidenschaft für den HSV befassen, wie Unter der HSV-Bettwäsche. Die Band Abschlach! steht mit Liedern wie Hamburg Till I Die bei Vielen ebenfalls hoch im Kurs. Der Song Könige des Nordens – und hieraus insbesondere die Zeile „Wir sind alle Hamburger Jungs“ – gehört ebenfalls seit Jahren zum Repertoire der Fans. In den 1980er Jahren war Wir sind schlau, wir sind Fans vom HSV, gesungen auf die Melodie von My oh my von Slade, sehr beliebt. Zu den eingängigeren Schlachtrufen und Gesängen zählen „Super-Hamburg olé“ und vor allem „Nur der HSV!“.
Bei Unzufriedenheit mit der Leistung der Spieler wurde in der Vergangenheit oft der Schlachtruf „Außer Hermann könnt ihr alle gehen“ angestimmt, der sich auf den „Kult-Masseur“ Hermann Rieger und dessen langjährige Vereinstreue (1978–2005) bezieht.

### Fan-Freundschaften
Vor allem in den 1970er und 1980er Jahren pflegte der Hamburger SV einige Fanfreundschaften, die aber nicht von der ganzen Fanszene getragen wurden und teilweise auch nur „Zweckbündnisse“ waren. Die intensivste bildete sich 1976 mit Borussia Dortmund. Über ein Jahrzehnt holten sich die Fans gegenseitig vom Bahnhof ab und gaben sich „Geleitschutz“ bei Problemspielen. Um 1988 zerfiel diese Freundschaft zunehmend, Mitte bis Ende der 1990er Jahre war davon kaum noch was zu spüren. Gründe dafür waren unter anderem der Wandel der Fanszene beim HSV und BVB. Dennoch wird diese Fanfreundschaft auch noch heute, vor allem von älteren Fans, akzeptiert und von einigen auch noch gepflegt. Das älteste Bündnis bildete sich jedoch seit 1972 zwischen dem Fanclub Rothosen und dem Fanclub des 1. FC Nürnberg Seerose aus. Auch wenn heute noch vereinzelte Kontakte zwischen den Fanclubs bestehen, ging diese Freundschaft offiziell Anfang der 1980er Jahre, auf Grund der zunehmend intensiven Kontakte der Nürnbergern mit dem BVB-Erzrivalen FC Schalke 04 in die Brüche.
Aktuell besteht eine Fanfreundschaften vor allem zu den Fans von Arminia Bielefeld. Die Freundschaft zu Arminia Bielefeld besteht schon seit Ende der 1970er Jahre und wird von der ganzen Fanszene akzeptiert. Man teilt nicht nur die Farben „schwarz-weiß-blau, Arminia und der HSV“, sondern in den 1990er Jahren auch einige Spieler. Unter anderem wechselten Uli Stein, Thomas von Heesen, Thomas Stratos, Armin Eck und Jörg Bode Mitte der 1990er Jahre vom HSV zu Arminia Bielefeld. Bernd Wehmeyer begann seine Karriere bei Arminia Bielefeld und stieg später beim Hamburger SV zu einer Vereinslegende auf.
Ein Teil der Fan-Szene hielt lange Zeit gute Beziehungen zu den Fans von Hannover 96, der ebenfalls auf die Abkürzung „HSV“ (für Hannoverscher SV) hört. Bei den Begegnungen werden von den beiden Fankurven gemeinsame Wechselgesänge „HSV, HSV“ intoniert. In den vergangenen Jahren hat sich zudem etabliert, dass im jeweils „anderen“ Stadion auch die Vereinshymne des jeweiligen Gastes gespielt wird. Darüber hinaus bestehen noch Beziehungen vereinzelter Fanclubs und den Ultras zu Gruppierungen anderer Vereine, die aber nicht von der gesamten Fanszene getragen werden. Der Hamburger SV, Hannover 96 und Arminia Bielefeld bildeten die „Nordallianz“.
Auf internationaler Ebene bestehen seit 1976/77 gute Kontakte zu den Glasgow Rangers, was wiederum damit „korrespondiert“, dass die jeweiligen Lokalrivalen (FC St. Pauli und Celtic Glasgow) untereinander ebenfalls gute Verbindungen unterhalten. Seit 2021 besteht zwischen den „Gers“ und dem HSV sogar eine Vereinskooperation.
Außerdem besteht seitens der aktiven Fanszene eine jahrelange Freundschaft zu den Ultras vom FC Kopenhagen aus der dänischen Hauptstadt. Entstanden ist diese vor allem durch die Begegnung der beiden Vereine im UEFA-Pokal in der Saison 2005/06. Zu Beginn der 2. Halbzeit des Spiels des HSV gegen den FC Schalke 04 wurde der führenden Gruppe „Urban Crew“ vom FC Kopenhagen in Form einer Choreografie auf der Nordtribüne zum 20. Jubiläum gratuliert.
Ebenso besteht eine Fanfreundschaft zum VfB Lübeck. Ein Grund dafür ist sicherlich, dass viele HSV-Fans aus dem nahe gelegenen Lübecker Raum stammen und mit beiden Vereinen sympathisieren. Zudem trafen beide Vereine seit der Einführung der Bundesliga in keinem Pflichtspiel aufeinander und standen somit in keinem direkten Konkurrenzverhältnis. Seither trat der HSV nur noch zu Freundschaftsspielen gegen den VfB im Stadion an der Lohmühle an, die stets gut besucht waren, da die Lübecker Zuschauer die „Stars“ des HSV live zu Gesicht bekommen wollten. Aber auch der HSV trug bereits einige eigene Testspiele auf der Lohmühle aus – etwa im Juli 2010 gegen Juventus Turin oder im August 2014 gegen Lazio Rom. Im April 2013 trat der HSV auf der Lohmühle gegen den VfB zu einem „Retterspiel“ an, wodurch ein „Grundstein für die Rettung“ des VfB Lübeck gelegt wurde. Gemeinsam mit den VfB-Fans „teilt“ der HSV die Rivalität zu Holstein Kiel und zum FC St. Pauli.

### Fan-Rivalitäten

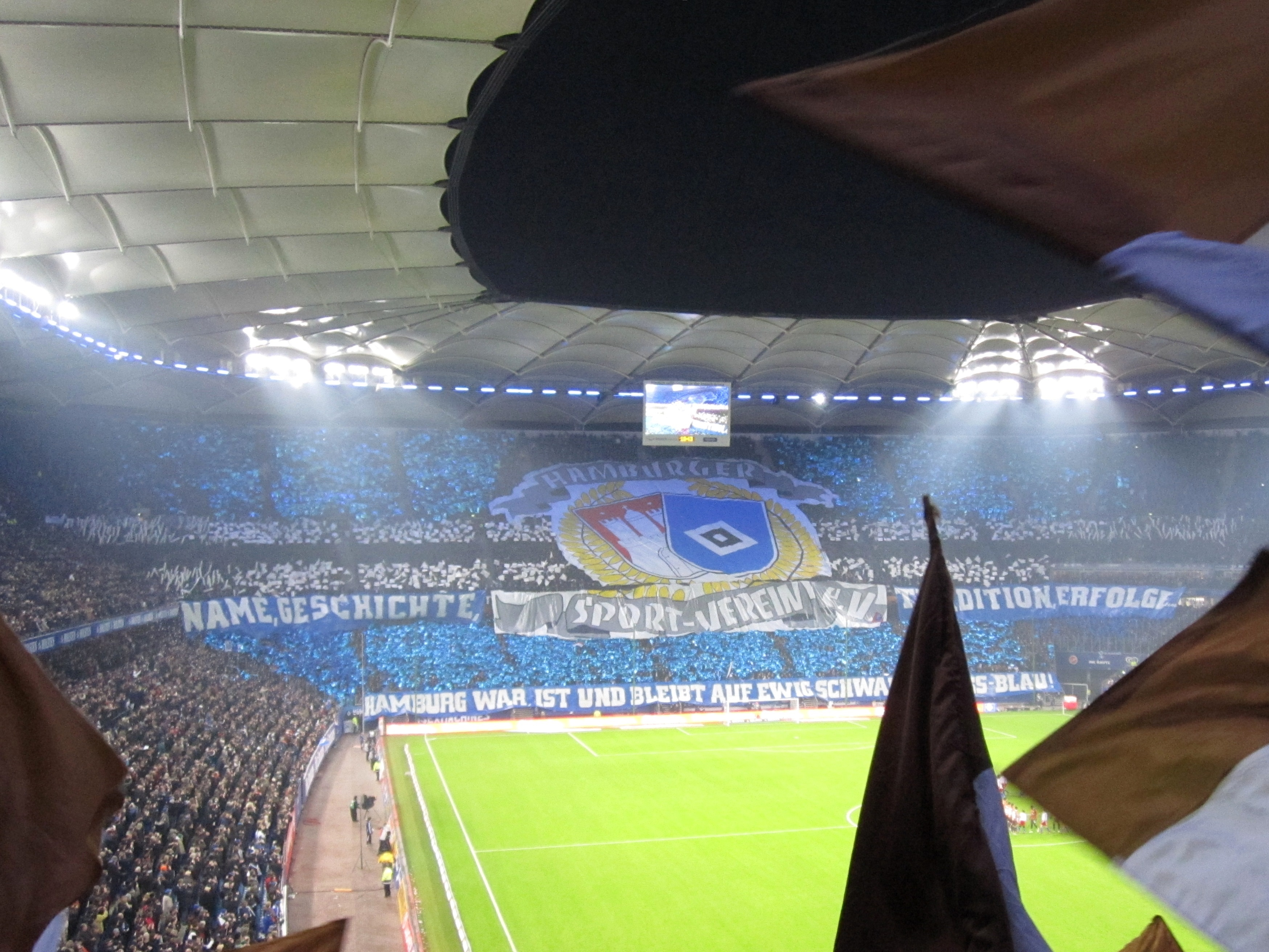
Name, Geschichte, Tradition, Erfolge. Hamburg war, ist und bleibt auf ewig Schwarz-Weiss-Blau – Choreo der HSV-Fans beim 99. Stadtderby (2011)

Traditionelle Rivalitäten pflegen die Fans des HSV mit denjenigen des FC St. Pauli, mit dem das Hamburger Stadtderby ausgetragen wird. Trotz der Fan-Rivalität wechselten gemäß dem Norddeutschen Rundfunk (2016) viele HSV-Fans bis in die 1990er zum Fanlager der St. Paulianer, aufgrund der nachlässigen Aufarbeitung rechter Gewalt bzw. fehlender Gegenmaßnahmen in den späten 1970er bis in die frühe 1980er zum Beispiel im eigenen Stadion(-Umfeld) und gegen rechtsradikale bzw. neofaschistische Hamburger Fan-Vereinigungen. Ebenfalls traditionsreich ist das Rivalität-Verhältnis zu Werder Bremen, mit dem der HSV das Nordderby austrägt. Dieses Spiel war jahrzehntelang dasjenige, das in der Bundesliga am häufigsten stattgefunden hat: Der HSV spielte 55 Jahre, von 1963 bis 2018, in der Liga, die Bremer „fehlten“ bis dahin lediglich eine Saison. Die Tatsache, dass hier die führenden Vereine aus den beiden größten deutschen Hansestädten und größten Städten Norddeutschlands gegeneinander spielen sowie die Einzugsbereiche der beiden Clubs aneinander angrenzen und sich oft auch überschneiden, trägt sicherlich ebenso zur Rivalität bei.
Auch wenn es aufgrund des Klassenunterschiedes zwischen 1963 und 2018 keine gegenseitige Rivalität gibt, ist ein Aufeinandertreffen mit Holstein Kiel brisant, zumal die Hamburger eine Fanfreundschaft mit dem VfB Lübeck, dem Erzrivalen der „Störche“, haben. Mit dem FC Bayern München trug der HSV bis zu seinem Abstieg aus der 1. Fußball-Bundesliga 2018 den Nord-Süd-Gipfel aus. Vor allem Ende der 1970er und Anfang der 1980er Jahre wurde die Begegnung auf sportlicher Augenhöhe ausgetragen. In den 2010er Jahren mehrten sich die deutlichen Niederlagen für den HSV, insbesondere bei Partien in München.

### Vereinsübergreifende Fan-Treffen des HSV
Abseits von den Fan-Freundschaften, die eigenständig aus der Fanszene entstanden sind, kooperierte in jüngerer Vergangenheit auch der HSV selbst erstmals mit einem anderen Verein, nämlich mit dem SV Sandhausen, um gemeinsame Fan-Treffen zu ermöglichen.
Diese finden seit Anfang 2019 in Form von Bootsfahrten statt, die vom vereinseigenen HSV Supporters Club und dem SV Sandhausen zu den jeweiligen Heimspielen angeboten werden, und zu denen jeweils die Fans beider Vereine eingeladen sind. Die erste dieser Bootsfahrten wurde in Hamburg als Hafenrundfahrt mit Freibier als Reaktion auf die freundliche Behandlung der HSV-Fans beim ersten Auswärtsspiel in Sandhausen im August 2018 veranstaltet. Insbesondere wurden die „Freiheiten rund ums Stadion, die gelassene Polizei und die kostenlosen Getränke-Gutscheine bei großer Hitze“ hervorgehoben. Beworben wurde die Hafenrundfahrt zunächst auf einem Plakat am Bahnhof St. Ilgen/Sandhausen, was eine Anspielung auf mehrere Plakate des SV Sandhausen im Hamburger Hauptbahnhof darstellte, auf denen anlässlich des ersten Auswärtsspiels eine Wegbeschreibung zum Hardtwaldstadion zu sehen war. In der darauffolgenden Saison revanchierte sich der SV Sandhausen mit einem Weihnachtsmarktbesuch und einer kostenlosen Fahrt über den Neckar für die Anhänger beider Vereine. Auch eine erneute Barkassenfahrt auf der Elbe wurde von Seiten des HSV für das Rückspiel im Jahr 2020 bereits angekündigt.

### Erlaubter Einsatz von Pyrotechnik
Beim Heimspiel gegen den Karlsruher SC am 8. Februar 2020 fand zum ersten Mal bei einem Spiel der beiden ersten Bundesligen ein erlaubter kontrollierter Einsatz von Pyrotechnik statt. Zehn Fans, begleitet von Ordnern und einem Pyrotechniker, durften zwischen Spielfeld und Nordtribüne je einen Rauchsimulator abbrennen. Von der Gewerkschaft der Polizei wurde dieser Versuch als „blauäugig und sehr riskant“ kritisiert. Während der HSV von positiven Bewertungen sprach, die man mit allen Beteiligten reflektieren wollte und dann die nächsten Schritte überlegen, hält der Soziologe und Fan-Forscher Gunter A. Pilz diesen Versuch „für eine Art Mogelpackung“. Nach seiner Auffassung waren die verwendeten Rauchsimulatoren nicht die „Variante, die Ultras unter Fankultur verstehen“.

### Maskottchen
Vorwiegend, um die jüngsten Fans frühzeitig an sich zu binden, wurde bereits in den 90er Jahren ein Maskottchen eingeführt. Ursprünglich war dies eine Hummel, aufgrund des Grußes „Hummel, Hummel – Mors, Mors“ (Hamburger Gruß). Die Hummel wurde von den Fans aber abgelehnt, so dass sie wieder verschwand.
Aus Marketinggründen entschied sich die Vereinsführung, ein neues Maskottchen einzuführen: einen Dinosaurier, da der Verein als „Dino“ der Bundesliga bezeichnet wird, was auf die ununterbrochene Zugehörigkeit zur Eliteklasse seit deren Einführung im Jahr 1963 bis zum inzwischen erfolgten ersten Abstieg 2018 zurückzuführen ist. Den Namen „Hermann“ erhielt das Maskottchen zu Ehren des Masseurs Hermann Rieger (1941–2014), der 26 Jahre für den HSV tätig war. Seine Trikotnummer 87 erhielt er nach dem Gründungsjahr des Vereins 1887. Im Zuge des Bundesligajubiläums zum 40-jährigen Bestehen wurde das Maskottchen im Rahmen des Spiels des HSV gegen den FC Bayern München am 24. August 2003 (4. Spieltag, 0:2) der Öffentlichkeit vorgestellt, wobei man es aus einem Ei schlüpfen ließ.

### Fan-Friedhof

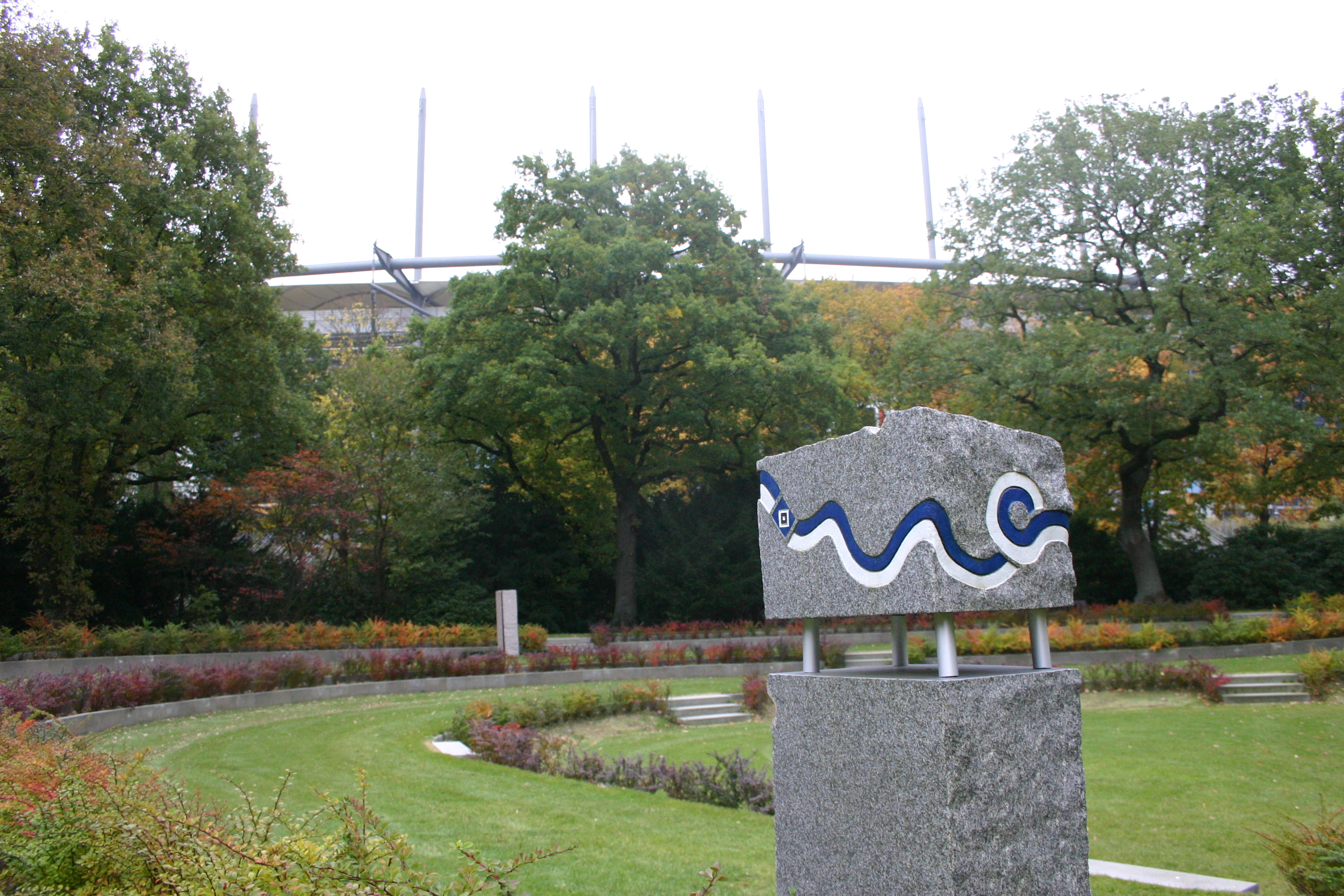
Grabstein auf dem HSV-Friedhof, im Hintergrund Pylonen des Stadiondaches

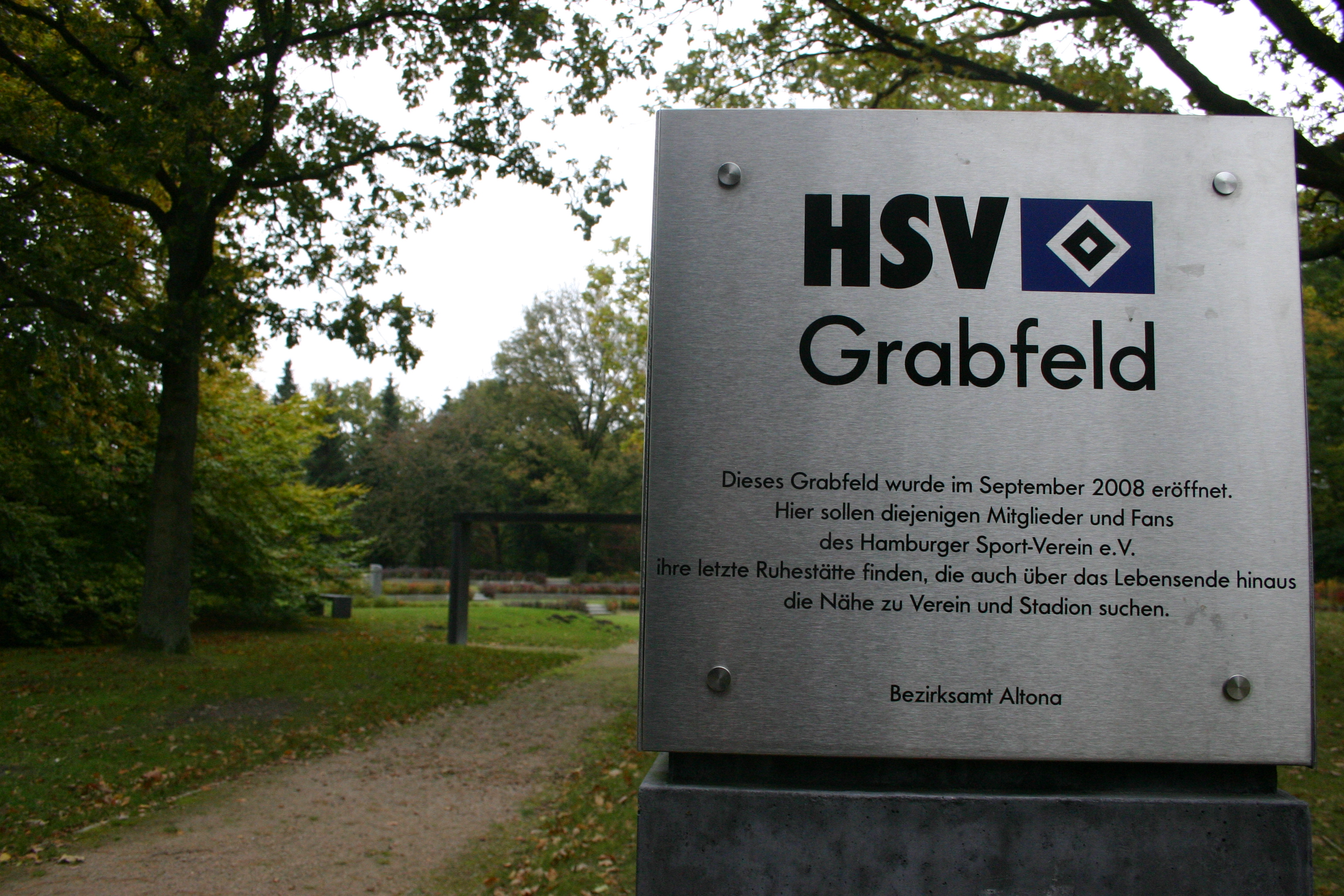
Hinweisschild auf das HSV-Grabfeld auf dem Hauptfriedhof Altona

Am 9. September 2008 hat der Hamburger Sport-Verein seinen eigenen Friedhof (Lage), der aus einem Grabfeld des Hauptfriedhofs Altona besteht, der Öffentlichkeit vorgestellt. Das Grabfeld befindet sich auf der Rückseite der Westtribüne an der gegenüberliegenden Seite des Hellgrundwegs, nur etwa 100 Meter vom Stadiongelände entfernt.
Die Anlage ist einem Stadion nachempfunden und kann durch einen Durchgang in den Ausmaßen eines Fußballtores betreten werden. Sie bietet Platz für 500 HSV-Anhänger, wird bisher jedoch wenig angenommen. Konkret sind weit über zehn Jahre nach der Eröffnung des Friedhofs noch keine zwanzig Gräber belegt. Der verwendete Rasen der Anlage ist direkt vom Spielfeld des Stadions auf dem Grabfeld angepflanzt, sodass das Grabfeld einen authentischen Ort für die letzte Ruhe in Verbindung mit dem Verein darstellt.
Mit dieser Anlage ist der Hamburger SV nach den Boca Juniors aus Buenos Aires/Argentinien weltweit der zweite Fußballverein, der eine Bestattung im Rahmen des Lieblingsvereins ermöglicht.

### Einzugsgebiet
Das traditionelle Einzugsgebiet des HSV beginnt an der dänischen Grenze in Schleswig-Holstein und umfasst sowohl Teile von Mecklenburg-Vorpommern als auch von Niedersachsen. Vor allen Dingen in den Landkreisen Cuxhaven und Rotenburg (Wümme) grenzen die Einzugsgebiete des HSV und des Erzrivalen SV Werder aneinander und überschneiden sich teilweise. Dabei wechseln sich die Mehrheiten von Ort zu Ort und die Fans beider Vereine leben teilweise nebeneinander. Als Hochburgen des Hamburger SV innerhalb Hamburgs gelten die Vierlanden, Volksdorf und Farmsen-Berne. HSV-Fans gibt es allerdings auch in anderen Teilen der Bundesrepublik und teilweise auch im Ausland.

## Abteilungen des Hamburger SV e. V.
Der HSV ist in erster Linie ein Breitensportverein. Derzeit existieren 33 Abteilungen. Im Folgenden werden einige von ihnen vorgestellt.

### Badminton
| Veranstaltung                         | Saison  | Disziplin    | Gold                                                                               |
| ------------------------------------- | ------- | ------------ | ---------------------------------------------------------------------------------- |
| Deutsche Einzelmeisterschaft U18      | 1972/73 | Dameneinzel  | Dagmar Schneider (H)                                                               |
| Deutsche Mannschaftsmeisterschaft U18 | 1974/75 | Mannschaft   | Hamburger SV                                                                       |
| Deutsche Einzelmeisterschaft U18      | 1975/76 | Damendoppel  | Heidi Kellner/Sabine Gantke (HSV)                                                  |
| Deutsche Einzelmeisterschaft U18      | 1983/84 | Damendoppel  | Angelika Krüger/Ingra Holtz (TSV 08 Hamburg/HSV)                                   |
| Veranstaltung                         | Saison  | Disziplin    | Silber                                                                             |
| Deutsche Mannschaftsmeisterschaft     | 1956/57 | Mannschaft   | Hamburger SV (M. Biune, P. Erpel, C. Schneider, C. Bhatlekar, J. Mundt, G. Zimpel) |
| Deutsche Einzelmeisterschaft U18      | 1972/73 | Damendoppel  | Heidi Kellner/Sabine Gantke (HSV)                                                  |
| Deutsche Einzelmeisterschaft U18      | 1973/74 | Damendoppel  | Heidi Kellner/Sabine Gantke (HSV)                                                  |
| Deutsche Einzelmeisterschaft U18      | 1979/80 | Mixed        | Klaus Buschbeck (SC Langenhorn)/Ingra Holtz (HSV)                                  |
| Veranstaltung                         | Saison  | Disziplin    | Bronze                                                                             |
| Deutsche Einzelmeisterschaft          | 1980/81 | Herrendoppel | G. Kattau/J. Schulz (HSV)                                                          |

Am 12. September 1955 wurde die Badminton-Abteilung gegründet und stand unter der Leitung von Harald von Thüsen. Bereits 1955/56 gewann der HSV die Hamburger Mannschafts-Meisterschaft und war fortan auf den Titel abonniert.
Am 18. Mai 1957 erreichte der HSV sogar das Endspiel der Deutschen Mannschafts-Meisterschaft, gab diese aber an den 1. DBC Bonn ab. Nach dem ersten internationalen Turnier war der Zulauf zur neuen Abteilung so groß, dass zeitweise ein Aufnahmestopp, der einen Höchststand von 200 Mitglieder abdeckte, verhängt werden musste. Auch die Junioren und Juniorinnen des HSV-Badminton gewannen eine Reihe Deutscher Meistertitel. 1966 stieg der HSV erneut in die Oberliga Nord auf, die damals höchste deutsche Spielklasse. 1975 wurde der HSV in Königswinter Deutscher Jugendmannschaftsmeister der U18. Zeitweise machte die Badminton-Abteilung durch spektakuläre Aktionen auf sich aufmerksam: Ein Spielmannszug wurde zwecks Werbung eingesetzt, zu einem bedeutenden Spiel flog man die Nachwuchsspielerinnen vom schulischen Auslandsaufenthalt ein und mit Firmen wie Victor-Sport, Feinkost-Kellner und Sieda Autovermietung konnte man Sponsoren für die Sportart begeistern. In den 1970er-Jahren gab es allerdings einen Rückgang der Mitgliederzahlen, vor allem der Jugendbereich betraf dieser Rückgang enorm, aber auch bei den Erwachsenen setzte er sich fort. So lagen die Mitgliederzahlen in den 1990er-Jahren bei nur noch 40 Mitglieder. Der Wiederaufbau der Abteilung in Zusammenarbeit mit Schulen gelang der Abteilung, sodass schnell wieder ein reger Betrieb auf den neun Feldern der Ochsenzoller Sporthalle zu verzeichnen war. Aktuell umfasst die Badminton-Abteilung im HSV 130 Mitglieder (Stand: April 2020).

### Baseball
Im Jahre 2004 verankerte sich die Baseball-Abteilung im Hamburger Sport-Verein e. V. unter dem Namen „HSV Hanseatics“. Die Spielstätte der Hanseatics war auf Grund von Platzmangel zunächst im schleswig-holsteinischen Itzehoe. Bereits zwei Jahre später suchten die damaligen Lokstedter Stealers, der Deutsche Meister von 2000, wegen finanzieller Sorgen einen neuen Großverein für ihre Abteilung und fanden diese im HSV. Danach kannte man die Baseballmannschaften des HSV nur noch unter dem Namen „HSV Stealers“ und sie wurden zum größten Baseballverein Norddeutschlands. Bald spielten die Stealers ihre Heimspiele in Mümmelmannsberg, wo gleichzeitig eine gute Zusammenarbeit mit der HSV-Cricketabteilung entstand. Nach einem holprigen Start in der Bezirksliga folgten in den nächsten Jahren einige Erfolge, die mit dem Aufstieg belohnt wurden. Auch die Softballmannschaft fing an zu wachsen und nahm 2014 erstmals am Pokalwettbewerb teil. Nach dem Zusammenschluss der Hanseatics und den Stealers verließen immer mehr Urgesteine die Mannschaft, bis kein ursprünglicher Hanseatic mehr dem HSV angehörte. Die Stealers gingen im Jahr 2014 zurück in die Eigenständigkeit. Seit dem startet der HSV wieder mit der Gründungsmannschaft, den HSV Hanseatics, im Spielbetrieb der Männer. Sowohl die Baseballer als auch die Softball-Damen, welche sich den HSV Wildcats anschlossen, gehören bis heute zum HSV.

### Basketball
Die Basketball-Abteilung des HSV gründete sich, zunächst als Teil der Rugby-Abteilung, zwischen 1951 und 1953, bis sie sich als eigenständige Abteilung aufstellte. Schon von Beginn an übernahmen die Damen die führende Rolle im HSV-Basketball. Daran hat sich bis heute nichts geändert. 1956 und 1958 wurden die Damen Vizemeister und im Jahre 1965 gewannen sie sogar die Nordmeisterschaft. Heute spielen die HSV-Basketballerinnen in der Oberliga. Die Herrenmannschaft des HSV-Basketball, die 1966/67 in der Oberliga Nord spielte, aber ohne Punktgewinn wieder abstieg, spielt mittlerweile in der Hamburger Oberliga.

### Beachsoccer
Seit 2016 gehört die Beachsoccer-Abteilung zum Hamburger Sport-Verein e. V. und bestreitet mit der ersten Mannschaft ihre Spiele in der German Beach Soccer League.

### Bowling
Die Bowling-Abteilung des HSV wurde 1967 gegründet. Anfang der 1980er-Jahre hatte die Abteilung ihre Blütezeit mit 64 Mitgliedern. Die HSV-Bowler nahmen bereits häufig an der Endrunde zur Deutschen Meisterschaft teil. Im Jahr 2010 schaffte Volker Jacobs das „perfekte Spiel“ und machte als erster HSVer in der Abteilungsgeschichte 300 Punkte mit 12 Strikes. Zurzeit hat die Abteilung 56 aktive Mitglieder (Stand: April 2020).

### Boxen
Bereits 1924 existierte eine Box-Abteilung im Hamburger Sport-Verein e. V., welcher aber keine lange Existenz vergönnt war. Am 1. Februar 2009 wurde dann der zweite Versuch gestartet, den Boxsport im HSV zu etablieren, mit Erfolg. Auf Initiative des HSV Supporters Club und einiger HSV-Mitarbeiter entsteht die Abteilung. In erster Linie trainieren die Damen und Herren in den unterschiedlichen Altersklassen, um ihre Fitness zu verbessern, teilweise kommt es aber auch zu Wettkämpfen. Als 100. Mitglied konnte die Abteilung den Ex-Profi-Fußballer Stefan Schnoor und im Jahre 2011 das 150. Mitglied, TV-Koch Steffen Henssler, begrüßen. Inzwischen hat die Abteilung 173 Mitgliedern (Stand: April 2020).

### Cricket
Die Cricket-Abteilung des Hamburger Sport-Verein e. V. wurde im Jahre 1999 gegründet, als die neue Sportarena neben dem HSV-Stadion im Volkspark gebaut werden sollte. Ein Cricket-Verein, der auf dem Areal der heutigen Sportarena gespielt hatte, suchte eine neue Heimat und fand diese im HSV. Bis 2005 blieben es jedoch überschaubare Ausmaße, bis der Hansa Cricket Club mit seinen Sportlern seinen Übertritt in den HSV vollzog. Seit der Hansa Cricket Club im Jahr 2005 zum HSV wechselte, ist die HSV Cricket-Abteilung im Norden das Maß der Dinge und auch bundesweit feierte sie bereits große Erfolge wie zum Beispiel 2010 bei der Deutschen Meisterschaft im Indoor Cricket. 2006 und 2008 wurde der HSV Deutscher Vizemeister auf dem Feld.

### Darts
Im Jahre 2006 wurde die Abteilung Dart im Hamburger Sport-Verein e. V. ins Leben gerufen. Vormals waren die Darter als Dartsport-Vereinigung Alster Hamburg e. V. bekannt und wurden beim HSV vorstellig, um für ihren Sport eine bessere Plattform zu erlangen. Zurzeit umfasst die Abteilung 122 Mitglieder und meldet insgesamt fünf Teams. Die höchste Spielklasse, in welcher der HSV im Dart antritt, ist die Verbandsliga. Zu den Glanzzeiten des Darts im HSV war die Abteilung in Deutschlands höchster Spielklasse, der Bundesliga, aktiv. Noch vor der Neupositionierung gehörten die Darter zu den Gründungsmitgliedern der Bundesliga im Jahre 2003.

### Disc Golf
Die Disc-Golf-Abteilung ist, mit der Gründung im Jahr 2016, die jüngste Abteilung des Universalsportvereins HSV. Im Januar 2018 eröffnete im Volkspark die neue Disc Golf-Anlage des HSV. Die Anlage, die im Parkteil Bornmoor liegt und 18 Bahnen umfasst, ist die neue Trainings- und Spielstätte der Disc Golf-Abteilung des HSV und gleichzeitig auch für die Öffentlichkeit frei zugänglich und nutzbar.

### Eishockey
Die Eishockeyabteilung des Hamburger SV wurde 1968 gegründet. Aktuell nimmt die erste Herrenmannschaft am Spielbetrieb der viertklassigen Regionalliga Nord teil, während die zweite Mannschaft in der fünftklassigen Verbandsliga Nord und die dritte Mannschaft in der sechstklassigen Landesliga Nord antreten. Die Frauenmannschaft bildet mit dem EHC Timmendorfer Strand 06 die Spielgemeinschaft SG HSV/Timmendorf, die in der drittklassigen 1. Damenliga Nord spielt.

### E-Sport
Der Hamburger SV steigt in den professionellen E-Sport ein, seit Oktober 2018 wird das Angebot im Bereich virtuellen Fußball ausgebaut. Zunächst beschränken sich die Aktivitäten ausschließlich auf die Fußballsimulation FIFA. Der langjährige strategische Vermarktungspartner Sportfive sowie Agentur eSportsReputation leisten dabei Unterstützung.
In den Anfängen wurde der HSV durch die Profis Quinten van der Most und Jannik Berg sowie dem Talent Niklas Heisen an der Konsole vertreten. 2021 besteht das eSports-Team des HSV mit Niklas Heisen, Leon Krasniqi, Jeffrey Aninkorah, Cina Hosseindjani, Daniel Dwelk, Steffen Pöppe und Tarik Filali aus insgesamt sieben Spielern. Vereinsintern wird das Team von E-Sports-Projektkoordinator Roberto Cepeda und eSports-Coach Nicolas Eleftheriadis betreut. Seit Februar 2019 ist die Hamburger Porsche-Niederlassung Sponsor-Partner der E-Sport-Abteilung, 2020 ist die Deutsche Telekom als Exklusivpartner hinzugekommen.
Seit November 2019 gibt es mit der „eZwoten“ zudem eine eSports-Nachwuchsmannschaft im Hamburger Sport-Verein e. V., welche aus acht Spielern besteht, die in Zweierteams an der neugegründeten eFootball-Liga des Hamburger Fußball-Verband e. V. teilnehmen.

### Eis- und Rollsport
Im Juli 2015 wurde der Hamburger Eislauf Verein in den Hamburger SV aufgenommen und ergänzte den Verein mit den Disziplinen Eisschnelllauf, Eiskunstlauf, Rollkunstlauf und Eisstocksport.

### Eltern-Kind-Turnen
Seit 2014 bietet der HSV Kindern im Alter von ein bis vier Jahren die Möglichkeit, mit einer vertrauten Person spielerisch die ersten motorischen und sozialen Erfahrungen zu sammeln.

### Fußball
Der e. V. betreibt im Fußball neben der HSV Fußball AG diverse Mannschaften im Herren-, Frauen- und Jugendbereich.

#### Herren
Im Herrenbereich betreibt der e. V. in der Saison 2025/26 drei Mannschaften. Die höchste Herrenmannschaft des e. V. spielt in der sechstklassigen Landesliga Hamburg und wird hinter den beiden Mannschaften der HSV Fußball AG als Hamburger SV III bzw. dritte Mannschaft bezeichnet. Die Zählung der weiteren Mannschaft folgt entsprechend. Spielort ist die Paul-Hauenschild-Anlage in Norderstedt. Die dritte Mannschaft erlangte in der Saison 2014/15 Bekanntheit, da die Ultra-Gruppierung Chosen Few bis zu ihrer Auflösung im Mai 2015 das Team nach der Ausgliederung der Profis in die HSV Fußball AG unterstützte.
Zur Fußballabteilung gehören ebenso die Alten Herren (Ü32) und der Bereich Futsal. Die gesamte Fußballabteilung zählt derzeit über 900 aktive Mitglieder (Stand: April 2020).
| Mannschaft | Liga (Ebene)                 |
| ---------- | ---------------------------- |
| III        | Landesliga (VI)              |
| IV         | Bezirksliga West (VII)       |
| V          | Kreisklasse – Staffel 8 (IX) |

#### Frauen
Seit 1971 existiert im Hamburger SV eine Frauenfußballabteilung. Sie umfasst aktuell drei Frauen- und vier Mädchenmannschaften. Spielstätte ist die Paul-Hauenschild-Anlage in Norderstedt.
Die erste Mannschaft spielte seit dem Aufstieg im Jahre 2003 in der Bundesliga. Zuvor gab die Mannschaft in den Spielzeiten 1997/98 und 2001/02 einjährige Gastspiele in der Bundesliga. Größter Erfolg war der Einzug in das DFB-Pokalfinale 2002, welches gegen den 1. FFC Frankfurt mit 0:5 verloren ging. Dreimal standen die HSV-Frauen im Endspiel des DFB-Hallenpokals, gingen aber jedes Mal als Verlierer vom Platz. Die zweite Mannschaft spielte in der 2. Bundesliga Nord. In der Saison 2006/07 wurde die Mannschaft Vizemeister.
Der HSV stellte mit Antonia Schmale, Tanja Vreden, Britta Carlson, Sarah Günther und Kim Kulig fünf Nationalspielerinnen. Sarah Günther gewann mit der Nationalmannschaft 2004 die olympische Bronzemedaille und wurde ein Jahr später Europameisterin. Kim Kulig wurde 2009 Europameisterin und im Jahre 2010 U20 Weltmeisterin.
Aufgrund finanzieller Schwierigkeiten beschloss der Vorstand des Hamburger SV am 21. Mai 2012, die Frauenmannschaft für die Saison 2012/13 aus der Fußballbundesliga zurückzuziehen. Sportlich gesehen hatten die HSV-Frauen mit dem neunten Rang unter zwölf Mannschaften in der Bundesligasaison 2011/12 die Klasse gehalten. Ebenso entschied sich der Verein, keine Bewerbung mehr für die zweite Liga abzugeben. Anschließend spielten die Frauen in der drittklassigen Regionalliga Nord und stiegen in der Saison 2015/16 in die viertklassige Verbandsliga Hamburg ab.
In der Saison 2018/2019 gelang der 1. Frauenmannschaft des HSV mit 20 Siegen aus 20 Spielen der souveräne Wiederaufstieg in die Regionalliga Nord. In der Saison 2022/23 belegte die Mannschaft dort den 1. Platz und stieg in die 2. Frauen-Bundesliga auf. Nach zwei Jahren in der 2. Bundesliga stieg der HSV in der Saison 2024/25 in die Bundesliga auf.

### Futsal
In der von der FIFA offiziell anerkannten Variante des Hallenfußballs tritt das Team der Futsal-Sparte des Hamburger SV unter dem Namen HSV-Futsal (zuvor HSV-Panthers) an. Sie ging aus dem Beitritt der Hamburg Panthers zum Hamburger SV hervor.
Das Team ist Gründungsmitglied der Futsal-Bundesliga des deutschen Fußball-Bundes. Bisher konnte das Team viermal die Deutsche Futsal-Meisterschaft gewinnen und ist somit deutscher Rekordmeister. Auch international waren die HSV-Panthers in der UEFA Futsal-Champions League viermal vertreten, 2015 konnte man sich als erstes deutsches Team zur Elite-Runde qualifizieren. Mit Michael Meyer, Onur Saglam, Dennis Oztürk, Sid Ziskin, Nico Zankl, und Ian-Prescott Claus spielen sechs deutsche Futsal-Nationalspieler in den Reihen des Hamburger SV. Im Sommer 2023 folgte die Umbenennung in HSV-Futsal.

### Gesundheitssport
Der Gesundheitssport im HSV umfasst Reha-Maßnahmen, wie Lungensport, Herzsport und Orthopädiesport und besteht aus mehr als 120 Mitgliedern (Stand: April 2020).

### Golf
Die Golf-Abteilung des HSV wurde im April 2005 gegründet. Die Abteilung umfasst (Stand: April 2020) knapp 1.300 Mitglieder und ist somit die größte Abteilung im Hamburger Sport-Verein e. V. Als 150. Mitglied wurde am 18. Mai 2007 der damalige Torhüter der Fußball-Bundesligamannschaft, Frank Rost, aufgenommen. Die Golf-Abteilung kooperiert mit 17 verschiedenen Golfplätzen u. a. in Hamburg-Moorfleet, Siek, Quickborn und Pinneberg (2).

### Handball
Die Handballherren des HSV gehörten ab den 1960er-Jahren sowohl in der Halle als auch auf dem damals noch populären Großfeld zur deutschen Elite. Im Feldhandball machten die HSV-Handballer erstmals mit dem Aufstieg in die Oberliga Nord 1951 überregional auf sich aufmerksam, während die Damen des HSV damals in der Stadtliga spielten. Es folgte für die Männer die Qualifikation für die Endrunde um die deutsche Feldhandball-Meisterschaft 1963, wo sie erst im Viertelfinale scheiterten, ebenso wie bei den Endrundenturnieren 1964 und 1965. Die Herrenmannschaft beteiligte sich zweimal am Internationalen Handball-Pfinstturnier um den Grenzlandpokal in Lörrach und wurde 1963 Turniersieger mit einem 11:4 Endspielsieg über Union Edelweiß Linz. Der größte Erfolg gelang im Meisterschaftsturnier 1966, als der HSV auch erstmals als Norddeutscher Meister für die Endrunde qualifiziert war. Die Hamburger schalteten im Viertelfinale den Südwestdeutschen Meister TV Hochdorf aus und besiegten anschließend auch überraschend deutlich den Westdeutschen Meister VfL Gummersbach, Titelträger der Hallenmeisterschaft 1966. Lediglich der TV Oppum war im Finale zu stark; der HSV wurde deutscher Vizemeister. Damit gehörten die Handballer auch zu den Gründungsmitgliedern der 1967 eingeführten Feldhandball-Bundesliga. In der Nordstaffel belegten sie 1967 Platz 2, 1968 Platz 3 und 1969 erneut Platz 2. Nach dem dritten Jahr war jedoch im Feldhandball Schluss. Der HSV zog sich aus der Liga zurück, die 1973 aufgelöst wurde.
Stattdessen konzentrierte sich der HSV auf die 1966 eingeführte zweigleisige Hallenbundesliga, da Handball in der Halle zunehmend populärer geworden war, während das Großfeld an Attraktivität verloren hatte. Erste Erfolge hatten die Handballer in der Halle schon zuvor gehabt: Bei der Endrunde zur deutschen Meisterschaft 1962 war erstmals die Qualifikation für das Turnier gelungen, und verstärkt durch den überragenden Hamburger Angriffsspieler der 1950er Jahre, Otto Maychrzak, musste sich der HSV erst im Halbfinale dem damaligen Rekordmeister Frisch Auf Göppingen in der Verlängerung geschlagen geben und wurde schließlich Vierter. Zwei Jahre später in der Endrunde 1964 gewann der HSV das Spiel um Platz drei. Auch in der Halle war der HSV Gründungsmitglied der neuen Bundesliga, der er bis 1976 angehörte. In der Bundesliga-Saison 1969/70 gelang dem HSV dabei der Einzug in die Finalspiele um die deutsche Meisterschaft. Doch im Halbfinale schied der HSV mit zwei knappen Niederlagen (13:14, 13:15) gegen Frisch Auf Göppingen aus. Im folgenden Jahr verpasste der HSV knapp den Sprung in die Finalrunde. Danach rutschte der Verein von Saison zu Saison im Endklassement tiefer, bis nach der Spielzeit 1975/76 der Bundesligaabstieg feststand. Mitte der 1990er Jahre spielte der Klub in einer Spielgemeinschaft mit dem TVB in der Regionalliga Nord.
Die Handballabteilung des Hamburger SV besteht trotz der Gründung des Bundesligisten HSV Hamburg weiter. Letzterer hatte jedoch 2002 einen Kooperationsvertrag mit dem HSV geschlossen, um die Raute als Logo verwenden zu dürfen. Nach dem Aufstieg der Handballmänner in die viertklassige Oberliga Hamburg 2007 weiteten der Hamburger SV und der HSV Hamburg die Kooperation jedoch aus und gründeten mit der SG HSV Handball eine Spielgemeinschaft.
Zur Saison 2008/09 wurde die Spielgemeinschaft auf die Jugendmannschaften des Hamburger SV ausgeweitet. Nach der Saison 2015/16 wurde die Kooperation beendet und das Logo des Hamburger SV aus dem Logo des HSV Hamburg entfernt. Die Handball-Abteilung im HSV e. V. wird inzwischen durch die Spielgemeinschaft HSV/Hamm 02 Handball repräsentiert. Die ersten Herren spielen in der Landesliga und die 1. Damen sind in der Hamburg-Liga aktiv.

### Hockey
Die im Jahre 1919 gegründete Hockey-Abteilung des HSV ist eine der ältesten Abteilungen des Hamburger Sport-Vereins. Sie bietet das Training sowohl für den Jugend- als auch für den Erwachsenenbereich an und organisiert regelmäßig Hockeycamps. Hallenhockey wird in der vereinseigenen Halle an der Ulzburger Straße in Norderstedt gespielt, Feldhockey seit 2001 auf einem Kunstrasenplatz an gleicher Stelle.

### Jederfrau/-mann
In der 1988 gegründeten Abteilung geht es rein um Bewegung. Es werden verschiedene Übungen wie Rückengymnastik, Stretching, Freizeitsport, Übungen mit Wellness-Bändern und Ballspiele wie z. B. Basketball angeboten.

### Leichtathletik
| Name | Jahr | Titel                      | Disziplin                           |
| --- | ---- | -------------------------- | ----------------------------------- |
| Franz Duhne | 1898 | Deutscher Meister          | Einzel – 1500 m                     |
| Franz Duhne | 1899 | Deutscher Meister          | Einzel – 1500 m                     |
| Hermann Friese | 1902 | Deutscher Meister          | Einzel – 1500 m                     |
| Artur Reinhardt | 1917 | Deutscher Meister          | Einzel – 100 m                      |
| Artur Reinhardt | 1917 | Deutscher Meister          | Einzel – 200 m                      |
| Wilhelm Kruse | 1922 | Deutscher Meister          | Einzel – 500 m                      |
| Wilhelm Boltze | 1928 | Deutscher Meister          | Einzel – 5000 m                     |
| Schaefer, Benecke, Abraham, von Eberstein | 1930 | Deutscher Meister          | Staffel – 4 × 400 m                 |
| Schein, Henne, Benecke, von Eberstein | 1931 | Deutscher Meister          | Staffel – 4 × 400 m                 |
| Schein, Steigerthal, Benecke, Plötz | 1933 | Deutscher Meister          | Staffel – 4 × 400 m                 |
| Egon Schein | 1934 | Deutscher Meister          | Einzel – 200 m                      |
| Egon Schein | 1934 | Europameister              | Staffel – 4 × 100 m                 |
| Schein, Scheele, Steigerthal, Plötz | 1934 | Deutscher Meister          | Staffel – 4 × 400 m                 |
| Hans Scheele | 1934 | Europameister              | Staffel – 4 × 400 m                 |
| Hans Scheele | 1934 | Europameister              | Einzel – 400 m Hürden               |
| Margarethe Kuhlmann-Trenkner | 1934 | Deutsche Juniorenmeisterin | Staffel – 4 × 100 m                 |
| Hans Scheele | 1935 | Deutscher Meister          | Einzel – 400 m Hürden               |
| Egon Schein | 1936 | Deutscher Meister          | Einzel – 200 m                      |
| Hans Scheele | 1936 | Deutscher Meister          | Einzel – 400 m Hürden               |
| Berberich, Kröger, König | 1939 | Deutscher Meister          | Staffel – 3 × 1000 m                |
| Loch, Köhsen, Kröger, Kuhlmann-Trenkner | 1940 | Deutscher Meister          | Staffel – 4 × 100 m                 |
| Schreiber, Homburg, Behrend, Rath | 1942 | Deutscher Meister          | Staffel – 4 × 400 m                 |
| Homburg, Sonntag, Steigerthal, Rath | 1943 | Deutscher Meister          | Staffel – 4 × 400 m                 |
| Giesen, Hieke, Pieper, Edel | 1946 | Deutscher Meister          | Staffel – 4 × 400 m                 |
| Werdier, E. Siefert, G. Siefert, Schmuck | 1946 | Deutscher Meister          | Staffel – 4 × 100 m                 |
| Kurt Edel | 1946 | Deutscher Meister          | Einzel – 400 m                      |
| Wawrczyn, Hieke, Behrend, Burnitz | 1947 | Deutscher Meister          | Staffel – 4 × 400 m                 |
| Hans Hieke | 1947 | Deutscher Meister          | Einzel – 400 m                      |
| Metelmann, Geertz, Langehans, Schaper, Ohmann, Tietz, Schulz, Kruse, Kalitzki, Papke, Harder, Hasenpusch, Drebold, Voelkel                                       | 1948 | Deutscher Jugendmeister    | Mannschaft                          |
| Lipphardt, Hieke, Behrend, Burnitz | 1949 | Deutscher Meister          | Staffel – 4 × 400 m                 |
| Karl-Heinz Prehn | 1951 | Deutscher Juniorenmeister  | Einzel – Gehen 10 km                |
| Willi Nanse | 1951 | Deutscher Juniorenmeister  | Einzel – 400 m                      |
| Claus Biethan | 1952 | Deutscher Juniorenmeister  | Einzel – Gehen 3000 m               |
| Griem, Prehn, Feucht | 1952 | Deutscher Meister          | Mannschaft – Gehen 10 km            |
| Claus Biethan | 1954 | Deutscher Meister          | Einzel – Gehen 10 km                |
| Claus Biethan | 1955 | Deutscher Meister          | Einzel – Gehen 20 km                |
| Claus Biethan | 1956 | Deutscher Meister          | Einzel – Gehen 50 km                |
| Claus Biethan | 1957 | Deutscher Meister          | Einzel – Gehen 50 km                |
| Bartels, Biethan, Griem | 1957 | Deutscher Meister          | Mannschaft – Gehen 50 km            |
| Hans-Joachim Blatt | 1957 | Deutscher Juniorenmeister  | Einzel – 1500 m                     |
| Gerd Hillermann | 1958 | Deutscher Jugendmeister    | Einzel – Diskuswurf                 |
| Maaß, Böhme | 1958 | Deutsche Juniorenmeister   | Staffel – 3 × 1000 m                |
| Claus Bartels | 1959 | Deutscher Meister          | Einzel – Gehen 50 km                |
| Claus Biethan | 1959 | Deutscher Meister          | Einzel – Gehen 50 km                |
| Claus Bartels | 1959 | Deutscher Meister          | Mannschaft – Gehen 20 km            |
| Hollatz, Wagner, Tasche, Schilling, Hoffmann, Tuhnecke, Freutel, Lemm, v. Boddien, L. Weyer, Bock, Schülzke, Manhardt, Stern, Rese, Schöl, Andersen              | 1959 | Deutscher Jugendmeister    | Mannschaft                          |
| Kalitzki, Hoffmann, Lemm, von Boddien, Bock | 1959 | Deutscher Jugendmeister    | Mannschaft – Fünfkampf              |
| Sewekow, Maaß, Böhme | 1959 | Deutscher Juniorenmeister  | Staffel – 3 × 1000 m                |
| Jutta Stöck | 1959 | Deutscher Jugendmeister    | Einzel – Weitsprung                 |
| Gerdau, Müller | 1959 | Deutscher Meister          | Mannschaft – Gehen 20 km            |
| Gerd Hillermann | 1959 | Deutscher Jugendmeister    | Einzel – Diskuswurf                 |
| Gerd Hillermann | 1959 | Deutscher Meister          | Mannschaft – Fünfkampf              |
| Flomm, Blatt, Profé | 1959 | Deutscher Meister          | Staffel – 3 × 1000 m (Halle)        |
| Salomon, Bock, Stelzner | 1959 | Deutscher Meister          | Mannschaft – Fünfkampf              |
| Hermann Salomon | 1959 | Deutscher Meister          | Einzelwertung – Fünfkampf           |
| Hermann Salomon | 1960 | Deutscher Meister          | Fünfkampf                           |
| Manfred Bock | 1960 | Deutscher Juniorenmeister  | Fünfkampf                           |
| Ros, Fittkau, Hollatz, Kehne, Resühr, Peters, Gabers, Harder, Thiele, Weyer, Schülke, Schöter, Saul, Stern, Rese, Schöl, Sewekow, Schultz                        | 1960 | Deutscher Jugendmeister    | Mannschaft                          |
| Fittkau, Kehne, Hollatz, Weyer, Schöl | 1960 | Deutscher Jugendmeister    | Mannschaft – Fünfkampf              |
| Salomon, Thymm, Stelzner, Tauer, M. Bock, R. Bock | 1960 | Deutsche/r Meister/in      | Mannschaft – Fünfkampf              |
| Prehn, Paetow, Böhme | 1960 | Deutscher Meister          | Mannschaft – Waldlauf Langstrecke   |
| Hermann Salomon | 1960 | Deutscher Meister          | Speerwurf                           |
| Flomm, Blatt, Böhme | 1960 | Deutscher Meister          | Staffel – 3 × 300 m (Halle)         |
| Dieter Kehne | 1960 | Deutscher Jugendmeister    | Weitsprung                          |
| Hans-Joachim Blatt | 1961 | Deutscher Meister          | Einzel – 1500 m (Einzel)            |
| Willhelm-Rüdiger Böhme | 1961 | Deutscher Meister          | Einzel – 3000 m (Halle)             |
| Willhelm-Rüdiger Böhme | 1961 | Deutscher Meister          | Einzel – 3000 m Hindernis           |
| Willhelm-Rüdiger Böhme | 1961 | Deutscher Meister          | Einzel – 3800 m Waldlauf            |
| "Gloy, Winkler, Oppermann, Klatzer, Kraul, Piepmeyer, Wöhlbrandt, Riekmann, König, Norden, Schmidt, Dünnebeil, Hüttenrauch, Köhne, v. Allwörden, Trenkner        | 1961 | Deutsche Jugendmeisterin   | Mannschaft                          |
| Stelzner, Beyer, Bock | 1961 | Deutscher Meister          | Mannschaft – Fünfkampf              |
| Bernd Lichters | 1961 | Deutscher Meister          | Mannschaft – 10 km Gehen            |
| Hempel, Dähn | 1961 | Deutscher Juniorenmeister  | Mannschaft – 10 km Gehen            |
| Blatt, Prehn, Böhme | 1961 | Deutscher Meister          | Mannschaft – Waldlauf Mittelstrecke |
| Wolfgang Klein | 1961 | Deutscher Meister          | Weitsprung                          |
| Draeger, Kreikenbohm, Gloy, Martiensen, Raschker, Wierz, Schultz, Gülck, Heyme, Krauel, Rehder, Rudolph, Wolfsegger, Neumann, Wöhlbrandt, Brodmeier, Norden      | 1962 | Deutsche Jugendmeisterin   | Mannschaft                          |
| Dünnebeil, Hüttenrauch, Köhne" | 1962 | Deutsche Jugendmeisterin   | Mannschaft                          |
| Stutzer, Blatt, Böhmer | 1962 | Deutscher Meister          | Mannschaft – Waldlauf Mittelstrecke |
| Schwerdtfeger, Oppermann, Glindemeyer, Plambeck | 1962 | Deutsche Juniorenmeisterin | Staffel – 4 × 100 m                 |
| Gudrun Lenze | 1963 | Deutsche Meisterin         | Einzel – 100 m                      |
| Dietmar Klose | 1963 | Deutscher Juniorenmeister  | Einzel – Dreisprung                 |
| Palmié, Hanke Paetow, Glindmeyer, Kapolke, Lenze, Tesch, Thymm, Kirsten, Stöck, Wöhlbrandt, Koch, Garski, Tauer, Bordmaier, Hüttenrauch, v. Allwörden, Dührkopp  | 1963 | Deutsche Meisterin         | Mannschaft                          |
| Dietmar Kehne | 1963 | Deutscher Juniorenmeister  | Weitsprung                          |
| Wolfgang Klein | 1963 | Deutscher Meister          | Weitsprung                          |
| Wolfgang Klein | 1963 | Deutscher Meister          | Weitsprung (Halle)                  |
| Paetow, Henning, Schneider, Hüttenrauch | 1964 | Deutsche Meisterin         | Staffel – 4 × 1 Runde (Halle)       |
| Gudrun Lenze | 1964 | Deutsche Meisterin         | Einzel – 50 m (Halle)               |
| Wolf-Jochen Schulte-Hillen | 1965 | Deutscher Juniorenmeister  | Einzel – 1500 m                     |
| Karin Schneider | 1965 | Deutsche Juniorenmeisterin | Einzel – 200 m                      |
| Gudrun Gülck | 1965 | Deutsche Juniorenmeisterin | Einzel – 50 m Hürden                |
| Lange, Rothärmel, Schulte-Hillen | 1965 | Deutscher Meister          | Staffel – 3 × 1000 m (Halle)        |
| Jenzsch, Schneider, Hüttenrauch | 1965 | Deutsche Juniorenmeisterin | Staffel – 4 × 100 m                 |
| Helga Henning | 1966 | Deutsche Meisterin         | Einzel – 400 m                      |
| Helga Henning | 1966 | Deutsche Meisterin         | Einzel – 400 m (Halle)              |
| Hofer, Plamié, Breul-Pahl, Raschker, Lehmkuhl, paetow, Gülck, Kapolke, Pommerenke, Heyme, Henning, Kirsten, Reimer, Stöck, Schneider, Koch, König, Kunow, Garber | 1966 | Deutsche Meisterin         | Mannschaft                          |
| Schneider, Grimm | 1966 | Deutsche Juniorenmeisterin | Mannschaft Waldlauf                 |
| Jenzsch, Schneider | 1966 | Deutsche Juniorenmeisterin | Staffel – 4 × 100 m                 |
| Paetow, Henning, Schneider, Stöck | 1966 | Deutsche Meisterin         | Staffel – 4 × 100 m                 |
| Helga Henning | 1967 | Deutsche Meisterin         | Einzel – 400 m (Halle)              |
| Epler, Danger, Wengler | 1969 | Deutsche Juniorenmeister   | Staffel – 3 × 1000 m                |
| Lars Brechtel | 1981 | Deutscher Juniorenmeister  | Einzel – 800 m                      |
| Achim Lamps | 1983 | Deutscher Juniorenmeister  | Einzel – 200 m                      |
| Detlef Schwarz | 1984 | Deutscher Juniorenmeister  | Einzel – Crosslauf Langstrecke      |
| Schwarz, Haury | 1984 | Deutscher Juniorenmeister  | Mannschaft – Crosslauf              |
| Götz Verdieck | 1984 | Deutscher Meister          | Mannschaft – Crosslauf              |
| Andreas Fischer | 1985 | Deutscher Jugendmeister    | Einzel – 3000 m (Halle)             |
| Andreas Fischer | 1987 | Junioren-Europameister     | Einzel – 3000 m Hindernis           |
| Andreas Fischer | 1988 | Deutscher Meister          | Einzel – 3000 m Hindernis           |
| Fischer, Meyer, Brechtel, Plätzer | 1989 | Deutscher Meister          | Staffel – 4 × 1500 m                |
| Detlef Schwarz | 1990 | Deutscher Meister          | Mannschaft – Crosslauf              |
| Fischer, Meyer, Wagner, Rohrer | 1994 | Deutscher Meister          | Staffel – 4 × 1500 m                |
| Henning Mohr | 2007 | Deutscher Jugendmeister    | Einzel – 200 m                      |
| Henning Mohr | 2007 | Junioren-Europameister     | Staffel – 4 × 100 m                 |
| Nadja Käther | 2010 | Deutsche Juniorenmeisterin | Einzel – Weitsprung                 |
| Mario Kral | 2011 | Deutscher Juniorenmeister  | Einzel – Weitsprung                 |
| Sebastian Bayer | 2011 | Deutscher Meister          | Einzel – Weitsprung                 |
| Sebastian Bayer | 2011 | Deutscher Meister          | Einzel – Weitsprung (Halle)         |
| Sebastian Bayer | 2011 | Europameister              | Einzel – Weitsprung (Halle)         |
| Sebastian Bayer | 2012 | Europameister              | Einzel – Weitsprung (Halle)         |
| Sebastian Bayer | 2012 | Deutscher Meister          | Einzel – Weitsprung (Halle)         |
| Sebastian Bayer | 2012 | Deutscher Meister          | Einzel – Weitsprung                 |

Die Leichtathletik-Abteilung hat 1928 mit Willi Boltze über 5000 Meter und Richard Krebs, der Silber mit der 4-mal-400-Meter-Staffel gewann, die ersten Olympiateilnehmer gestellt. 1936 in Berlin waren mit Egon Schein über 200 Meter und Hans Scheele über 400 Meter Hürden zwei HSVer dabei, die beide bei den ersten Europameisterschaften zwei Jahre zuvor mit der Staffel Europameister geworden waren, Scheele war allerdings 1934 noch nicht beim HSV. In den 1960er-Jahren gewannen mit der Sprinterin Jutta Stöck und dem Zehnkämpfer Manfred Bock weitere Leichtathleten des Hamburger Sportverein EM-Medaillen.
Die meisten Länderkampfeinsätze hatten in den 1950er-Jahren der Geher Claus Biethan, von 1959 bis 1962 der Hindernisläufer Wolf-Rüdiger Böhme und ab 1961 der Weitspringer und spätere HSV-Präsident Wolfgang Klein, die alle mehr als zehnmal im Nationaltrikot starteten. Bei den Frauen kam die Weitspringerin Christa Striezel auf neun Länderkampfeinsätze in der Erwachsenenklasse.
Für die Olympischen Spiele 2012 qualifizierte sich der Weitspringer und Europameister Sebastian Bayer, der von 2011 bis zu seinem Karriereende im Jahr 2018 das Trikot des HSV trug. Im Finale landete er auf dem fünften Platz.
Die HSV-Leichtathletikabteilung ist mit 1.212 Mitgliedern (Stand: April 2020) die zweitgrößte Abteilung des Universalsportvereins und hat mit Lucas Ansah-Peprah, Bennet Vinken zwei Athleten im DLV-Perspektivkader, welche auch beide die Deutsche Meisterschaft gewinnen konnten. Zudem knackte Lucas Ansah-Peprah 2020 den Hamburger Hallenrekord über 200 Meter. Ansah-Peprah und Owen Ansah nahmen 2021 an den Olympischen Sommerspielen in Tokio teil.

### Reitsport
Der Zweck der Abteilung HSV-Reitsport, die seit 2013 im Verein ist, ist die Förderung des Pferdesports und aller damit verbundenen körperlichen Ertüchtigungen. In diesem Zusammenhang werden auch die Förderung der Ausbildung von Pferd und Reiter und die artgerechte Pferdehaltung sowie die Förderung des Tier- und Naturschutzes und der Landschaftspflege berücksichtigt. Insbesondere durch die Ermöglichung und Förderung sportlicher Übungen und Leistungen im Breiten-, Trainings- und Wettkampfsport für Kinder, Jugendliche und Erwachsene soll dies verwirklicht werden.

### Rollstuhlsport
| Name                                                                                   | Jahr | Titel                         | Disziplin               |
| -------------------------------------------------------------------------------------- | ---- | ----------------------------- | ----------------------- |
| Beate Schippmann                                                                       | 2008 | Deutsche Meisterin            | Tischtennis             |
| Beate Schippmann                                                                       | 2009 | Deutsche Meisterin            | Tischtennis             |
| Seyrl, Möller, von Berg, van Haaren, Kahl, Ludewigt, Dassau                            | 2009 | Deutsche/r Juniorenmeister/in | Mannschaft – Basketball |
| Maya Lindholm                                                                          | 2009 | Europameisterin               | Mannschaft – Basketball |
| Simone Kues                                                                            | 2009 | Europameisterin               | Mannschaft – Basketball |
| Vincent Ide                                                                            | 2009 | Deutscher Juniorenmeister     | Mannschaft – Basketball |
| Seyrl, Weberling, Büsig, Kirste, van Haaren, Köper, Lindholm, Seifert, Kues            | 2009 | Deutscher Juniorenmeister     | Mannschaft – Basketball |
| Seyrl, Möller, von Berg, Lindholm, Altmann                                             | 2010 | Deutsche/r Juniorenmeister/in | Mannschaft – Basketball |
| Dorothee Vieth                                                                         | 2011 | Weltmeisterin                 | Handbiken               |
| Edina Müller                                                                           | 2011 | Europameisterin               | Mannschaft – Basketball |
| Maya Lindholm                                                                          | 2011 | Europameisterin               | Mannschaft – Basketball |
| Nadine Bahr                                                                            | 2011 | Europameisterin               | Mannschaft – Basketball |
| Edina Müller                                                                           | 2012 | Paralympicsiegerin            | Mannschaft – Basketball |
| Maya Lindholm                                                                          | 2012 | Paralympicsiegerin            | Mannschaft – Basketball |
| van Haaren, Köper, Lindholm, Adermann, Bahr, Bode, Gerwinat, Kean, Kues, Müller, Vogel | 2013 | Deutsche Meisterin            | Mannschaft – Basketball |
| van Haaren, Zeyen, Lindholm, Schünemann, Schleicher, Bode, Mund, Seifert, Kues, Müller | 2014 | Deutsche Meisterin            | Mannschaft – Basketball |
| Annika Zeyen                                                                           | 2015 | Europameisterin               | Mannschaft – Basketball |
| Maya Lindholm                                                                          | 2015 | Europameisterin               | Mannschaft – Basketball |
| Gesche Schünemann                                                                      | 2015 | Europameisterin               | Mannschaft – Basketball |
| Dorothee Vieth                                                                         | 2016 | Paralympicsiegerin            | Handbiken               |

Die Abteilung Rollstuhlsport wurde 2008 im Verein gegründet, als der Rollstuhl-Sportclub Hamburg von 1975 e. V. in den HSV eingegliedert wurde. Betrieben werden ausschließlich Rollstuhlbasketball und Wheelsoccer. Dorothee Vieth wurde 2011 Weltmeisterin im Straßenrennen (Handbikesport) und holte 2016 Gold bei den Paralympics in Rio de Janeiro.
BG Baskets:
Seit 2012 spielen die HSV-Rollstuhlbasketballer erfolgreich in der Bundesliga. Seit der Saison 2013/2014 spielt die Mannschaft unter dem Teamnamen BG Baskets Hamburg für den HSV. Ihre Heimspiele bestreitet die erste Mannschaft in der edel-optics.de-Arena in Hamburg-Wilhelmsburg, die im Winter 2014 bundesligatauglich fertiggestellt wurde und gleichzeitig die Halle der Hamburg Towers ist. Der aktuelle Trainer der BG Baskets Hamburg ist der Iraner Alireza Ahmadi. Mit Mareike Miller, Anne Patzwald und Maya Lindholm hat das HSV-Team drei deutsche Nationalspielerinnen, die bei den Paralympischen Sommerspielen in Tokio an den Start gehen.

### Rugby
| Jahr      | Liga                          | Position |
| 2006–2007 | Rugby-Regionalliga Nord (III) | 8.       |
| 2007–2008 | Rugby-Verbandsliga Nord (IV)  | 5.       |
| 2008–2009 | Rugby-Verbandsliga Nord       | 7.       |
| 2009–2010 | Rugby-Verbandsliga Nord       | 4.       |

Die Rugby-Abteilung des Hamburger SV wurde am 16. Oktober 1925 durch Leichtathleten des Vereins und von außerhalb kommenden Rugby-Spielern gegründet. In den Jahren 1938 und 1978 konnte die Hamburger Meisterschaft gewonnen werden, 1978 und 1991 der Niedersachsen-Pokal. Der Aufstieg in die Bundesliga gelang 1978, dort verblieb die Mannschaft bis 1979.
Nach der anfänglichen Euphorie nahm der Zuspruch zu dieser Sportart stetig ab, wodurch zunächst der Ligabetrieb und 1990 sogar der Trainingsbetrieb eingestellt wurde. Im Jahre 2006 wurde die Rugby-Abteilung von einigen Sportlern wieder aktiviert und versuchte sich erneut im Ligabetrieb. Nach anfänglichen Schwierigkeiten ging es stetig wieder bergauf. Bis zur Saison 2022/23 spielte die Rugby-Mannschaft des HSV in der Verbandsliga Nord, welche im Ligabetrieb des Deutschen Rugby Verbandes die vierte Liga ist. Aktuell besteht nur Trainingsbetrieb, da die Mannschaft, aufgrund geringer Mitgliedszahlen, neu aufgebaut werden muss.

### Schwimmen
Bereits 1925 gründete sich eine Jugend-Schwimm-Abteilung, doch erst im Juli 1962 wurde eine Schwimmabteilung für alle eingerichtet, zudem nahm der HSV die Mitglieder des SV Stern von 1889 auf, da dieser sich auflöste. In den 1960er-Jahren hatte die Abteilung eine Größe von ca. 60 Mitgliedern und wurde 1968 Hamburger Mannschaftsmeister. Ende der 1970er-Jahre waren es schon über 220 Aktive. Diverse Norddeutsche und Hamburger Meisterschaften wurden errungen. In den 1980er-Jahren schwamm die HSV-Mannschaft die Deutschen Mannschaftsmeisterschaften in der 2. Bundesliga. Von 1990 bis 2004 hatte die Abteilung eine eigene Schwimmschule im Turmweg. Seit dem Jahr 2005 gehört die HSV-Schwimmabteilung der SG-West Hamburg an. Die fünf Vereine ATSV, ETV, HTB, NTSV und HSV haben sich hier zur Optimierung ihres Sportangebotes zusammengeschlossen. Damit konnte vor allem den Leistungsschwimmern ein gutes Angebot für Wettkämpfe und Training angeboten werden.

### Skat
Am 1. März 2008 wurde die Skat-Abteilung von neun Mitgliedern im HSV gegründet. Seitdem gehören sie auch dem Deutschen Skatverband an. Bereits 1993 wurden alle zwei bis drei Monate Skatturniere beim HSV-Fanprojekt veranstaltet. Im Juni 2012 war der HSV mit zwei Mannschaften in der Bezirksliga West vertreten. Im Jubiläumsjahr des HSV schaffte die erste Mannschaft den Aufstieg in die Verbandsliga.

### Sport für Kinder
1947 wurde die Abteilung Sport für Kinder, damals noch unter dem Namen Kinderturnen, aus der Leichtathletik-Abteilung des HSV von dem Ehepaar Gertraud und Harry Diekhoff gegründet. Neben dem normalen Angebot werden auch Veranstaltungen wie das Fest der 1.000 Zwerge angeboten und es bestehen zudem mehrere Kooperationen mit Schulen.

### Tanzsport Hamburg
Im Jahr 1965 trat der Club zur Uhlenhorst dem Hamburger SV bei und stellt nunmehr seit über 40 Jahren die für den Tanzsport Hamburg zuständige Amateurabteilung des HSV dar. Die jetzige Tanzsportabteilung Hamburg des HSV blickt auf eine lange Tradition zurück. Der Club wurde schon im Jahr 1933 in einer Hamburger-Tanzschule gegründet und erhielt im Jahr 1946 seinen Namen. Die Umbenennung zu Tanzsport Hamburg kam durch die 2006 neu hinzugekommene Abteilung Tanzsport Norderstedt.

### Tanzsport Norderstedt
Den Ursprung dieser Abteilung findet man beim TuS Alstertal der in den 1980er-Jahren fast 1.000 Mitglieder verzeichnete und sogar Weltmeister stellte. Nach dem Jahr 2000 war ein Rückgang für den Verein zu verzeichnen. Nach einer kurzen Selbstständigkeit der Abteilung als Tanzsportcenter Elbe, kam es zum Eintritt der Abteilung in den Hamburger SV. Neben Gesellschaftstanz und Line Dance wird auch der leistungsbezogene Turniertanz angeboten.

### Tennis
Die Tennisabteilung des Hamburger Sport-Verein e. V. beruft sich auf das Gründungsdatum 26. Juni 1971. Allerdings liest man in den HSV-Vereinsnachrichten von 1928 bereits von einer Gründung am 15. März 1928. Gespielt wurde damals auf den Plätzen des Eisenbahn-Vereins vor dem Dammtor, dem heutigen Gelände des Club an der Alster im Hamburger Stadtteil Rotherbaum. Die heutige Tennisabteilung findet ihre Heimat auf dem HSV-Gelände in Norderstedt. Dort stehen den Sportlern sieben Rotgrand-Freiluftplätze und drei weitere Courts in der Tennishalle zur Verfügung. Die Damen 30 und Herren 50 bestreiten ihre Wettkämpfe in der Regionalliga Nord und Ost.
Im Jahr 1896 gewann der Hamburger Friedrich Traun die Olympischen Spiele in Athen im Doppel mit dem Iren John Pius Boland.

### Tischfußball
Mit der Gründung der Tischfußball-Abteilung am 1. August 2013 stieg der HSV in den Tischfußballsport ein. Ziel ist es, sowohl für den Breitensport als auch für den Elitesport eine Plattform darzustellen, die optimale Bedingungen liefert, den Sport erfolgreich zu betreiben. Die Mannschaften der Tischfußball-Abteilung sind in verschiedenen Landesverbänden und Ligen vertreten.

### Tischtennis
Die Tischtennisabteilung des Hamburger SV besteht seit dem Jahr 1927 und ist im Stadtteil Eppendorf beheimatet. Ihre erfolgreichste Zeit erlebte die Abteilung in den 1930er- und 1940er-Jahren. Die erste Männermannschaft wurde 1937 und 1938 deutscher Meister. Außerdem wurden Paul und Heinz Benthien sowie Erich Deisler im Herreneinzel deutscher Meister und Ulla Paulsen wurde 1957 im Damendoppel deutsche Meisterin. Heute spielt die erste Herren-Mannschaft in der 2. Landesliga.

### Triathlon
Die Abteilung Triathlon im Hamburger SV wurde 2010 gegründet. Einige Sportler starten ausschließlich bei Sprintdistanzen, andere in der Langdistanz (Ironman), aber jeder mit seinen individuellen selbst gesteckten Zielen. Im Sommer trainieren die Triathleten ihre Disziplinen im Freien und ziehen im Winter dann in Hallen und Fitnessstudios um.

### Volleyball / Beachvolleyball
| Mannschaft                            | Jahr | Titel               | Sportart        |
| ------------------------------------- | ---- | ------------------- | --------------- |
| 1. Männer                             | 1974 | Pokalsieger         | Volleyball      |
| 1. Männer                             | 1976 | Deutscher Meister   | Volleyball      |
| 1. Männer                             | 1977 | Deutscher Meister   | Volleyball      |
| 1. Männer                             | 1977 | Pokalsieger         | Volleyball      |
| 1. Männer                             | 1983 | Pokalsieger         | Volleyball      |
| 1. Männer                             | 1985 | Deutscher Meister   | Volleyball      |
| 1. Männer                             | 1985 | Pokalsieger         | Volleyball      |
| 1. Männer                             | 1986 | Deutscher Meister   | Volleyball      |
| 1. Männer                             | 1987 | Deutscher Meister   | Volleyball      |
| 1. Männer                             | 1988 | Deutscher Meister   | Volleyball      |
| 1. Männer                             | 1989 | Pokalsieger         | Volleyball      |
| Jana Köhler & Julia Sude              | 2010 | Deutsche Meisterin  | Beachvolleyball |
| Christine Aulenbrock & Cinja Tillmann | 2010 | U20 Europameisterin | Beachvolleyball |
| Kira Walkenhorst & Laura Ludwig       | 2013 | Deutsche Meisterin  | Beachvolleyball |
| Kira Walkenhorst & Laura Ludwig       | 2015 | Deutsche Meisterin  | Beachvolleyball |
| Kira Walkenhorst & Laura Ludwig       | 2015 | Europameisterin     | Beachvolleyball |
| Kira Walkenhorst & Laura Ludwig       | 2016 | Deutsche Meisterin  | Beachvolleyball |
| Kira Walkenhorst & Laura Ludwig       | 2016 | Europameisterin     | Beachvolleyball |
| Kira Walkenhorst & Laura Ludwig       | 2016 | Olympiasiegerin     | Beachvolleyball |
| Nadja Glenzke & Julia Großner         | 2017 | Europameisterin     | Beachvolleyball |
| Kira Walkenhorst & Laura Ludwig       | 2017 | Weltmeisterin       | Beachvolleyball |
| Victoria Bieneck & Isabel Schneider   | 2018 | Deutsche Meisterin  | Beachvolleyball |

Der Volleyball-Spielbetrieb begann 1962, als die Mannschaften des VBV Uni Hamburg zum HSV übertraten. Abteilungsleiter und Trainer Alexander Mühle hatte damals eine Frauen-, eine Männer- und eine Juniorenmannschaft im Spielbetrieb. Bereits 1960 bis 1967 wurden die Frauen Hamburger Meister. Als 1974 die Volleyball-Bundesliga gegründet wurde, war der HSV sowohl mit den Frauen als auch den Männern vertreten. Die Volleyballmänner des HSV gehörten immer zu den deutschen Spitzenmannschaften. Sie wurden sechsmal Deutscher Meister (1976, 1977, 1985, 1986, 1987 und 1988) und holten fünfmal den DVV-Pokal (1974, 1977, 1983, 1985 und 1989). Bekannte Nationalspieler waren Tonda Mozr, Klaus Meetz, Klaus Wegner, Thomas Broscheit, Klaus-Peter Weinhold, Frank Mackerodt, Christian Voß, Jörg Brügge, Hauke Braack, Leif Andersson, Waldemar Lesner, Michael Dornheim und Dirk Oldenburg. Auch die Volleyballfrauen (mit den Nationalspielerinnen Regine Bracht und Angela Liebelt) spielten in den 1970er und 1980er Jahren in der Bundesliga.
Bis 1991 spielten die Teams ununterbrochen in der höchsten Liga, bis der HSV sich dazu entschied, sich aus dem bezahlten Volleyball zurückzuziehen. Die Volleyballer wurden zunächst im März in den Hamburger LSV ausgegliedert und machten sich im November nach dessen finanzieller Pleite eigenständig als 1. VC Hamburg, bei dem die Männer 1992 nochmals deutscher Pokalsieger wurden. 1994 schlossen sich die Männer aus finanziellen Gründen dem 1. SC Norderstedt an. Die Zweitliga-Frauen wechselten zum TV Fischbek.
Einige Volleyballer waren dem HSV als Mitglieder treu geblieben. Die Seniorensportler unter ihnen bildeten bis Mitte 2010 die eigenständige Abteilung Volleyball Männer. Anfangs nahmen sie auch noch an Turnieren teil, später gab es nur noch sporadische Trainingsspiele. Im Juli 2010 wurde die Männer-Abteilung mit den Frauen zu einer Abteilung Volleyball zusammengelegt. Heute spielt ein Frauenteam in der Hamburger Bezirksliga.

Seit dem Jahr 2004 sind der Abteilung zudem auch Beachvolleyballer zugeordnet. Seit 2005 spielen bzw. spielten mehrere deutsche Spitzen-Beachvolleyballteams für den HSV: Okka Rau/Stephanie Pohl (bis 2009), David Klemperer/Eric Koreng (bis 2012), Sebastian Dollinger/Stefan Windscheif bzw. Lars Flüggen (bis 2014), Jana Köhler/Julia Sude (bis 2012), die 2010 Deutsche Meister in Timmendorf wurden, Katharina Culav/Katharina Schillerwein (bis 2017 bzw. 2011), Christine Aulenbrock/Anna Behlen bzw. Cinja Tillmann (bis 2013) mit der Aulenbrock 2010 auch U20 Europameisterin wurde, Nadja Glenzke/Julia Großner (Europameisterinnen 2017), Lars Flüggen/Markus Böckermann bzw. Nils Ehlers, Victoria Bieneck / Isabel Schneider (Deutsche Meisterinnen 2018) sowie Leonie Körtzinger / Sarah Schneider. Von 2013 bis 2019 spielten Laura Ludwig und Kira Walkenhorst für den HSV. Sie wurden 2013, 2015 und 2016 Deutsche Meisterinnen, gewannen 2015 und 2016 die Europameisterschaften, holten 2016 die Goldmedaille bei den Olympischen Spielen in Rio de Janeiro und wurden 2017 Weltmeisterinnen.
Nachdem Walkenhorst im Januar 2019 ihre Karriere aus gesundheitlichen Gründen vorläufig beendet hatte, wechselte im März 2019 Margareta Kozuch zum HSV und spielte dort bis 2021 mit Laura Ludwig zusammen.
2020/2021 gehörten dem Beachvolleyball-Kader des HSV an:
- Frauen:
  - Laura Ludwig und Margareta Kozuch
  - Victoria Bieneck und Isabel Schneider
  - Leonie Körtzinger und Sarah Schneider
  - Lena Ottens und Hannah Ziemer
  - Anika Krebs
- Männer:
  - Nils Ehlers und Lars Flüggen

Für den Olympiazyklus bis 2021 hatte der HSV mit der Stadt Hamburg und dem Deutschen Volleyball-Verband eine strategische Partnerschaft begründet. In Hamburg wurde der deutsche Leitstützpunkt Beachvolleyball als Trainingszentrum sowohl für die Frauen als auch Männer eingerichtet. Zugleich sollte Beachvolleyball aber auch im Breiten- und Nachwuchssport ausgebaut werden.